# Liste von Persönlichkeiten der Stadt Köln
Die Liste enthält zunächst Persönlichkeiten, die in Köln geboren sind. Die Auflistung erfolgt chronologisch nach dem Geburtsjahr. Im Anschluss folgt eine Liste von Persönlichkeiten, die in irgendeiner Weise mit Köln in Verbindung stehen, jedoch andernorts geboren sind.

## Liste von in Köln geborenen Persönlichkeiten

### Bis 1700
- 15/16, 6. November, Iulia Agrippina, † 59 in Kampanien, Tochter des Germanicus, erste Römische Kaiserin, Frau des Kaisers Claudius, Schwester Kaisers Caligula, Mutter Kaisers Nero
- 1027/30, Bruno von Köln, † 6. Oktober 1101 in der Kartause La Torre in Kalabrien (heute: Serra San Bruno), Heiliger, Begründer des Kartäuserordens
- um 1150, Hermann Joseph von Steinfeld, † 7. April 1241 o. 1252 im Kloster Hoven bei Zülpich, katholischer Heiliger und Mystiker
- um 1225, Alexander von Roes, † kurz vor 1300, Gelehrter und Kanoniker
- in der 1. Hälfte d. 14. Jh., vermutlich in Köln; Mannus (Manne, Man) von Köln zu Worms, auch Mannus von Worms (hebräischer Name מנחם בן שמעון – Menachem ben Simon); ✡ n. 1386 vermutlich in Worms, jüdischer Unternehmer, der in Köln und Worms wirkte
- um 1410, Johannes von Köln bzw. Juan de Colonia, † 1480, Baumeister an der Kathedrale von Burgos
- um 1410, Hubert Yffz, † 5. Februar 1483 in Trier, Weihbischof in Trier
- 1486, 14. September, Heinrich Cornelius Agrippa von Nettesheim, † 18. Februar 1535 in Grenoble, Philosoph
- vor 1492, Arnoldus von Cöllen, † vor 1498 in Leipzig (?), Inkunabelndrucker
- um 1500, Arnold von Siegen, † 8. Januar 1579 in Köln, Ratsherr und Bürgermeister in Köln, kaiserlicher Rat im Ritterstand
- 1518, 3. Januar, Hermann von Weinsberg, † 23. März 1597 in Köln, Ratsherr, Verfasser des autobiografischen Buches Weinsberg
- 1520, 31. August, Heinrich Sudermann, † 7. September 1591 in Lübeck, Syndikus der Hanse
- 1526, 12. November, Andreas von Gail, † 11. Dezember 1587 in Köln, kölnischer Kanzler, Staatsmann und Rechtsgelehrter
- um 1527, Kaspar Altenaich, † 1. Oktober 1605 in Bremen, Rechtswissenschaftler
- 1541, Georg Braun, † 1622 in Köln, Theologe, Kanoniker und Dekan am Stift St. Mariengraden
- 1547, Thomas Mermann, † 25. Dezember 1612, Arzt und Politiker, Leibarzt der Herzöge von Bayern
- 1552, Hans von Aachen, † 4. März 1615 in Prag, Maler
- 1570/80, Katharina Henot, † 19. Mai 1627 in Köln-Melaten, bekanntestes Opfer der Kölner Hexenverfolgung
- um 1580, Peter Isselburg, † 1630/31 in Nürnberg, Zeichner, Kupferstecher, Drucker und Verleger
- 1587, 17. November, Joost van den Vondel, † 5. Februar 1679 in Amsterdam, niederländischer Dichter und Stückeschreiber
- 1592, 1. Mai, Adam Schall von Bell, † 15. August 1666 in Peking, seit 1622 in China tätiger Missionar vom Orden der Jesuiten
- 1592, 24. Juni, Johann Adolf Wolff Metternich zur Gracht, † 6. November 1669 in Köln, einflussreicher Hofbeamter
- 1595, 18. Januar, Matthias Glandorp, † 29. Januar 1636 in Bremen, Mediziner und Chirurg
- 1598, Hermann Crombach, † 1680 in Köln, Jesuit, Theologieprofessor und Kirchenhistoriker
- 16./17. Jh., Gerwin Meinertzhagen, † 17. Jh. in Köln, Jurist und Kölner Gesandter
- 1604, 31. Oktober, Constantin von Lyskirchen, † 18. Oktober 1672 in Köln, Bürgermeister der Stadt und Gesandter zu den Verhandlungen in Münster (Westfälischer Friede)
- 1607, 5. November, Anna Maria von Schürmann, † 4. Mai 1678 in Wieuwerd (Westfriesland), deutsch-niederländische Universalgelehrte
- 1609, Ludwig von Siegen, † 1680 in Wolfenbüttel, Entwickler des grafischen Tiefdruckverfahrens Mezzotinto
- um 1615, Hermann Halveren, † um 1665 in Köln, Jurist und Gesandter Kölns zu den Westfälischen Friedensverhandlungen (1646–1648)
- 1618, 10. Juli, Eberhard Jabach, † 9. März 1695 in Paris, Unternehmer und Angehöriger der Kölner Familiendynastie Jabach
- 1630, November, Petrus van Mastricht, † 10. Februar 1706 in Utrecht, Philologe und reformierter Theologe
- 1631, 16. März, Johann Adolf von Fürstenberg, † 14. April 1704 in Herdringen, Dompropst in Paderborn und Münster, Drost im Herzogtum Westfalen und Diplomat
- 1632, 15. November, Johann Heinrich Mundt, † 18. März 1691 in Prag, Orgelbauer
- 1639, 26. September, Gerhard von Mastricht, † 22. Januar 1721 in Bremen; Rechtsgelehrter und Syndicus von Bremen
- 1640, 12. November, Matthias Kramer, † n. Juni 1729 in Erlangen, Grammatiker, Lexikograf, Romanist, Italianist, Hispanist, Germanist und Niederlandist
- 1641, 30. Juni, Meinhard von Schomberg, † 16. Juli 1719 in Hillingdon (Middlesex), deutsch-französisch-britischer General und Heerführer
- 1647, Nivard Wirotte, † 29. August 1704 in Heisterbach, Zisterzienser, Abt von Heisterbach
- 1647, 22. Februar, Johannes Petrus Verhorst, † 12. Juli 1708 in Trier, römisch-katholischer Geistlicher, Weihbischof in Trier
- 1670, 8. Juli, Peter Cornelius von Beyweg, † 12. Oktober 1744 in Speyer, Weihbischof des Bistums Speyer
- vor 1690, Johann Heinrich Augustin von Mörs, † 12. März 1730 in Koln, römisch-katholischer Priester und Offizial des Erzbistums Köln
- 1693, 26. September, Gerhard von Mastricht, † 22. Januar 1721 in Bremen, Rechtsgelehrter
- 1694, 11. Januar, Hermann Joseph Hartzheim, † 17. Januar 1763/67 in Köln, römisch-katholischer Priester und  Professor der Theologie an der Kölner Universität
- 1694, 25. August, Freiherr Theodor von Neuhoff, † 11. Dezember 1756 in London, politischer Abenteurer, König von Korsika

### 18. Jahrhundert
- 1714, 27. Februar, Bernhard Havestadt, † 18. Januar 1781 in Münster, Jesuit, Missionar in Chile, Sprachforscher
- 1723, 11. November, Johann Jacob Stahel, † 21. Mai 1787, Buchhändler und Buchdrucker
- 1724, Johann Jakob Schmitz, 21. August 1810 in Köln, Maler
- 1724, 26. August, Johann Philipp Jakob von Horn-Goldschmidt, † 1. Oktober 1796 in Köln, römisch-katholischer Priester und Generalvikar im Erzbistum Köln
- 1725, 16. Januar, Johann Anton de Peters, Maler, Zeichner und Radierer des Rokoko
- 1726, 26. August, Caspar Bernhard Hardy, † 17. März 1819 in Köln, Priester, Bildhauer und Maler
- 1728, Hubert Franz Hoefer, † 19. März 1795 in Wien, Apotheker, Chemiker und Direktor der großherzoglichen toskanischen Hofapotheke in Florenz
- 1744, 5. März, Johann Hermann Joseph von Caspars zu Weiss, † 15. August 1822 in Köln, Kapitularvikar im rechtsrheinischen Rest des Erzbistums Köln 1801–22
- 1748, 20. Juli, Ferdinand Franz Wallraf, † 18. März 1824 in Köln, Botaniker, Mathematiker, Theologe, Priester, Kunstsammler und letzter Rektor der alten Universität
- 1750, 30. November, Andreas Monheim, † 9. April 1804 in Aachen, Apotheker, Bürgermeister der freien Reichsstadt Aachen
- 1754, 25. Dezember, Heinrich Gottfried Wilhelm Daniels, † 28. März 1827, Jurist, Hochschullehrer, Richter und Autor
- 1758, 6. Februar, Johann Baptist Farina, † 30. Januar 1844 in Köln, Unternehmer, einer der Gründerväter des Kölner Karnevals
- 1760, 18. Februar, Franz Rudolf von Monschaw, † 8. April 1841 in Köln, Politiker und Oberbürgermeister der Stadt Köln
- 1764, 28. Oktober, Joseph Hoffmann, † 6. März 1812 in Köln, Maler und Zeichner
- 1767, 27. Februar, Christian Sommer, † 1. Dezember 1835 Mersch, Jurist und Verfasser eines Verfassungsentwurfes, Jakobiner
- 1768, 13. September, Peter Joseph von Monschaw, † 1840, Jurist und Landrat des Kreises Kempen
- 1770, 8. April, Egidius Mengelberg, † 26. Oktober 1849 ebenda, Porträtmaler, Innenarchitekt und Kunstpädagoge
- 1770, 29. Oktober, Michael Venedey, † 30. April 1864 in Köln, Jurist und Mitbegründer des Kölner Anwaltsverein
- 1774, 1. April, Johann Wilhelm Schmitz, † 19. Januar 1841 in Köln, Apostolischer Kapitularvikar im rechtsrhein. Teil des Erzbistums Köln 1822–25
- 1775, 15. Juni, Carl Birkenstock, † 19. Januar 1840 in Erbach (Hunsrück), Mitglied des Nassauischen Landtags
- 1780, 7. April, Wolter Plasmann, † nach 1847, Kreissekretär, 1830 bis 1833 Landrat des Kreises Waldbröl
- 1782, 9. März, Johann Jakob Peter Fuchs, † 12. Februar 1857 in Köln, Verwaltungsbeamter und Stadtarchivar
- 1782, 28. Dezember, Matthias Joseph de Noël, † 18. November 1849 ebenda, Kaufmann, Schriftsteller und Kunstsammler
- 1783, 2. August, Johann Sulpiz Melchior Dominikus Boisserée, † 2. Mai 1854 in Bonn, Architekt und bedeutender Förderer des Dombaus in Köln.
- 1784, Franz Wilhelm Schön, † 5. November 1871 in Lons-le-Saunier, Historien-, Landschafts- und Porträtmaler
- 1784, 10. Januar, Marcus DuMont, † 24. November 1831 in Köln, Verleger und Herausgeber der Kölnischen Zeitung
- 1784, 3. November, Franz Peter Cassel, † 8. Juni 1821 in Gent, Botaniker und Mediziner
- 1785, 4. September, Carl Anton Werres † 30. September 1836 ebenda, Arzt, Augenarzt, Physikus und Sachbuchautor
- 1785, 30. Oktober, Johann Peter Cremer, † 1. August 1863 in Aachen, Architekt und Baumeister
- 1790, 15. Juni, Franz Christian Gau, auch François Christian Gau oder François Chrétien Gau, † 31. Dezember 1853 in Paris, deutscher, ab 1826 (naturalisierter) französischer Architekt, Entdeckungsreisender und Baumeister
- 1791, 23. März, Wilhelm Joseph Imhoff, † 27. Februar 1858 in Köln, Bildhauer
- 1792, Julius Christian Koch, eigentlich Julius Christian Kellner, † 18. Dezember 1860, Theaterschauspieler
- 1792, 20. August, Jakob Ignaz Hittorff, † 25. März 1867 in Paris, französischer Architekt deutscher Herkunft
- 1793, 6. März, Bernhard Klein, † 9. September 1832 in Berlin, Komponist
- 1793, 16. März, Anton Greven, † 3. März 1870 ebenda, Verleger und Gründer des Greven’s Adreßbuch-Verlages.
- 1794, 28. November, Joseph von Bianco, † 23. Juni 1855 ebenda, deutscher Jurist, Autor und Politiker
- 1796, Franz Gerhard Eschweiler, † 4. Juli 1831, Botaniker
- 1796, Emanuel Ciolina Zanoli, † 11. Dezember 1832 in Köln, Produzent von Kölnisch Wasser und erster Kölner Karnevalsprinz
- 1796, 18. März, Johann Joseph Imhoff (der Jüngere), † 6. Juli 1880, Bildhauer
- 1797, 20. April, Heinrich von Wittgenstein, † 29. März 1869 in Köln, Unternehmer und Politiker
- 1797, 8. August, Joseph Nicolas Robert-Fleury, † 5. Mai 1890 in Paris, Maler
- 1798, 19. März, Everhard von Groote, † 15. April 1864 in Köln, Germanist, Schriftsteller und Politiker
- 1799, Josef Felten, † 20. April 1880 in Köln, Architekt
- 1799, Heinrich Joseph Kiefer, † 14. Januar 1882 in Wiesbaden, Jurist, Richter und Politiker
- 1799, 17. September, Hermann Joseph Simons, † 26. Juli 1867 in Vogelsang (Köln), Landrat und Politiker

### 19. Jahrhundert

#### 1801 bis 1820
- 1801, 19. November, Karl Geyr von Schweppenburg, † 19. Februar 1875 in Berlin, preußischer Generalleutnant
- 1802, 27. Dezember, Johann Heinrich Pallenberg, † 5. April 1884 in Köln, Möbelfabrikant und Kunstmäzen
- 1802, Charles Rodius, † 9. April 1860 in Sydney, Künstler, Grafiker in Australien
- 1803, Franz Everhard Bourel, auch Eberhard Bourel, † 13. März 1871 in Köln, Genre- und Porträtmaler
- 1803, 14. März, Friedrich Wilhelm Graeff, † 8. März 1885 in Wiesbaden, Landgerichtspräsident und Politiker, kommissarischer Oberbürgermeister von Köln
- 1805, 24. Mai, Jacob Venedey, † 8. Februar 1871 in Oberweiler, Politiker und Schriftsteller
- 1805, 26. August, Franz Weber, † 17. September 1876 in Köln, Dirigent, Musiklehrer und Domorganist
- 1806, 18. Februar, Eduard Heis, † 30. Juni 1877 in Münster, Mathematiker, Astronom und Hochschullehrer
- 1806, 28. April, Hubert Dormagen, † 1. Juni 1886 in Köln, Arzt, Kunstsammler und Stifter
- 1806, 28. September, Theodor Freiherr Geyr von Schweppenburg, † 3. Juli 1882, Beigeordneter Bürgermeister der Stadt Aachen und Mitglied des Preußischen Herrenhauses
- 1807, 6. Januar, Anton Söller, † 9. Dezember 1875 in Mülheim, Maler
- 1807, 23. Oktober, Johann Anton Wallé, † 13. September 1876 in Köln, Architekt und Lehrer an der Königlichen Provinzial-Gewerbeschule in Köln
- 1807, 30. Oktober, Johann Heinrich Kaltenbach, † 20. Mai 1876 in Aachen, Botaniker und Entomologe
- 1807, 10. November, Robert Blum, † 9. November 1848 hingerichtet in Wien-Brigittenau, Politiker der Märzrevolution
- 1808, 24. März, Michael Welter, † 3. Januar 1892 in Köln, Maler, Glas- und Kirchenmaler
- 1808, 27. Mai, Joseph Ignaz Düntzer, † 30. September 1848 in Köln, Wundarzt und Geburtshelfer
- 1808, 22. Dezember, Bernhard Breuer, † 16. Oktober 1877 in Aachen, Cellist, Komponist und Musikalienhändler
- 1809, 20. September, Nikolaus Salm, † 12. Juni 1883 in Aachen, Maler, Zeichner und Illustrator sowie Zeichenlehrer
- 1809, 29. September, Albert Gereon Stein, † 10. Juni 1881 in Köln, römisch-katholischer Priester und Kirchenmusiker
- 1809, 17. Oktober, Hermann Hendrichs, † 1. November 1871, Schauspieler
- 1810, 1. April, Franz Raveaux, † 13. September 1851 in Laeken, Revolutionär und Mitglied der Frankfurter Nationalversammlung
- 1810, 25. Oktober, Johann Jakob Merlo, † 27. Oktober 1890 in Köln, Heimatforscher, Sammler und Dichter
- 1811, 21. Juli, Joseph DuMont, † 3. März 1861 in Köln, Verleger
- 1812, 7. November, Ferdinand Wolff, † 8. März 1905 in London, deutscher Journalist, Redakteur der Neuen Rheinischen Zeitung 1848/49
- 1813, 30. Juni, Eberhard von Mylius, † 6. Juni 1861 in Aachen, Jurist, Politiker und Mitglied der Frankfurter Nationalversammlung
- 1813, 14. Oktober, Maximilien Joseph Moll, † 28. Juni 1849 in Rotenfels, Uhrmacher und Revolutionär
- 1814, 15. März, Wolter Josef Bürgers, † 26. Dezember 1892 in Köln, Kommerzienrat, Gutsbesitzer und Landrat
- 1814, 30. Dezember, Peter Gerhard Roeser, † 2. Juli 1865 in Köln-Mülheim, Zigarrenarbeiter, Kommunist und frühes Mitglied des Allgemeinen Deutschen Arbeitervereins
- 1815, 13. Mai, Ignatz Bürgers, † 9. Mai 1882 in Köln, Jurist und Parlamentarier
- 1817, 23. April, Johann Wilhelm Wolf, † 28./29. Juni 1855 in Riedstadt, Germanist und Schriftsteller
- 1817, April, Otto Mengelberg, † 28. Mai 1890 in Düsseldorf, Historien- und Porträtmaler und Lithograf
- 1819, 7. Januar, Johan Heinrich Neuman, † 14. April 1898 in Den Haag, niederländischer Porträt- und Miniaturmaler sowie Lithograf
- 1819, 9. April, Vincenz Statz, † 21. August 1898 ebenda, Architekt der Neugotik
- 1819, 20. Juni, Jacques Offenbach, † 4. Oktober 1880 in Paris, Komponist (Oper Hoffmanns Erzählungen, Operetten, unter anderem Orpheus in der Unterwelt)
- 1819, 5. Dezember, Clemens von Dannenberg, † 23. Juni 1897 auf Schloss Lebenhan bei Neustadt an der Saale, preußischer Generalmajor, Kommandant der Festung Wesel
- 1820, 12. April, Bernhard Braubach, † 12. September 1893 in Köln, Mediziner und Mitglied des Deutschen Reichstags
- 1820, 10. November, Johann Wilhelm Greven, † 3. Februar 1893 in Brüssel, Verleger und Buchhändler
- 1820, Charlotte Flamm, † 1895 in Düsseldorf, Malerin der Düsseldorfer Schule und Lehrerin
- um 1820, Wilhelm Hoffmann, † um 1890 in Köln, Architekt

#### 1821 bis 1840
- 1821, 3. September, Ernst Heinrich Anton Pasqué, † 20. März 1892 in Alsbach an der Bergstraße, Opernsänger (Bariton), Opernregisseur, Theaterleiter, Schriftsteller und Librettist
- 1822, Jakob Acht, † 1887 in Wien, Maler
- 1823, 26. März, Johannes Münze, † 22. Mai 1868 in Magdeburg, Schneider, Pionier der deutschen Arbeiterbewegung
- 1823, 9. April, Albert Flamm, † 28. März 1906 in Düsseldorf, Maler der Düsseldorfer Schule
- 1824, 31. August, Joseph Roesberg, † 23. Juli 1871 in Köln, Mundartdichter und Komponist
- 1825, 1. Juni, Adolf Schmitz, auch Schmitz-Crolenburgh, † 18. März 1894 in Düsseldorf, Maler und Illustrator
- 1825, 24. Juni, Jean Joseph Jansen, hingerichtet 20. Oktober 1849 in der Festung Rastatt, Geometer und Revolutionär 1848/49
- 1825, 31. Dezember, Albert Wolff, † 22. Dezember 1891 in Paris, deutsch-französischer Journalist, Schriftsteller und Dramatiker
- 1827, 2. Juni, Bertha Augusti, † 12. Dezember 1886 in Koblenz, Schriftstellerin
- 1828, 9. Juni, Felix von Groote, † 22. November 1889 in Ahrweiler, Verwaltungsjurist und Landrat des Landkreises Ahrweiler
- 1828, 10. Juni, Ludwig von Weise, † 17. April 1915 in Aachen, Beigeordneter in Köln und Oberbürgermeister in Aachen
- 1828, 12. Juni, Anton Strauß, † 1. Juli 1888 in Köln, Stadtgärtner und Gartendirektor
- 1828, 17. Juni, Otto Schirmer, † 13. Dezember 1904 in Hinterbrühl, Architekt und Dombaumeister
- 1829, 27. September, Peter Fuchs, † 31. Juli 1898 in Köln, Bildhauer und Dombildhauer am Kölner Dom
- 1830, 1. Januar, Anton Werres, † 27. April 1900 in Köln, Bildhauer
- 1830, 23. Februar, Charles P. Clever, † 8. Juli 1874 in Tome, New Mexico, US-amerikanischer Politiker preußischer Herkunft
- 1831, 2. Februar, Anselm Schmitz, † 19. November 1903 in Köln, Fotograf
- 1831, 9. Mai, Jakob Pallenberg, † 25. März 1900 in Kairo, Möbelfabrikant und Kunstmäzen
- 1831, 3. August, Eduard von Oppenheim, † 15. Januar 1909 in Köln, Bankier und Gestütsbesitzer
- 1832, 30. Mai, Carl von Wittgenstein, 13. Dezember 1913 in Köln, Verwaltungsbeamter und Landrat
- 1832, 8. November, Franz Schmitz, † 8. August 1894 in Baden-Baden, Architekt, Domwerkmeister am Kölner Dom, Dombaumeister am Straßburger Münster
- 1833, 24. Juni, Otto Andreae, im heutigen OT Mülheim (damals noch nicht eingemeindet), † 12. Februar 1910 in Köln, Textilfabrikant und Kunstmäzen
- 1833, 12. September, Peter Paul Faust, † 1. Oktober 1912 in Köln, Lehrer, Autor und Mundartdichter
- 1834, 1. März, Charlotte Wolter, † 14. Juni 1897 in Wien, Schauspielerin
- 1834, 5. März, August Becker, † 5. Februar 1877, Theaterschauspieler, -regisseur, Dramaturg und Intendant
- 1834, 20. Mai, Clemens Busch, † 25. November 1895, preußischer Diplomat
- 1834, 26. Juli, Hugo Carl Forst, † 12. Januar 1887 in Koblenz, Verwaltungsbeamter und Landrat
- 1834, 13. November, Albert von Oppenheim, † 23. Juni 1912 in Hamburg, Bankier und Kunstmäzen
- 1834, 30. Dezember, Franz Carl Guilleaume, genannt der Jüngere, † 1. Dezember 1887 in Köln, Unternehmer und Gründer des Carlswerks
- 1835, 26. März, Karl Holthof, auch Carl Joseph Holthof, † 19. November 1884 in Frankfurt am Main, Jurist, Journalist und Mitglied des Deutschen Reichstags.
- 1835, 6. Juni, Peter Langen, † 25. Mai 1897 in Münster in Westfalen, Klassischer Philologe und Hochschullehrer
- 1835, 28. Juni, Hubert Göbbels, † 9. September 1874 in Konstantinopel, Architekt
- 1835, 21. Dezember, Fritz Asthöwer, † 17. Oktober 1913 in Essen, Ingenieur, Direktor der Friedrich Krupp AG, Mitglied der Essener Stadtverordnetenversammlung
- 1836, Friedrich Wilhelm Schreiner, † 1922 in Düsseldorf, Landschaftsmaler der Düsseldorfer Schule
- 1836, 1. Februar, Tilman Pesch, † 18. Oktober 1899 in Valkenburg aan de Geul, katholischer Theologe und Philosoph
- 1836, 11. Juli, Heinrich Böckeler, † 24. Februar 1899 in Aachen, katholischer Priester und Kirchenmusiker sowie Begründer und erster Direktor des „Gregoriushauses“, der Vorläuferinstitution der Katholischen Hochschule für Kirchenmusik St. Gregorius in Aachen
- 1837, 3. Juni, Joseph Langen, † 13. Juli 1901 in Bonn, römisch-katholischer, später alt-katholischer Theologe und Hochschullehrer
- 1837, 11. August, Reiner Dahlen, † 25. April 1874 in Düsseldorf, Maler der Düsseldorfer Schule
- 1837, 22. September, Ernst Hardt, † 7. August 1898 in Köln, Unternehmer, der die Kölner Pferdebahn konzipierte und betrieb
- 1837, 10. Oktober, Fritz Neuber, † 10. August 1889 in Hamburg, Bildhauer
- 1837, 18. Oktober, Friedrich Wilhelm Mengelberg, † 16. Februar 1919 in Utrecht, Bildhauer
- 1837, 14. Dezember, Peter Joseph Roeckerath, † 9. Oktober 1905 in Köln, Religionslehrer, Bauunternehmer und Reichstagsabgeordneter
- 1838, 6. Januar, Max Bruch, † 2. Oktober 1920 in Berlin-Friedenau, Komponist (Violinkonzerte, Chorwerke und Lieder, Oper Die Loreley) und Dirigent
- 1838, 9. Januar, Paul Baudevin, † 27. Oktober 1880 in Königstein im Taunus, Landtagsabgeordneter
- 1838, 9. Februar, Ernst Birck, † 30. März 1881 in Endenich, 1868 bis 1876 Landrat des Kreises Bergheim
- 1838, 16. Dezember, Bernhard Pollini, eigentlich Baruch Pohl, † 26. November 1897 in Hamburg, Opernsänger, Intendant und Opernprinzipal
- 1838, 18. Dezember, Franz Julius Albertus Clouth, † 7. September 1910 in Köln, Unternehmer und ein Pionier der Gummiverarbeitung
- 1839, 24. Februar, Marcus Kappel, † 19. Januar 1919 in Berlin, Bankier, Kaufmann, Kunstsammler und Mäzen
- 1840, 22. Februar im heutigen OT Deutz (damals noch nicht eingemeindet), August Bebel, † 18. März 1913 in Passugg/Graubünden, Politiker (SPD), MdR, Mitbegründer der SPD
- 1840, 19. Januar, Hermann Esser, † 3. April 1898 in Karlsruhe, Maschinenbauingenieur und Eisenbahnexperte
- 1840, 1. Juli, Peter Kloeppel, † 5. März 1902, Politiker, Journalist und Abgeordneter des Reichstages
- 1840, 10. Juli, Johann Maria Carl Farina, † 21. August 1896 in Köln, Sammler und Stifter, in Würdigung seiner Stiftungen pflegt die Stadt Köln auf alle Zeiten seine Grabstätte auf Melaten.
- 1840, 6. Dezember, Johann Merzenich, † 8. März 1913 in Berlin, Architekt, Baubeamter und Professor an der Technischen Hochschule in Charlottenburg

#### 1841 bis 1860
- 1841, 16. Mai, Hermann Joseph Schmitz, † 21. August 1899 in Köln, römisch-katholischer Geistlicher, Weihbischof im Erzbistum Köln
- 1842, 9. April, Ferdinand Custodis, † 1911 in Köln, Bildhauer besonders des Historismus
- 1842, 4. Juni 1842, Ferdinand Luthmer, † 23. Januar 1921 in Frankfurt am Main, Architekt, Konservator und Fachpublizist für Burgerforschung
- 1842, 18. August, Otto Hartmann, † 17. Oktober 1927 in Köln, Fabrikant und Tierschützer
- 1843, 3. Juni, George Marx, † 1927 in Königsberg, Bankier in Ostpreußen
- 1843, 19. Dezember, Karl Küpper, † 6. Juli 1880 in Düsseldorf, Landrat
- 1844, 10. Mai, Heinrich Haan, † 2. April 1909 in Luxemburg, römisch-katholischer Theologe, Philosoph und Leiter der deutschen Ordensprovinz der Jesuiten
- 1844, 14. September, Hermann Joseph Klein, † 1. Juli 1914 in Köln, Astronom und Meteorologe
- 1844, 23. Oktober, Wilhelm Leibl, † 4. Dezember 1900 in Würzburg, Maler
- 1844, 31. Oktober, Georg Schumacher, † 16. Juli 1917 in Köln, Politiker (SPD), Reichstagsabgeordneter
- 1845, 12. Februar, Ludwig Rennen, † 13. Mai 1932 in Koblenz, Landrat und Verwaltungsgerichtsdirektor
- 1845, 30. Juli, Wilhelm Koch, † 10. Dezember 1891 in Köln, Mundartautor
- 1845, 18. August,  Emil Strauß, † 31. August 1903 in Bonn, Buchhändler und Verleger
- 1845, 4. September, Hermann Wolff, † 3. Februar 1902 in Berlin, Konzertveranstalter und Journalist
- 1845, 15. November, Wilhelm Cremer, † 28. März 1919 in Berlin, Architekt
- 1845, 15. November, Karl Heyden, † 1933 in Düsseldorf, Maler der Düsseldorfer Schule
- 1845, 3. Dezember, Peter Wallé, † 8. September 1904 in Berlin, Architekt und Kunsthistoriker
- 1845, 12. Dezember, Anna Schneider, † 16. April 1935 in Köln, Frauenrechtlerin und Sozialistin
- 1846, 6. Januar, Henriette Hertz, † 9. April 1913 in Rom, Mäzenin und Kunstsammlerin
- 1846, 15. Januar, Adolf Pagenstecher, † 9. Mai 1900 in Königsberg, preußischer Generalmajor
- 1846, 26. Januar, Johann Georg Loosen, † 13. Februar 1914 in Stuttgart, Maler und Restaurator
- 1846, 18. Mai, Laura von Oelbermann, † 3. Juni 1929 in Köln, Mäzenin und Kunstsammlerin
- 1847, 17. Mai, Hermann Joseph Hürth, † 21. Februar 1935 in Aachen, Architekt
- 1847, 8. August, Hermann Cardauns, † 14. Juni 1925, Chefredakteur der Kölnischen Volkszeitung, führender katholischer Publizist während des Kulturkampfs
- 1847, 20. September, Ferdinand Worms, † 9. August 1911 in Bad Kudowa, Theaterschauspieler, Theaterregisseur und Sänger
- 1847, 1. Dezember, Peter Norrenberg, † 29. Mai 1894 in Rhöndorf, Priester, Historiker und Sozialpolitiker
- 1848, 10. Mai, Johann Maria Friedrich Heimann, † 1. März 1921 in Brühl, Mitbegründer des Markenverbands 1903
- 1848, 30. Juli, Mathilde von Mevissen, † 19. März 1924 in Köln, Frauenrechtlerin und Bildungspolitikerin
- 1848, 28. Oktober, Heinrich Rosell, † 31. Januar 1932 in Hürth, preußischer Kommunalbeamter, Bürgermeister von Hürth
- 1849, 17. März, Carl Zaar, † 16. Januar 1924 in Berlin, Architekt
- 1849, 30. März, Wilhelm Heyer, † 20. März 1913 in Köln, Unternehmer und Sammler
- 1849, 8. Oktober, Georg Düssel, † 2. Juli 1907 in Köln, Architekt
- 1849, 4. Dezember, Eduard Moll, † 1933 in Eßlingen, Altphilologe, Direktor der Gymnasien und Oberrealschulen im Reichsland Elsaß-Lothringen
- 1850, Felix Vierhaus, † 14. Oktober 1917 in Breslau, Jurist
- 1850, 18. Februar, Kurt von Sperling, † 31. August 1914 in Breslau, preußischer General der Infanterie
- 1850, 23. Februar, Adele Rautenstrauch, † 30. Dezember 1903 in Neustrelitz, Mäzenatin und Stifterin des Rautenstrauch-Joest-Museums
- 1850, 8. März, Heinrich von Schmidt, † 4. September 1928 in München, Architekt und Hochschullehrer
- 1850, 1. April, Julius Weiler, † 8. August 1904, Chemiker und Industrieller
- 1851, 9. August, Romanus Braubach, † 4. März 1904, Jurist und Mitglied des Deutschen Reichstags
- 1852, 3. März, Sir Ernest Cassel, als Ernst Cassel geboren, GCB, GCMG, GCVO, PC, † 21. September 1921 in London, aufgrund seines „schlossherrenhaften“ Reichtums und seiner guten Beziehungen zur königlichen Familie auch „Windsor-Cassel“ genannt, britischer Bankier deutscher Abstammung
- 1852, 7. März, Carl Friedrich Schmidt, † 5. März 1924 in Weimar, Instrumentenbauer
- 1852, 25. Mai, Peter Stern; † 14. Februar 1929 in Bad Godesberg, Oberbürgermeister der Stadt Viersen
- 1852, 11. Juni, Franz Tuczek, † 19. Dezember 1925 in Marburg oder Harburg, Psychiater
- 1852, 2. August, Bernhard Duhr; † 21. September 1930 in München, Jesuit, Theologe und Historiker
- 1853, 2. April, Albert Mertés; † 1924 in Berlin, Hutfabrikant
- 1854, 4. Mai, Marie Basta; † n. 1899, Opernsängerin
- 1854, 28. Mai, Francis Kruse; † 13. April 1930 in Bad Godesberg, preußischer Regierungspräsident in Bromberg, Minden und Düsseldorf
- 1854, 18. September, Hans Müller, 11. April 1897 in Berlin, Musikwissenschaftler und Schriftsteller
- 1854, 2. Dezember, Karl Trimborn, † 25. Juli 1921 in Bonn, Politiker
- 1854, 24. Februar, Wilhelm Spiritus, † 27. Dezember 1931 in Bonn, Politiker
- 1854, 29. August, Christian Heyden, † 24. Mai 1939 in Düsseldorf, Maler der Düsseldorfer Schule
- 1855, 19. Juli, Ludwig Arntz; † 5. Mai 1941 in Köln, Architekt und Dombaumeister
- 1855, 9. Oktober, Eugen Langen, † 2. Oktober 1895 bei Elsdorf (Rheinland), Unternehmer, Ingenieur und Erfinder
- 1855, 16. November, Joseph von Lauff, † 20. August 1933 in Cochem-Sehl, Offizier und Schriftsteller
- 1855, 19. November, Ludwig Becker; † 13. Juli 1940 in Mainz, Architekt
- 1856, 23. Mai, Heinrich Hack; † 2. Januar 1936 in Köln, Schulrektor, Autor und Mundartschriftsteller
- 1856, 28. Juni, Carl Hagen, gestorben 30. Januar 1938 in Potsdam, Bankier und Mäzen
- 1856, 15. Juli, Paul Wilhelm Jakob von Schnitzler; † 19. Februar 1932 in Köln, Jurist, Gutsbesitzer und Industrieller
- 1856, 1. November, Hans Hubert Dreher; † 18. Juli 1895 in Köln, Architekt
- 1857, 24. Januar, Anton Mecum; † 5. Juni 1925 in Wiesbaden, Oberbürgermeister von Gießen
- 1857, 25. März, Wilhelm Walther; † 6. Februar 1917 in Berlin, Architekt, Hauptvertreter des Eklektizismus
- 1857, 2. Juni, Carl Alois Kneller; † 2. August 1942 in Pullach im Isertal, Jesuit
- 1857, 13. August, Josef Neven DuMont, † 31. Oktober 1915 in Köln, Verleger, Abgeordneter und Präsident der Handelskammer Köln
- 1858, 3. Januar, Richard Franck, † 22. Januar 1938 in Heidelberg, Komponist und Pianist
- 1858, 20. April, Wilhelm Fassbinder, † 10. August 1915 in Köln, Bildhauer des Historismus und der Reformkunst
- 1858, 22. September, Karl Bachem, † 11. Dezember 1945 in Burgsteinfurt, Politiker (Zentrumspartei), Reichstagsabgeordneter
- 1858, 25. Oktober, Johann Gottlieb von Langen, † 20. März 1940 auf Burg Zieverich, Unternehmer
- 1859, 14. Juli, Albert Hofmann, † 22. März 1926 in Karlsruhe, Architekt, Herausgeber der Deutschen Bauzeitung
- 1859, 26. August, Karl Biecker, † 1927 in Köln, Architekt und Baubeamter
- 1859, 18. September, Max Wallraf, † 6. September 1941 in Oberstdorf, Politiker
- 1859, 23. November, Hubert Schwerger, † 1933 in Köln, Ringer
- 1860, 27. März, Elisabeth von Mumm, † 30. März 1933 in Köln, Frauenrechtlerin
- 1860, 5. Juli, Franz Fabry, verstorben 1912/1913 in Wiesbaden, Architekt
- 1860, 15. Juli, Max von Oppenheim, † 15. November 1946 in Landshut, Diplomat, Orientalist und Archäologe in Vorderasien
- 1860, 25. Juli, Fritz von Langen, † 22. Februar 1929 auf Haus Tanneck bei Elsdorf, Unternehmer und Gutsbesitzer
- 1860, 7. August, August Leo Zaar, † 2. Mai 1911 in Berlin, Architekt
- 1860, 9. November, Alexander Koch, † 5. Januar 1939 in Darmstadt, Verleger

#### 1861 bis 1880
- 1861, 14. Januar, Erasmus Schüller, † 21. Januar 1890 in Köln, Architekt
- 1862, 29. Januar, Wilhelm Schneider-Clauß, † 7. November 1949 in Köln-Junkersdorf, Schulleiter, Autor Kölscher Mundart und Karnevalspräsident
- 1862, 22. Februar Louise Dumont, † 16. Mai 1932 in Düsseldorf, Schauspielerin und Theaterleiterin
- 1862, 22. November, Consuelo Fould, † 26. Mai 1927 in Paris, französische Malerin
- 1863, 15. Januar, Wilhelm Marx, † 5. August 1946 in Bonn, Politiker (Zentrum), Kanzler des Deutschen Reichs 1923–24, Ministerpräsident von Preußen 1925
- 1863, 26. Januar, Hans Rudolph von Langen, † 19. März 1935 in Köln, Industrieller und Gutsbesitzer
- 1863, 14. Mai, Hugo von Cotzhausen, † 18. November in Dremmen, Marineoffizier, Konteradmiral der Kaiserlichen deutschen Marine, Marineattache
- 1864, 26. Februar, Bruno Eichhorn, † 9. Januar 1926 in Baden-Baden, preußischer Verwaltungsbeamter und Landrat der Kreise Merzig und Krefeld
- 1864, 18. März, Hermann Ritter, † 25. Oktober 1925 in Köln, Schriftsteller
- 1864, 11. Juni, Helene Behm, † 1942, Malerin
- 1864, 18. Dezember, Johann Knauth, † 8. Februar 1924 in Gengenbach, Architekt
- 1865, 23. Januar, August Raps, † 20. April 1920 in Berlin, Physiker und Vorstandsmitglied Siemens & Halske
- 1865, 1. Juni, Richard Metz, † 8. Juli 1945, Jurist, Reichsgerichtsrat
- 1865, 17. Juli, Nikolaus Friedrich, † 6. Februar 1914 in Berlin, Bildhauer
- 1865, 8. August, Wilhelm Räderscheidt, † 6. Juli 1926 in Köln, Volks- und Mittelschullehrer sowie Direktor der Kölner Handelsschule
- 1865, 25. November, Franz Wolter, † 11. Dezember 1932 in München, Maler und Kunstschriftsteller
- 1866, 16. Februar, Max von Guilleaume, † 15. Juni 1932 in Remagen, Regattasegler und Unternehmer
- 1866, 23. März, Peter Berchem, † 30. Dezember 1922 in Köln, Volksschullehrer und Mundartdichter
- 1867, 28. Januar, Albert Ahn, † 8. Juli 1935 in Lugano, Verleger und Industrieller
- 1867, 14. April, Mathieu Neumann, † 2. Januar 1928 in Düsseldorf, Komponist, Organist, Dirigent und Chorleiter
- 1867, 30. Juli, Johannes Osten, † 19. September 1952 in Köln, Maler und Mosaizist
- 1867, 9. August, Alfred Schmidt, † 8. März 1931 in Köln-Lindenthal, Industrieller und Pharmaziehistoriker
- 1868, 3. Januar, Heinrich Brauns, † 19. Oktober 1939 in Lindenberg im Allgäu, Theologe und Politiker, Reichstagsabgeordneter
- 1868, 1. März, Anton Mauss, † 13. September 1917 in Wien, österreichischer römisch-katholischer Priester, Religionslehrer und Journalist
- 1868, 29. März, Max Lange, † 22. September 1947 in Bad Tölz, Arzt und Bildhauer, Maler, Zeichner und Radierer
- 1868, 8. Juni, Adele Gerhard, † 10. Mai 1956 in Köln, Schriftstellerin
- 1868, 10. August, Heinrich Renard, † 6. November 1928, Architekt
- 1868, 6. November, Askan Westermann, † 18. Juli 1947 in Heidelberg, Historiker und Bibliothekar
- 1869, 3. Dezember, Laurenz Kiesgen, † 19. Februar 1957 in Dattenfeld, Pädagoge und Schriftsteller
- 1869, 7. Dezember, Ernst Hardt, † 18. September 1917 in Bad Godesberg, Maler der Düsseldorfer Schule
- 1869, 21. Dezember, Carl Maria Schreiner, † 16. September 1931 in Weimar, Schauspieler
- 1870, 10. Februar, Max Osborn, † 24. September 1946 in New York, Journalist und Schriftsteller
- 1870, 6. April, Max Hecker, † 9. April 1948 in Weimar, Philologe, Literaturhistoriker und Archivar des Goethe- und Schiller-Archivs in Weimar
- 1870, 18. Juli, Hermann Pauly, † 31. Oktober 1950 in Würzburg, Chemiker
- 1870, 26. August, Ernst Flemming, † 25. Januar 1955 in Recklinghausen, Oberberghauptmann und Ministerialdirektor im preußischen Ministerium für Handel und Gewerbe
- 1870, 21. September, Ferdinand von Notz, † 18. Februar 1953 in Ratzeburg, Offizier und Militär- und Regionalschriftsteller
- 1870, 10. November, Max Albermann, † 26. Juli 1927 in Kloster Steinfurt, letzter Bürgermeister von Kalk, Kulturdezernent von Köln
- 1870, 12. November, Minna Bachem-Sieger, † 15. April 1939 in Köln, Frauenrechtlerin, Politikerin und Dichterin
- 1871, 19. Januar, Franz Brantzky, † 28. April 1945 in Dinkelsbühl, Architekt, Bildhauer und Maler
- 1871, 11. Juli in Deutz, Matthias Konrad Kann, Todesdatum unbekannt, Schriftsteller
- 1871, 9. November, Rudolf Klein-Diepold, † 1925, Kunsthistoriker, Kunstschriftsteller und Kunstkritiker
- 1872, 19. Januar, Heinrich Laufenberg, † 3. Februar 1932 in Hamburg, Historiker, Journalist und Politiker
- 1872, 10. Mai, August Adenauer, 10. Oktober 1952 in Augsburg, Jurist, ältester Bruder von Konrad Adenauer
- 1872, 19. Juli, Karl Menser, † 10. November 1929 in Bonn, Bildhauer
- 1872, 24. August, Gustav von Stein, † 30. November 1952 in Enkirch, Jurist und preußischer Landrat im Kreis Zell
- 1873, 19. April, Carl Kühn, † 21. Juni 1942, Architekt, Fürstbischöflicher Delegaturbaurat und Diözesanbaurat
- 1873, 27. Mai, Rudolf Arthur Peltzer, † 9. September 1955, Kunsthistoriker
- 1873, 11. September, Ernst Buddeberg, † 9. Januar 1949 in Bad Liebenzell, lutherischer Theologe, Direktor der Liebenzeller Mission
- 1873, 13. Dezember, Max von Mallinckrodt, † 16. September 1944 in Kreuzweingarten, Schriftsteller
- 1874, 24. März, Hans Maria Fuchs, † 28. Oktober 1933 in Sankt Peter im Sulmtal, österreichischer Arzt, Fossiliensammler und Heimatforscher
- 1874, 28. März, Robert Seuffert, † 18. Dezember 1946 in Freiburg im Breisgau, Kunstmaler und Professor an den Kölner Werkschulen von 1912 bis 1936
- 1874, 27. August, Carl Bosch, † 26. April 1940 in Heidelberg, Chemiker (Nobelpreis für Chemie 1930), Techniker und Industrieller, Präsident der Kaiser-Wilhelm-Gesellschaft
- 1874, 8. September, Otto Schmidt † 17. Mai 1943 in Heidelberg, Chemiker, Dozent und Direktor bei der BASF
- 1874, 11. September, Franz Löhr, † 30. Januar 1918 in Köln, Bildhauer
- 1874, 25. Oktober, Jean Schaaf, † 21. Oktober 1915 in Bonn, Radrennfahrer, Weltmeisterschafts-Bronzemedaillengewinner
- 1874, 2. November, Rudolf Breitscheid, † 24. August 1944 in Buchenwald (KZ), Politiker (SPD), preußischer Innenminister, Mitglied der deutschen Kommission beim Völkerbund
- 1874, 27. November, Ildefons Herwegen, * in Junkersdorf als Peter Herwegen; † 2. September 1946 in Maria Laach, Benediktinermönch und Abt von Maria Laach, Historiker und Liturgiker
- 1875, 8. Januar, Josef Buchhorn, † 10. August 1954 in Solingen-Ohligs, Journalist, Schriftsteller und Politiker (DVP)
- 1875, 4. März, Josef Winkel, † 18. Dezember 1904 in Düsseldorf, Maler und Zeichner
- 1875, 12. März, Marie Becker, † 29. Juli 1930 in Hamburg, Schneiderin, Unternehmerin und Politikerin
- 1875, 23. März, Moritz Bing, † 13. November 1947 in Bern, jüdischer Jurist und Patentanwalt
- 1875, 24. März, Arnold Schultze-Rhonhof, † 22. August 1948 auf Madeira, Offizier, Geograph und Entomologe
- 1875, 18. Mai, Stephan Mattar, † 29. Juni 1943 in Köln, Architekt
- 1875, 5. Juli, Wilhelm Pütz, † 2. Oktober 1957 in München, Mosaik- und Glasmalereikünstler
- 1875, 16. Juli, Karl von Hartmann-Krey, † 26. Oktober 1945 in Berlin-Wilmersdorf, Verwaltungsjurist und Landrat im Kreis Wittgenstein
- 1876, 5. Januar, Konrad Adenauer, † 19. April 1967 in Bad Honnef-Rhöndorf, Politiker (Zentrum, CDU), MdB, Bundeskanzler 1949–63, Außenminister 1951–55, Vorsitzender der CDU (1949–1966), Oberbürgermeister von Köln 1917–33 und 1945
- 1876, 9. Januar, Robert Michels, † 2. Mai 1936 in Rom, Soziologe
- 1876, 18. April, Hans Böhm, † 12. Dezember 1946 in Dießen am Ammersee, Literaturwissenschaftler und Schriftsteller
- 1876, 20. Juli, Arnold Langen, † 17. Januar 1947 in Darmstadt, Ingenieur und Industrieller
- 1876, 1. Oktober im heutigen OT Mülheim (damals noch nicht eingemeindet), Willi Ostermann, † 6. August 1936 in Köln, Komponist, Texter, Sänger (Einmal am Rhein) und Karnevalist
- 1876, 4. Oktober, Johann Duerst, † 7. Oktober 1950 in Ins, Schweiz, Agrarwissenschaftler und Hochschulrektor in der Schweiz
- 1876, 2. Dezember, Paul Moldenhauer, † 1. Februar 1947 in Bad Homburg, Politiker (DVP), Reichsminister (1929–1930)
- 1877, 19. April, Alice Neven DuMont, † 23. August 1964 in Köln, Politikerin (DVP), Sozialpolitikerin
- 1877, 3. Mai, Wilhelm Ackermann, † unbekannt, Journalist
- 1877, 6. März, Franz Lanters, † 3. Oktober 1956 in Koblenz, erster Nachkriegs-Oberbürgermeister von Koblenz (1945)
- 1878, 6. Februar, Karl Weiler, † 23. Februar 1973 in München, Arzt, Präsident der Bayerischen Landesärztekammer, Mitglied des Bayerischen Senats
- 1878, 2. März, Karl Ziegler, † nach 1942, Postbeamter und Heeresfeldpostmeister
- 1878, 4. Juni, Wilhelm Ewald, † 12. Mai 1955 in Köln, Professor für Geschichte und Direktor des Historischen Museums Köln
- 1878, 16. Juli, Andreas Hermes, † 4. Januar 1964 in Krälingen, Staatswissenschaftler, Politiker (Zentrum, CDU) und Widerstandskämpfer gegen das NS-Regime
- 1878, 19. August, Maria Herz, † 22. Oktober 1950 in New York City, Pianistin und Komponistin
- 1878, 16. September, Carl Joseph Kuckhoff, † 2. Oktober 1944 in Hildesheim, Politiker und Reichstagsabgeordneter
- 1878, 10. Oktober, Theodor Scharmitzel, † 27. Dezember 1963, Politiker
- 1878, 18. Oktober, Augusta Preitinger, † 21. Januar 1946, Malerin
- 1878, 13. Dezember, Otto Rudolf Haas, † 23. Januar 1956 in Sinn, Geschäftsführender Gesellschafter W. Ernst Haas & Sohn
- 1879, 10. März, Ferdinand Schmoll, † 24. Mai 1950 in Cadereyta de Montes, deutsch-mexikanischer Maler, Zeichner und Grafiker
- 1879, 13. Mai, Christian Blank, † 21. September 1967 in Bonn, preußischer Beamter und Politiker (Zentrumspartei, CDU)
- 1879, 17. Juni im heutigen Stadtteil Deutz, Alwin Neuß, † 29. Oktober 1935 in Berlin, Schauspieler und Filmregisseur
- 1879, 26. Juli, Otto Hieronimus, † 8. Mai 1922 in Graz, deutsch-österreichischer Automobilkonstrukteur und -rennfahrer
- 1879, 14. Oktober, Peter Josef Schmitz, † 16. November 1944 in Düren, Oberbürgermeister von Düren
- 1880, 2. April, Ella Schmittmann, eigentlich Helene Schmittmann, † 21. Dezember 1970 in Köln, Sozialpolitikerin
- 1880, 10. Mai, Max Stirn, † 7. Mai 1916 in Nürnberg, Architekt
- 1880, 25. Juni, Emil Ferdinand Malkowsky, † 1967, Schriftsteller
- 1880, 29. Juli, Peter Bürger, † nach 1908, Bildhauer
- 1880, 29. Juli, Franz Stein, † 12. Februar 1958 in Berlin-Wilmersdorf, Schauspieler
- 1880, 12. August, Walter Eilender, † 8. September 1959 in Bad Mergentheim, Metallurg
- 1880, 22. Oktober, Hans Janson, † 10. März 1949 in Bad Honnef, Schriftsteller
- 1880, 25. Dezember, Bernhard Meller, † 1971, römisch-katholischer Geistlicher und Bibliothekar

#### 1881 bis 1900
- 1881, 13. Januar, Albert Schäfer, † 22. Januar 1971 in Hamburg, Unternehmer, Präsident des Deutschen Industrie- und Handelstages
- 1881, 6. April, Marie Gey-Heinze, † 28. März 1908 in Leipzig, Malerin
- 1881, 21. Juni, Hermann von Berg, † 16. August 1964 in Köln, Architekt
- 1881, 21. Juni, Toni Impekoven, † 6. Mai 1947 in Sprendlingen, Komiker, Bühnen- und Drehbuchautor und Kabarettist
- 1881, 18. Juli, Robert Jansen, † nach 1924, Journalist und Politiker
- 1881, 12. September, Heinz Kroh, † 1. Juli 1972 in Dortmund, Zeichner, Radierer und Maler
- 1881, 28. Oktober, Friedrich Schneider, † 14. März 1974 in München, Erziehungswissenschaftler, Fachautor, Hochschullehrer
- 1881, 26. Dezember, Fritz Krischen, † 15. Juli 1949, Architekt, Bauforscher und Klassischer Archäologe
- 1882, 16. März, Paul Lejeune-Jung, † 8. September 1944 in Berlin-Plötzensee, Volkswirtschaftler, Politiker und Widerstandskämpfer gegen den Nationalsozialismus
- 1882, 17. Juni, Paul Pott, † 31. Januar 1966 in Köln, Architekt
- 1882, 6. August, Josef Pallenberg, † 26. Juni 1946 in Düsseldorf, Bildhauer
- 1882, 9. August, Hermann Romberg, † 21. Januar 1929 in Wien, Schauspieler
- 1882, 31. Oktober, Otto Karl Hartmann, † 22. Dezember 1945 in Berlin, Versicherungsjurist und Regierungsdirektor
- 1882, 12. Dezember, Carl Düssel, † 23. Juli 1946 in Iserlohn, Schriftsteller
- 1883, 1. März, Franzjosef Klemm, † Juni 1959 in Wittlaer, Maler
- 1883, 1. April, Ludwig Esch, † 8. April 1956 in St. Andrä im Lavanttal, römisch-katholischer Priester, Jesuit und Jugendführer
- 1883, 17. April, Arthur Delfosse, † 6. Dezember 1956, Unternehmer und Flugpionier
- 1883, 18. Juni, Walter von Steinäcker, † 7. November 1956 in Bonn, nationalsozialistischer Jurist
- 1883, 22. September, Franz Xaver Münch, † 19. Oktober 1940 in Florenz, römisch-katholischer Geistlicher, päpstlicher Hausprälat
- 1883, 2. Oktober, Minna Schumacher-Köhl, † 3. Juli 1970 in Bad Honnef, Oberlehrerin, Politikerin (Zentrum), Publizistin sowie Funktionärin verschiedener katholischer Frauenverbände
- 1883, 16. November, Engelbert Brinker, † 13. Dezember 1944, Widerstandskämpfer
- 1883, 1. Dezember, Otto Jöhlinger, † 20. August 1924 in Berlin, deutsch-jüdischer Wirtschaftsjournalist
- 1884, 28. Januar, Ludwig Schmitz, † 29. Juni 1954 in Hannover, Schauspieler
- 1884, 8. Februar, Willy Schmitter, † 18. September 1905 in Leipzig, Radsportler
- 1884, 29. April, Heinrich Auer, † 15. Mai 1951 in Freiburg im Breisgau, Bibliothekar
- 1884, 5. Juni, Matthias May, † 28. Juli 1923 in Linz/A, Maler und Grafiker
- 1884, 21. Juli, Peter Pooth, † 1. Februar 1958 in Stralsund, Wissenschaftler und Archivar
- 1884, 8. September, Peter Kintgen, † 15. Dezember 1957 in Köln, Pädagoge und Mundartdichter
- 1884, 9. September, Rudolf Brandl, † 12. März 1957 in Frankfurt am Main, Journalist
- 1884, 29. Oktober, Georg von Schnitzler, † 24. Mai 1962 in Basel, Vorstandsmitglied der I.G. Farben und verurteilter Kriegsverbrecher
- 1884, 11. November, Josef Mangold, † 28. März 1937 in Köln, Maler der Neuen Sachlichkeit
- 1884, 28. November, Alfred Wolters, † 17. August 1973 in Frankfurt am Main, Kunsthistoriker, Museumsdirektor
- 1884, 23. Dezember, Heinrich Schneidereit, † 30. September 1915 in Frankreich, Gewichtheber
- 1885, 22. Januar, Willy Bleissem, † 22. September 1964 in Westum, Autohändler und Autorennfahrer
- 1885, 4. Februar, Franz M. Jansen, † 21. Mai 1958 in Büchel, Maler
- 1885, 12. Februar, Wilhelm Schneider, † 11. Januar 1979 in Bornheim, Linguist, Germanist, Pädagoge und Hochschullehrer
- 1885, 15. Februar, Stanislaus Graß, † unbekannt, Polizeipräsident in Bochum
- 1885, 2. März, Josef Zorn, † 4. Juni 1954 in Dinslaken, Studienrat und Politiker
- 1885, 30. März, Josef Coenen, † 24. Dezember 1965 in München, Schauspieler, Regisseur und Filmarchitekt
- 1885, 29. April, Martin Müller, Bildhauer in Berlin
- 1885, 24. Juni, Herbert Leyendecker, † 29. Juni 1958 in Köln, Philosoph und Galerist
- 1885, 11. Juli, Richard Bornheim, verstorben nach 1950; Landrat in Altenkirchen
- 1885, 25. August, Alfred Isay, verstorben als Emigrant in Amsterdam am 3. Juni 1948, Kaufmann (Kaufhaus Isay, später Ortloff-Haus)
- 1885, 14. September, Carl de Vogt, † 16. Februar 1970 in Berlin, Schauspieler
- 1885, 15. September, Leo Winkel, † 12. März 1981 in Duisburg, Konstrukteur von Luftschutzbunkern (unter anderen im Kraftwerk Goldenberg in Hürth-Knapsack)
- 1885, 23. September, Max Maximilian, † 21. Juni 1930 in Berlin, Sänger, Schauspieler und Regisseur
- 1885, 8. November, Robert Stern, † 13. März 1964 in New York City, deutsch-US-amerikanischer Architekt
- 1885, 24. November, Rudolf Klein-Rogge, † 29. Mai 1955 in Wetzelsdorf bei Jagerberg / Österreich, Schauspieler
- 1886, 14. Januar, Theodor Seidenfaden, † 6. August 1979 in Hattingen, Schriftsteller
- 1886, 9. Mai, Hugo Strauch, † unbekannt, Schriftsteller
- 1886, 22. Mai, Carl Wyland, † 24. Mai 1972 in Köln, Kunstschmied
- 1886, 31. Mai, Clemens Klotz, † 18. August 1969 ebenda, Architekt
- 1886, 3. Juni, Max Salomon, gest.1970, Karnevalist
- 1886, 7. Juli, Paul Mertens, Land- und Oberregierungsrat; † 10. August 1946 in Bad Pyrmont
- 1886, 10. August, Ida zur Nieden, auch Ida Harth-Zur Nieden; † 26. Mai 1981 in Bayrischzell, Schauspielerin und Opernsängerin
- 1886, 12. August, Heinz Heimsoeth, † 10. September 1975 in Köln, Philosoph
- 1886, 19. September, Elsa Jülich, † 23. Juni 1964 in Ramat Gan/Israel, Opernsängerin
- 1886, 11. November, Philipp Eberhard Schrammen, † 12. Dezember 1947 in Lübeck, Maler und Graphiker
- 1886, 24. Dezember, Peco Bauwens, † 17. November 1963 in Köln, Fußballspieler, Schiedsrichter und Präsident des DFB
- 1887, 12. Februar, Engelbert Regh, † 23. August 1955 in Stolberg, Politiker
- 1887, 21. Februar, Theodor Caspar Pilartz, † 29. Juni 1955, Bildhauer, Medailleur und Bühnenbildner
- 1887, 4. März, Willy Meller, † 12. Februar 1974 in Rodenkirchen-Weiß, Bildhauer
- 1887, 2. Mai, Michael Bohnen, † 26. April 1965 in Berlin, Opernsänger
- 1887, 20. Juli, Heinrich Freyschmidt, † unbekannt, Wasserspringer
- 1887, 7. August, Emmi Welter, † 10. März 1971 in Aachen, Politikerin der CDU und Frauenrechtlerin
- 1887, 18. August, Albert Kramer, † 6. Oktober 1942 im Ghetto Litzmannstadt, von 1920 bis 1930 Kölner Finanz- und Stadtdirektor; Opfer des Holocaust
- 1887, 22. September, Hans Carl Scheibler, † 17. Oktober 1963, Unternehmer, niederländischer Generalkonsul und Kunstmäzen
- 1888, 4. Januar, Milly Zirker, † 12. April 1971 in Miami, Florida, Journalistin
- 1888, 21. Februar, Josef Schüller († 1968 in Köln-Braunsfeld), Mediziner und Pharmakologe
- 1888, 18. April, Hans David Tobar, gest. am 4. April 1956 in New York, Kabarettist, Autor und Schauspieler
- 1888, 11. Juni, Hanns Martin Elster, † 17. November 1983 in Gräfelfing, Schriftsteller und Publizist
- 1888, 18. Juni, Clemens Prüssen, † 23. Oktober 1966 in Köln, Landschaftsmaler der Düsseldorfer Schule
- 1888, 30. Juni, Rudolf Amelunxen, † 21. April 1969 in Düsseldorf, Politiker (Zentrumspartei), MdB, Ministerpräsident von Nordrhein-Westfalen (1946–1947), später Sozial- und Justizminister (bis 1958)
- 1888, 4. August, Heinrich Pellenz, † 12. August 1974 in Köln, Unternehmer
- 1888, 23. August, Walter Bornheim, † 1971, Kunsthändler
- 1888, 6. September, Otto Nückel, † 12. November 1955 in Köln, Maler und Grafiker
- 1888, 16. September, Carl Salm, † 1939 in Köln, Schriftsteller
- 1888, 28. September, Johann Paul Odendahl Metz, † 13. Januar 1957, römisch-katholischer Geistlicher, Missionar und Bischof
- 1888, 11. Oktober, Konrad Haemmerling, † 29. Mai 1957 in Berlin, Schriftsteller
- 1888, 11. Oktober, Christine Teusch, † 24. Oktober 1968 in Köln, Politikerin (Zentrum, CDU), Reichstagsabgeordnete und Ministerin
- 1888, 10. Dezember, Paul Stern, † Ende Oktober 1944 im Konzentrationslager Auschwitz, Schriftsteller und Übersetzer
- 1888, 30. Dezember, Fred Köster, † 1. März 1943 in Benninghausen, Schauspieler
- 1889, 1. Januar, Paul Mayer, † 8. März 1970 in Zürich, Lektor, Übersetzer und Schriftsteller
- 1889, 13. Januar, Walter Bertuch, † 10. April 1973 in Köln, Maler und Grafiker
- 1889, 22. Januar, Franz Krauß, † 7. September 1982 in Aachen, Mathematiker und Dekan an der RWTH Aachen
- 1889, 12. Februar, Hans Elfgen, † 25. Oktober 1968 in Köln, 1927 bis 1933 Regierungspräsident in Köln
- 1889, 19. März, August Schnorrenberg, † 11. Juli 1973, Komponist und Liedtexter
- 1889, 28. April, Wilhelm Berlin, † 15. September 1987 in Hamburg, General der Artillerie
- 1889, 5. Mai, Max Fremerey, † 20. September 1968 in Krün, Oberbayern, Generalleutnant im Zweiten Weltkrieg
- 1889, 3. Juni, Otto Creutz, † 21. Februar 1951 in Freiburg im Breisgau, Jurist, Landrat des Kreises Adenau und „geistiger Vater“ des Nürburgrings
- 1889, 15. Juni, Josef Haubrich, † 4. September 1961 in Bad Münstereifel, Jurist, Kunstsammler und Kunstmäzen
- 1889, 16. Juli, Gustav Halm, † 2. Februar 1948 in Köln, Schriftsteller
- 1889, 25. Juli, Wilhelm Riphahn, † 27. Dezember 1963 in Köln, Architekt
- 1889, 11. August, Engelbert Esser, † November 1947 in Koblenz, Politiker (KPD), Reichstagsabgeordneter
- 1889, 21. September, Léonie Mendelssohn-Bartholdy, geborene Langen, † 18. August 1980, Pianistin, Musikpädagogin und Komponistin
- 1889, 29. November, Friedrich von Bülow, † 17. Januar 1984 in Köln, Abteilungsdirektor bei Krupp, als Kriegsverbrecher im Krupp-Prozess verurteilt
- 1890, 8. Januar, Wilhelm Kaspers, † 4. April 1961, Oberstudiendirektor in Düren, Ortsnamenforscher
- 1890, 26. Januar, Emil Palm, † 11. März 1963 in Berlin, Komponist und Kapellmeister der Unterhaltungsmusik
- 1890, 19. Februar, Sibille Hartmann, † 23. September 1973 in Köln, Politikerin, Mitbegründerin der Kölner Kinderhäuser
- 1890, 8. April, Cordy Millowitsch, † 14. Juni 1977 in Berlin, Schauspielerin und Sängerin
- 1890, 26. Juni, Lily Schwenger-Cords, † 23. Januar 1980 in Köln, Schriftstellerin
- 1890, 10. November, Alfred Salmony, † 29. April 1958,  deutsch-jüdischer Kunsthistoriker mit Schwerpunkt Ostasien
- 1890, 23. November, Josef Klein, † 14. Dezember 1952 in Bremen, Volkswirt, Fußballfunktionär und Politiker der NSDAP, Mitglied des Reichstages sowie NSDAP-Gauwirtschaftsberater
- 1890, 29. November, Anne Franken, † 15. Juni 1958, Pädagogin, Oberstudiendirektorin und Politikerin
- 1890, 7. Dezember, Carl Niessen, † 6. März 1969 in Troisdorf, Theaterwissenschaftler
- 1891, 3. Januar, Elly Barth, geborene Baum, † nach 1954, Pianistin
- 1891, 16. Januar, Franz Joseph Esser, † 18. Juni 1964 in Seefeld/Oberbayern, Maler, Aquarellist, Zeichner, Karikaturist, Grafiker, Illustrator, Pressezeichner
- 1891, 25. Januar, Ernst Berliner, † 19. August 1977 in Miami
- 1891, 14. Februar, Robert Meldau, † 14. Februar 1978 in Gütersloh, Ingenieur
- 1891, 15. Februar, Elvira Sanders-Platz, † 10. August 1942 im KZ Auschwitz-Birkenau, deutsch-niederländische Damenhuthändlerin, Opfer des Nationalsozialismus
- 1891, 17. März, Alexander Michels, + 26. Juni 1968 Bad Hörningen, Vizeadmiral im Zweiten Weltkrieg
- 1891, 24. März, Fifi Kreutzer, † 29. Dezember 1977 in Ruppichteroth-Broscheid, Malerin
- 1891, 9. April, Walter Stoecker, † 10. März 1939 im KZ Buchenwald, kommunistischer Politiker, 1924 bis 1929 Fraktionsvorsitzender der KPD im Reichstag
- 1891, 15. April, Peter Horn, † 26. Juni 1967 in Frankfurt am Main, Politiker (Zentrum, CDU), Mitglied des Hessischen Landtags und des Deutschen Bundestages
- 1891, 23. Mai, Gretchen Lederer, † 20. Dezember 1955 in Anaheim, Kalifornien, Vereinigte Staaten, Schauspielerin der Stummfilmzeit
- 1891, 19. September, Willy Birgel, † 29. Dezember 1973 in Dübendorf bei Zürich, Schauspieler in Film, Bühne und Fernsehen
- 1891, 22. Oktober, Doris Reichmann, † 17. Oktober 1973 in Hannover, Gymnastiklehrerin
- 1891, 4. November, Johannes Theodor Kuhlemann, † 9. März 1939 in Köln, Schriftsteller
- 1891, 27. November, Hans Karl Rosenberg, † 17. April 1942 in Bad Godesberg, Professor an der Pädagogischen Akademie Bonn
- 1891, 27. Dezember, Fritz Keller, † 15. Mai 1943 in Aachen, römisch-katholischer Priester, Widerstandskämpfer gegen den Nationalsozialismus und Märtyrer
- 1892, 24. Januar, Heinrich Haake, † 17. September 1945 in Velen, NSDAP-Gauleiter
- 1892, 22. September, Herbert Janssen, † 3. Juni 1965 in New York, Opernsänger
- 1892, 11. Oktober, Anton Räderscheidt, † 8. März 1970 in Köln, Maler der Neuen Sachlichkeit
- 1892, 29. November, Wilhelm Richter, † 14. März 1944 in Baschtanka, Dermatologe
- 1893, 11. Januar, Rudolf Hammacher, † 2. Februar 1971 in Bern, Theaterschauspieler und -regisseur
- 1893, 22. Januar, Bruno Herbert Jahn, Schriftsteller
- 1893, 18. Februar, Otto Scheib, † 13. März 1965, Regierungsbaumeister
- 1893, 6. Mai, Wilhelm Meiß, 10. Oktober 1960, Senatspräsident des Bundesgerichtshofs
- 1893, 16. Mai, Käthe Schmitz-Imhoff, † 21. März 1985 in Köln, Malerin und Grafikerin
- 1893, 26. Mai, Wilhelm Dorn, † 30. August 1974 in Essen, Schriftsteller
- 1893, 17. Juni, Jean van Kessel, † 27. Oktober 1956, Lehrer und Politiker, Landtagsabgeordneter Nordrhein-Westfalens
- 1893, 28. Juni, Christa Thomas, † 2. April 1989 in Köln, Sozialarbeiterin, katholische Pazifistin und Frauenrechtlerin
- 1893, 27. Juli, Walter Albert Lindgens, † 19. Oktober 1978 in Bergisch Gladbach, Maler und Grafiker
- 1893, 23. September, August Hermann Zeiz, † 30. August 1964 in Berlin, Schriftsteller
- 1893, 8. Oktober, Otto Haase, † 19. März 1961 in Hannover, Jagdflieger im Ersten Weltkrieg, Reformpädagoge und Ministerialdirigent
- 1893, 11. November, Paul von Guilleaume, † 16. Dezember 1970, Automobilrennfahrer und Motorsportfunktionär
- 1893, 2. Dezember, Luise Straus-Ernst, † 1944 in Auschwitz, Kunsthistorikerin, Künstlerin und Journalistin
- 1894, 14. Januar, Elisabeth Moses, gest. 21. Dezember 1957 in San Francisco, Kunsthistorikerin und Museumskuratorin
- 1894, 9. März, Franz Wilhelm Seiwert, † 3. Juli 1933 in Köln, Maler und Bildhauer
- 1894, 4. Juli, Peter Franz Nöcker, † 29. Juni 1984 ebenda, Architekt
- 1894, 22. Juli, Edith Leffmann, † 3. Februar 1984, jüdische Ärztin, Mitglied der Résistance
- 1894, 26. Juli, Eleonore von Rommel, † 1974 in Tutzing, Bildhauerin, Glas- und Keramikgestalterin, Autorin
- 1894, 7. August, Toni Weiler, † 30. Januar 1970 in Bonn, Opernsänger
- 1894, 30. September, Hans Wolf von Görschen, † April 1945 in Berlin, Bankier und Geschäftsmann, Widerstandskämpfer im Kreisauer Kreis
- 1894, 10. November, Suitbert Heimbach, † 27. Mai 1969 in Köln, Mundartdichter von Lyrik, Theaterstücken und Puppenspielen
- 1894, 23. November, Georg Statz, † 29. August 1945 in Neu-Ulm, Lehrer, Entomologe und Fossiliensammler
- 1894, 29. November, Sabine Offermann, † nach 1941, Opernsängerin
- 1895, 6. April, Erich Abberger, † 3. Mai 1988, Offizier
- 1895, 6. Juni, Michel Becker, † 11. Dezember 1948 in Bedburg/Erft, Schriftsteller
- 1895, 30. Juni, Erwin Ettel, Pseudonym nach 1945 Ernst Krüger, † 9. September 1971 in Bad Bevensen, Diplomat, SS-Führer und Zeit-Redakteur
- 1895, Juli, Fritz Koenen, † August 1978 in Waldbröl, Zoologe und Kunstmaler
- 1895, 19. Juli, Martha Dix, † 6. März 1985 in Sarrians, Gold- und Silberschmiedin sowie Ehefrau von Otto Dix
- 1895, 5. August, Josefine Doerner, † 5. September 1968 in Bonn, Politikerin
- 1895, 1. September, Heinrich Hoerle, † 3. Juli 1936 in Köln, Maler
- 1895, 10. September, Hans Rudolf Berndorff, † Dezember 1963 in Hamburg, Journalist und Schriftsteller
- 1895, 24. Oktober, Franz Vehlow, Deckname Louis Schuster; † 1. Dezember 1936 vor Madrid, Gewerkschaftsfunktionär, KPD-Politiker und Interbrigadist
- 1895, 17. November, Georg Landauer; † 1954 in New York, zionistischer Politiker und Kolonisator
- 1895, 7. Dezember, Auguste Adenauer, † 3. März 1948 in Rhöndorf, zweite Ehefrau Konrad Adenauers
- 1896, 30. Januar, Joseph Roth, † 22. Januar 1945 in Bonn-Bad Godesberg Friesdorf, Vorsitzender des Zentrums Godesberg, seine Brüder Thaddäus Maria Roth und Ernst Moritz Roth
- 1896, 3. Februar, Henny Wolff, † 29. Januar 1965 in Hamburg, Konzertsängerin (Sopran) und Gesangspädagogin
- 1896, 24. April, Rudolf Roonthal, bürgerlich Rudolf Rosenthal, † 22. Mai 1983 in Köln, Komponist und Liedtexter
- 1896, 9. Juni, Olga Oppenheimer, verheiratete Worringer, † 4. Juli 1941 im KZ Lublin-Majdanek, Malerin und Grafikerin
- 1896, 29. Juni, Mathieu Ahlersmeyer, † 23. Juli 1979 in Garmisch-Partenkirchen, Sänger
- 1896, 1. Juli, Hermann Joseph Schmitt, † 23. April 1964 in Köln, römisch-katholischer Geistlicher, Funktionär der katholischen Arbeiter-Bewegung und Politiker
- 1896, 15. November, Leo Haubrich, † 29. August 1983 in Köln, Schriftsteller
- 1897, Franz Mertz, † Januar 1966 in Frankfurt am Main, Kunstmaler, Bühnenbildner und -architekt
- 1897, 19. März, Heinz Steguweit, † 25. Mai 1964 in Halver/Westfalen, Schriftsteller
- 1897, 14. Juni, Karl Schnog, † 23. August 1964 in Berlin, Schriftsteller
- 1897, 9. Juli, Johann Wilhelm Naumann, † 1. Mai 1956 in Würzburg, Journalist und Verleger
- 1897, 29. Juli, Artur Joseph, † 26. November 1983 in Frankfurt am Main, Journalist
- 1897, 19. August, Adolf Heinen, † 29. Januar 1975 in Münster, Jesuit, Missionswissenschaftler
- 1897, 31. August, Änne Perl, † 3. November 1970 in Trier, katholische Schriftstellerin und Dichterin
- 1897, 7. September, Eduard Schmitz jun., † 4. September 1965 in Köln, Steinmetz, Holz- und Steinbildhauer
- 1898, Rudolf Gosekuhl, † 1951 in Bad Godesberg, Porträt-, Landschafts- und Stilllebenmaler der Düsseldorfer Schule
- 1898, 21. Januar, Gertrud Meyer, † 21. Dezember 1975 in Hamburg, Mitglied einer KPD-Widerstandsorganisation und Autorin
- 1898, 14. März, Fritz Jakob Marcan, † 2. November 1972 in Bussum, Kaufmann und Verleger
- 1898, 1. Juni, Ruth Hallensleben, † 18. April 1977 in Köln, Fotografin
- 1898, 21. Juni, Elisabeth Emundts-Draeger, † 7. Mai 1987 in Bergisch Gladbach-Bensberg, Schriftstellerin
- 1898, 26. Juni, Thaddäus Maria Roth, † 12. Oktober 1952 in Köln, Bruder von Joseph Roth, Dominikanerpater und Künstler
- 1898, 8. Juli, Fanny Cotta, † 13. Juni 1969 in Berlin, Filmschauspielerin und Sängerin
- 1898, 17. Juli, Leo Statz, † 1. November 1943 in Brandenburg/Havel, Fabrikant, Kritiker des Nationalsozialismus, Karnevalspräsident
- 1898, 17. September, Karl Hennemann, † 1. Dezember 1963, Politiker (KPD), Gewerkschafter und Widerstandskämpfer gegen das NS-Regime
- 1898, 4. Oktober, Goswin Peter Gath, † 15. Oktober 1959 in Sürth, Schriftsteller
- 1898, 2. November, Hans Loch, † 13. Juli 1960 in Berlin, Politiker der DDR
- 1898, 4. November, Else Thalheimer, gest. 27. Mai 1987 in Tel Aviv-Jaffa, Musikwissenschaftlerin
- 1898, 26. Dezember, Ernst Fraenkel, † 28. März 1975 in West-Berlin, deutsch-amerikanischer Jurist und Politikwissenschaftler
- 1898, 30. Dezember, Hein Domgörgen, † 1. April 1972 in Köln, Boxer
- 1899, 11. März, Edith Auerbach, gest. 27. Mai 1994, Malerin
- 1899, 9. April, Heinrich Hamacher, † 19. Juli 1974, Politiker (SPD), Bundestagsabgeordneter
- 1899, 23. April, Ernst Leffmann, gest. 22. März 1972 in Arnhem, Jurist
- 1899, 1. August, William Steinberg, geboren als Hans Wilhelm Steinberg, † 16. Mai 1978 in New York City, deutsch-US-amerikanischer Dirigent
- 1899, 2. August, Paul Eugen Sieg, † 2. Mai 1950 in Widdig, Physiker und Autor technischer Zukunftsromane
- 1899, 10. August, Margarete Heymann, † 11. November 1990, Keramik-Künstlerin jüdischer Abstammung und Bauhausschülerin
- 1899, 6. Oktober, Clemens Bosch, auch Clemens Emin Bosch, † 22. Juli 1955 in Istanbul, Althistoriker und Numismatiker
- 1899, 20. November, Angelika Hoerle, † 9. September 1923 in Köln, Malerin und Grafikerin der 1920er Jahre (gehörte der Kölner DADA-Gruppe „stupid“ an)
- 1899, 10. Dezember, Lili Wieruszowski, † 2. März 1971 in Basel, deutsch-schweizerische Organistin, Komponistin, Musikpädagogin und Kirchenmusikerin
- 1899, 16. Dezember, Kate Kühl, † 29. Januar 1970 in West-Berlin, Kabarettistin, Chansonnière und Schauspielerin
- 1900, Ruthild Busch-Schumann, † 1989, Kinderbuchautorin und Illustratorin
- 1900, 17. Februar, Peter Josef Paffenholz, † 23. August 1959 in Remscheid, Künstler und Kommunalpolitiker
- 1900, 5. März, Lilli Jahn, † mutmaßlich am 19. Juni 1944 in Auschwitz, Ärztin
- 1900, 18. März, Marga Philip, † 28. September 1974 in Köln, Sozialpolitikerin, Frauenrechtlerin
- 1900, 18. April, Peter Herkenrath, † 13. November 1992 in Mainz, Maler
- 1900, 18. April, Lambert Schneider, † 26. Mai 1970 in Heidelberg, Verleger
- 1900, 10. Mai, Ernst Ising, † 11. Mai 1998 in Peoria/Illinois, Mathematiker und Physiker
- 1900, 31. Mai, Karl Emil Meyer, † 5. August 1967 in Karlsruhe, Jurist, Richter am Bundesgerichtshof
- 1900, 2. Juni, Rudolf Maus, † Januar 1985, Jurist, Ministerialdirigent in Nordrhein-Westfalen
- 1900, 8. Juni, Werner Flechsig, † 12. Oktober 1981 in Wolfenbüttel, Physiker und Fernsehpionier
- 1900, 21. Juni, Wilhelm Schürmann-Horster, † 9. September 1943 in Berlin-Plötzensee, Schauspieler und Widerstandskämpfer
- 1900, 14. Juli, Carl Josef Linfert, auch Karl Josef; † 30. Mai 1981 in Köln, Kunsthistoriker, Journalist und Rundfunkredakteur
- 1900, 26. Juli, Karl Berbuer, † 17. November 1977 in Köln, Komponist, Texter, Sänger (Heidewitzka, Herr Kapitän)
- 1900, 28. Juli, Anton Graff, † 19. Juni 1974 ebenda, Oberkreisdirektor des Kreises Schleiden
- 1900, 9. September, Thomas Liessem, † 20. September 1973 in Köln, Karnevalist und Organisator im Kölner Karneval
- 1900, 22. September, Irena Rüther-Rabinowicz, 31. Dezember 1979 in Dresden, Malerin
- 1900, 25. September, Willy Richartz, † 8. August 1972 in Bad Tölz, Komponist (Hein spielt abends so schön auf dem Schifferklavier)
- 1900, 5. Oktober, Karl Pfeifer, † 1983 in Nideggen, Maler
- 1900, 5. Dezember, Everhard Bungartz, † 19. Januar 1984 in München, Unternehmer und Politiker
- 1900, 26. Dezember, Otto Butterlin, † 21. Mai 1956 in Mexiko, Chemiker und Kunstmaler

### 20. Jahrhundert

#### 1901 bis 1910
- 1901, 1. Januar, Emmy Jülich, † 30. Juni 1985 in Hamburg, Schauspielerin
- 1901, 3. Januar, Eric Voegelin, † 19. Januar 1985 in Palo Alto, Kalifornien, Politikwissenschaftler
- 1901, 13. Februar, Fritz Kronenberg, † 4. April 1960 in Hamburg, Maler der Hamburgischen Sezession
- 1901, 15. Februar, Jupp Schmitz, † 26. März 1991 in Köln, Sänger (Wer soll das bezahlen?; Am Aschermittwoch ist alles vorbei)
- 1901, 3. März, Hannes Maria Flach, † 20. Oktober 1936 in Köln, Fotograf
- 1901, 7. März, Bertha Sander, † 23. Juli 1990 in Bodiam, East Sussex, England, Innenarchitektin und Fachautorin
- 1901, 28. April, Werner Mantz, † 12. Mai 1983 in Eijsden, deutsch-niederländischer Fotograf
- 1901, 18. Juni, Hilde Spier, † September 1942 im KZ Auschwitz, Philologin und Journalistin
- 1901, 31. Juli, Lis Böhle, † 29. Oktober 1990 in Troisdorf, Mundartdichterin
- 1901, 12. August, Else Schmitz-Gohr, † 13. Dezember 1987 in Köln, Pianistin, Komponistin und Hochschullehrerin
- 1901, 9. Oktober, Heinrich Weber, † 6. Januar 1970 in Aachen, Komponist und Organist
- 1902, 1. Januar, Peter Josef Tonger (1902–1989), deutscher Musikverleger, Vater von Peter Tonger
- 1902, Johannes Maringer, † 1981 in Sankt Augustin, Prähistoriker
- 1902, 6. Januar, Wilhelm Kratz, † 10. November 1944 in Köln-Ehrenfeld, Widerstandskämpfer gegen den Nationalsozialismus und NS-Opfer
- 1902, 16. Januar, Oscar Herbert Pfeiffer, † 22. April 1996 in Sigmaringen, Schriftsteller
- 1902, 26. Januar, Heinz Plumanns, † 11. Januar 1986 in Bad Neuenahr, Wasserspringer und Schwimmer
- 1902, 31. Januar, Ernst Moritz Roth, † 12. März 1945 in Dreisel, Vikar, Künstler und NS-Gegner, Bruder von Joseph Roth
- 1902, 2. April, Eva Guttsman Ostwalt, † 23. Mai 2010 in Bethesda (Maryland), Überlebende und Zeitzeugin des Holocaust
- 1902, 18. Mai, Fritz Pappenheim, † 31. Juli 1964 in Cambridge/Massachusetts, deutsch-US-amerikanischer Soziologe und Ökonom
- 1902, 4. Juni, Otto Weber, † 19. Oktober 1966 in St. Moritz, evangelisch-reformierter Theologe, Rektor der Universität Göttingen
- 1902, 13. Juni, Joseph Schumacher, † 12. September 1966, Mediziner und Medizinhistoriker
- 1902, 26. Juli, Jupp Schlösser, † 23. Februar 1983 in Köln, Texter, Sänger (Kornblumenblau; Gib acht auf den Jahrgang)
- 1902, 1. August, Otto Schmidt, † 12. Dezember 1984 in Sinzig, Politiker, Wuppertaler Oberbürgermeister, Mitglied des Landtags von Nordrhein-Westfalen und des Deutschen Bundestags
- 1902, 25. August, Josef Roesch, † 30. September 1969 in Langenfeld, Jurist und Politiker, Landrat und Mitglied des Landtags von Nordrhein-Westfalen
- 1902, 22. Oktober, Emil Meynen, † 23. August 1994 in Bad Godesberg, Geograph und einer der führenden Raumplaner
- 1902, 24. November, Alfred Teichmann, † 21. September 1971, Bauingenieur
- 1903, 12. Februar, Berndt Uhl, † 30. April 1957 in Oldenburg (Oldb), Theaterschauspieler
- 1903, 6. August, Friedrich Tillmann, † 12. Februar 1964 in Köln, Direktor der Wohlfahrtswaisenpflege der Stadt Köln, Mitverantwortlicher der Euthanasie-Aktion T4
- 1903, 8. September, Max Otto Kramer, † Juni 1986 in Pacific Palisades (Kalifornien), Wissenschaftler und Luftfahrtingenieur
- 1903, 17. Oktober, Uli Schoop, † 5. September 1990 in Hombrechtikon, Schweizer Bildhauer und Maler
- 1903, 17. Oktober, Hermann Weber, † 11. Juli 1993, Fabrikant, Gründer der Firma WECO Pyrotechnische Fabrik
- 1903, 17. November, Karl Korn, † 9. März 1974 in Köln, Politiker (CDU), Mitglied des Landtags von Nordrhein-Westfalen
- 1903, 19. November, Gottfried Brockmann, † 9. Juli 1983 in Kiel, gesellschaftskritischer Künstler, Kulturreferent der Stadt Kiel, sowie Professor für „Freie und Angewandte Malerei“ an der Muthesius-Werkschule in Kiel
- 1903, 6. Dezember, Hein Müller, † 29. April 1945 in Berlin, Boxer, Europameister bei den Amateuren und bei den Profis
- 1903, 9. Dezember, Elisabeth Charlotte Gloeden, † 30. November 1944 in Berlin-Plötzensee, Juristin und Widerständlerin gegen das NS-Regime
- 1904, 6. Februar, Johannes Pohl, † 30. Januar 1960 in Wiesbaden, römisch-katholischer Priester, Nationalsozialist, Judaist, Hebraist und Bibliothekar
- 1904, 12. Februar, Enrique Beck, † 16. September 1974 in Riehen (Schweiz), Lyriker und Übersetzer
- 1904, 12. Februar, Andreas Muhr, † 25. Februar 1979, Politiker (CDU), Landtagsabgeordneter und Handwerksfunktionär
- 1904, 18. März, Alfred Bonnemann, † 2. Juni 1979 in Hann. Münden, Forstwissenschaftler
- 1904, 25. März, Walter Hewel, † 2. Mai 1945 in Berlin, SS-Brigadeführer und Staatssekretär im Auswärtigen Amt
- 1904, 4. Mai, Hans Somborn, † 30. Januar 1993 in Lissabon, Jurist, Schauspieler, Filmproduzent und Regisseur
- 1904, 26. Juni, Ernst Zinsser, † 16. Dezember 1985 in Hannover, Architekt und Hochschullehrer
- 1904, 21. Oktober, Hermann Conrad, † 18. März 1972 in Bonn, Rechtshistoriker, Hochschullehrer, schuf das Standardwerk Deutsche Rechtsgeschichte
- 1904, 24. November, Josef Steinberg † 7. Mai 1981 in Köln, kath. Priester, Studentenseelsorger, Akademiedirektor
- 1904, 6. Dezember, Kurt Egon von Turegg, † 11. Juli 1956 in Köln, Rechtswissenschaftler, Hochschullehrer und Richter am Bundesverwaltungsgericht
- 1904, 7. Dezember, Martin Frey, † 5. November 1971 in Heinsberg, Diplom-Landwirt und Politiker, MdB
- 1905, 5. März, Fritz Schwerdtfeger, † 4. August 1986 in Göttingen, Forstwissenschaftler und Zoologe
- 1905, 24. März, Karl John, † 22. Dezember 1977 in Gütersloh, Bühnen-, Film- und Fernsehschauspieler sowie Synchronsprecher
- 1905, 11. April, Joseph Platz, † 30. Dezember 1981 in Manchester (Connecticut/USA), deutsch-US-amerikanischer Schachspieler
- 1905, 7. Juni, Fanny Meyer, † um 1943 im KZ Auschwitz, Puppenspielerin
- 1905, 9. Juni, Walter Wilhelm Johann Kraft, † 5. Mai 1977 in Amsterdam, Organist und Komponist
- 1905, 13. Juni, Martin Schmidt, † 16. Juni 1961 in Berlin, Kommunist, Präsident der Deutschen Notenbank der DDR
- 1905, 16. Juni, Elsbeth von Ameln, † 30. April 1990 in Köln, Juristin und Strafverteidigerin
- 1905, 10. Juli, Hans Otten, † 31. Oktober 1942 in Köln, Komponist (Du kannst nicht treu sein)
- 1905, 30 Juli, Franz Kremer, † 11. November 1967, erster Präsident des 1948 gegründeten 1. FC Köln
- 1905, 18. August, Emilio Willems, † 19. November 1997 in Nashville, Tennessee, deutsch-amerikanischer Soziologe und Ethnologe
- 1905, 5. September, Willy Schneider, † 12. Januar 1989 in Köln, Sänger (Schütt’ die Sorgen in ein Gläschen Wein; Man müßte nochmal zwanzig sein)
- 1905, 22. September, Karl Obermann, † 10. Juli 1987 in Ost-Berlin, Historiker und Hochschullehrer
- 1905, 26. September, William Greihs, † 15. Mai 1984 in West-Berlin, deutscher Musiker, Dirigent und Komponist
- 1905, 16. Oktober, Mathias Engel, † 23. Juni 1994 in Carlstadt, New Jersey, deutscher Bahnradsportler und Weltmeister
- 1905, 4. November, Karl Küpper, † 26. Mai 1970 in Düsseldorf, Büttenredner; als „Dr Verdötschte“ einer der wenigen Kölner Karnevalisten, die sich offen gegen die Nationalsozialisten positionierten
- 1905, 27. November, Gottfried Hürtgen, † in Argentinien, Bahnradsportler
- 1905, 31. Dezember, Frank Barufski, † 21. Oktober 1991 in Köln, Schauspieler, Hörspielsprecher und Moderator
- 1906, 6. Januar, Franziska Kessel, † 23. April 1934 in Mainz, Politikerin (KPD) und Widerstandskämpferin gegen den Nationalsozialismus
- 1906, 29. Januar, Adolf Peter Hoffmann, † 23. Juli 1982 in Berlin, Schauspieler
- 1906, 10. März, Georg-Wilhelm Schulz; † 5. Juli 1986 in Hamburg, Marineoffizier, Korvettenkapitän
- 1906, 23. April, Walter Koppel, † 25. Oktober 1982 in Marburg, Filmproduzent
- 1906, 15. Juni, Hans Schwieger, teilweise auch Hans Schweiger, † 2. Februar 2000 in Naples, Collier County, Florida/Vereinigte Staaten, deutsch-amerikanischer Dirigent
- 1906, 17. Juli, Joseph Caspar Witsch in Kalk; † 28. April 1967 in Köln, Bibliothekar und Verleger
- 1906, 22. Juli, Reimer Mager, † 10. Oktober 1966 in Dresden, christlicher Gewerkschafter und lutherischer Kirchenführer
- 1906, 2. August in Worringen, Josef Marxen, † 16. November 1946 bei Tirana, katholischer Priester und Missionar, Märtyrer
- 1906, 8. August, Hans Hardt-Hardtloff, † 24. Mai 1974 in Potsdam, Schauspieler, Regisseur und Theaterintendant
- 1906, 27. August, Theo Frankenstein, † unbekannt, Bahnradsportler
- 1906, 11. September, Paul Overhage, † 1. August 1979 in Münster, Jesuit
- 1906, 20. September, Werner Müller, † 13. August 1996, Manager und Sportfunktionär
- 1906, 21. September, Konrad Adenauer, † 1993, Jurist und Stiftungsfunktionär, Sohn von Konrad Adenauer
- 1906, 30. September, Wilhelm Kleinsorge SJ, † 19. November 1977 in Hiroshima, Jesuit, Überlebender des Atombombenabwurfs auf Hiroshima
- 1906, 19. Oktober, Theo Burauen, † 28. Oktober 1987 in Köln, von 1956 bis 1973 Oberbürgermeister der Stadt Köln
- 1906, 12. Dezember, Ludwig Suthaus, † 9. September 1971 in Berlin, Heldentenor
- 1906, 23. Dezember, Wolfgang Vacano, † 3. Januar 1985 in Bloomington (USA), Dirigent und Musikpädagoge
- 1907, 25. Januar, Peter Klein, † 4. Oktober 1992 in Wien, Opernsänger und Gesangspädagoge
- 1907, 19. März, Hans Mayer, † 19. Mai 2001 in Tübingen, Literaturwissenschaftler und Autor
- 1907, 27. April, Maria Meyer-Sevenich, † 3. März 1970 in Hannover, Politikerin, Ministerin in Niedersachsen
- 1907, 28. Mai, Trude Löwenstein, † 11. Juni 2003 in Israel, Chirurgin
- 1907, 17. Juni, Friedebert Becker, † 1984, Journalist, Chefredakteur und Herausgeber des Sport und Kicker
- 1907, 19. Juni, Wolfgang Mohr, † 8. November 1991 in Tübingen, Germanist, Skandinavist und Hochschullehrer
- 1907, 21. Juni, Paul Wevers, † 6. März 1941 in Braunschweig, Kanute, Olympiasieger
- 1907, 28. Juni, Inge Conradi, † 20. September 1990, Schauspielerin
- 1907, 9. September, Hans Deichmann, † 7. Dezember 2004 in Bocca di Magra (Italien), Widerstandskämpfer gegen den Nationalsozialismus
- 1907, 19. September, Kurt Klipp, † 2. Mai 1945 in Bergen-Belsen, SS-Obersturmführer
- 1907, 15. Oktober, Josef Siegers, † unbekannt, Leichtathlet
- 1907, 21. Oktober, Wilhelm Höck, † 4. März 1983 in Salzgitter, Politiker und Oberbürgermeister von Salzgitter
- 1907, 28. Oktober, Ferdi Hülser, † 27. März 1995 in Köln, Widerstandskämpfer, Antifaschist, Friedensaktivist
- 1907, 7. November, Hans Schiff, † 17. September 1976 in New York City, Fotograf
- 1908, 1. Januar, Ernst Budig, † 29. Dezember 1971 in Köln, Schwimmer
- 1908, 19. Januar, Wilhelm Reusch, † 19. August 1995 in Trier, Archäologe
- 1908, 16. Februar, Rudolf Jacquemien, † 20. September 1992 in Kaliningrad, Schriftsteller und Journalist
- 1908, 24. März, Jonas Kessler, am 5. August 1944 erschossen im KZ Plaszow, Kaufmann
- 1908, 8. April, Franz Dübbers, † August 1987 in Köln, Boxer
- 1908, 16. April, Gerhard Prinz, † 18. März 1943 in der Bismarcksee, Steyler Missionar und Märtyrer
- 1908, 4. Juni, Hans Dormbach, † unbekannt, Radrennfahrer
- 1908, 7. Juni, Leo Fritz Gruber, † 30. März 2005 in Köln, Werbefachmann und Publizist sowie zusammen mit Bruno Uhl Gründer der Photokina
- 1908, 9. Juni, Jakob Torsy, † 24. Oktober 1990, Priester, Historiker und Archivar
- 1908, 23. Juli, Karl Schollmayer, † 1996 in Pforzheim, Goldschmied und Bildhauer
- 1908, 20. September, Isburga Faulstich, † 15. März 1945 in Santo Tomas (Batangas), Philippinen, Steyler Missionsschwester und Märtyrin
- 1908, 12. Oktober, Jakob Domgörgen, † unbekannt, Boxer
- 1908, 14. Oktober, Theo Endlein, verstorben 7. März 1991 in Köln, Architekt
- 1908, 23. Oktober, Herbert Meyer, † 16. Juli 1992 in Mannheim, Germanist, Bibliothekar und Museumsdirektor
- 1908, 6. November, Ludwig Landen, † 14. Oktober 1985 in Köln, Kanute und Olympiasieger
- 1908, 5. Dezember, Walter Rieger, † 1. August 1989 in Köln, Jurist und Politiker (FDP) sowie 1957/58 Regierungspräsident des Regierungsbezirkes Köln
- 1908, 9. Dezember, Karl-Maria Schley, † 11. März 1980 in Berlin, Schauspieler und Hörspielsprecher
- 1909, 4. Januar, Cilly Aussem, † 22. März 1963 in Portofino (Italien), Tennisspielerin
- 1909, 8. Januar, Willy Millowitsch, † 20. September 1999 in Köln, Volksschauspieler, Sänger (Schnaps, das war sein letztes Wort)
- 1909, 23. Januar, Erwin Anderheggen, † 30. Juli 1984, Bergbauingenieur und Vorsitzender der Saarbergwerke AG
- 1909, 24. Januar, Fritz Weber, † Juni 1984, Schlagersänger, Komponist (Ich bin ene kölsche Jung)
- 1909, 13. Februar, Joseph Meurers, † 31. Juli 1987 in Ettenhausen, Astronom, Astrophysiker und Naturphilosoph
- 1909, 20. Februar, Albert Verbeek, † 28. November 1984 in Bonn, Kunsthistoriker
- 1909, 20. März, Hubert Hermans, † 28. Dezember 1989 in Koblenz, Verwaltungsbeamter, Jurist und Politiker
- 1909, 20. April, Kurt Oster, † 1988 in den USA, Kardiologe, Pharmakologe und Ernährungswissenschaftler
- 1909, 1. Juni, Heinz Schmitz, † 23. Juni 1991, Kaufmann und Politiker (CDU), Mitglied des Landtags von Nordrhein-Westfalen
- 1909, 25. Juni, Klaus Dreyer, in Israel Jaakow Dror, † März 1999 in Ramat Gan, deutsch-israelischer Arbeitsmediziner und Hochschullehrer
- 1909, 27. Juni, Peter Hahn, † 10. Dezember 1991 in Ventura/Kalifornien, deutsch-US-amerikanischer Autorennfahrer
- 1909, 27. Juli, Hilde Domin, † 22. Februar 2006 in Heidelberg, Schriftstellerin und Lyrikerin
- 1909, 2. September, Hans Erich Kubach, † 26. Mai 1999 in Speyer, Kunsthistoriker
- 1909, 11. September, Gerd Lohmer, † 6. September 1981 in Köln, Architekt
- 1909, 29. Oktober, Hans Berger, † 6. März 1985 in Bad Honnef, Diplomat, Botschafter der Bundesrepublik Deutschland
- 1910, 14. März, Ernst Schäfer, † 21. Juli 1992 in Bad Bevensen, Zoologe und Tibetforscher sowie führendes Mitglied der Forschungsgemeinschaft Deutsches Ahnenerbe und SS-Sturmbannführer
- 1910, 18. März, Curt Cüppers, † 29. Dezember 1995 in Köln, Professor für Augenheilkunde und Pionier der Strabologie
- 1910, 22. März, Heinz Heyne, † unbekannt, Arzt und unabhängiger Politiker, Mitglied des ernannten Braunschweigischen Landtages
- 1910, 12. April, Hugo von Wallis, † 4. Mai 1993 in München, Jurist und Präsident des Bundesfinanzhofs
- 1910, 25. Mai, Therese Elisabetha Schmitt, † 26. November 1956 in Trier, Kunstfliegerin und Unternehmerin
- 1910, 5. Juli, Wilhelmine Hagen, † 1996 in Bonn, Archäologin
- 1910, 23. August, Klaus Schäfer, † 30. Juli 1984 in Heidelberg, Chemiker, Rektor der Universität Heidelberg
- 1910, 1. November, Paul Schmidt-Tüngler, † nach 1965, Versicherungsjurist, Generaldirektor

#### 1911 bis 1920
- 1911, 30. Januar, Gerhard Jussenhoven, † 13. Juli 2006 in Köln, Komponist (Kornblumenblau, Badewannentango)
- 1911. 6. Februar, Anton Wolff, † 1980 in Köln, Grafiker, Grafikdesigner und Hochschullehrer
- 1911, 20. Februar, Albrecht Fabri, (Pseudonyme: Karl Albrecht, Albertin Charlus, Otto Rodenkirchen), Schriftsteller, † 11. Februar 1998 in Köln
- 1911, 29. März, Freya Gräfin von Moltke, als Freya Deichmann; † 1. Januar 2010 in Norwich, Vermont, Widerstandskämpferin gegen den Nationalsozialismus, Schriftstellerin und Juristin. Sie wurde einer breiten Öffentlichkeit vor allem als Witwe des Widerstandskämpfers Helmuth James Graf von Moltke bekannt.
- 1911, 14. April, Leo Kowalski, † 19. Januar 1986 in Köln-Lindenthal, Komponist und Pianist. Er war von 1931 bis zu seiner Pensionierung im Jahre 1976 für den WDR und dessen Vorgänger als Radio-Pianist und Komponist, u. a. für Hörspiele, tätig.
- 1911, 5. Mai, Theodor Rutt, † 7. März 2006, Pädagoge, Germanist, Sprachwissenschaftler und Hochschullehrer
- 1911, 12. Mai, Heinz Schnackertz, † 4. März 1990 in München, Kameramann
- 1911, 15. Mai, Herta Oberheuser, † 24. Januar 1978 in Linz am Rhein, Ärztin im KZ Ravensbrück
- 1911, 24. Mai, Lotte Rausch, † 11. März 1995 in Offenbach, Schauspielerin
- 1911, 16. Juli, Paul Schmidt-Thomé, † 26. März 1997 in München, Geologe und Hochschullehrer
- 1911, 2. Dezember, Friedrich Wilhelm Bosch, † 20. März 2000 in Bonn, Rechtswissenschaftler und Hochschullehrer
- 1911, 31. Dezember, Franz Mai, † 26. Oktober 1999 in Saarbrücken, Intendant des Saarländischen Rundfunks
- 1912, Heinrich Schilausky, † nach 2000, Radrennfahrer
- 1912, 18. Februar, Heinz Kühn, † 12. März 1992 in Köln, Politiker (SPD), Ministerpräsident von Nordrhein-Westfalen (1966–1978)
- 1912, 21. Februar, Sally Kessler, † 27. März 1985 in Köln, Kommunalpolitiker und Überlebender des Holocaust
- 1912, 13. März, Wilhelm Kweksilber, † 7. Dezember 1988 in Amsterdam, staatenloser, später niederländischer Publizist und Politiker
- 1912, 16. März, Jupp Arents, † 24. Dezember 1984 in Arnsberg, Radrennfahrer
- 1912, 15. Mai, Egon Kraus, † 19. April 2001, Musikpädagoge und Hochschullehrer
- 1912, 21. Juni, Toni Merkens, † 20. Juni 1944 in Wildbad, Radrennfahrer, 1936 Olympiasieger im Sprint
- 1912, 11. August, Richard Müller, † 31. Oktober 2005, Agrarwissenschaftler und Hochschullehrer
- 1912, 14. August, Wilhelm Halbsguth, Botaniker und Lehrstuhlinhaber in Kiel
- 1912, 26. August, Werner Dissel, † 22. Januar 2003 in Wildpark-West bei Potsdam, Schauspieler und Regisseur
- 1912, 26. September, Aenne Ley, † 15. April 2010 in Mainz, Politikerin (FDP)
- 1912, 14. Oktober, Albert Richter, † 2. Januar 1940 in Lörrach, Radrennfahrer, Sprint-Weltmeister der Bahnamateure von 1932
- 1912, 23. Oktober, Anneliese Planken, † 31. Januar 1994 in Köln, Malerin
- 1912, 23. November, Josef Kindel, † 5. August 1948 in Almelo
- 1912, 13. Dezember, Franz Bachem, † 3. Juli 2002 in Köln, Verleger
- 1913, 13. Januar, Lotte Berk, gestorben 2003, deutsch-britische Tänzerin und Trainingstheoretikerin
- 1913, 24. März, Eva Stünke, † 26. Juni 1988 in Köln, Kunsthistorikerin
- 1913, 29. Juni Franz Maria Groner, † 21. September 1991 in Bonn, römisch-katholischer Theologe und Hochschullehrer
- 1913, 2. Juli, Claus Mosler, † 13. Januar 1999 in Köln, Unternehmer und Bankier
- 1913, 9. August, Johann Ferbach, † 21. Juni 1970 in Straubing, erlangte deutschlandweite Bekanntheit, als er gemeinsam mit Vera Brühne angeklagt wurde, den Münchner Arzt Otto Praun und dessen Haushälterin ermordet zu haben
- 1913, 5. Dezember, Heinz Müller-Pilgram, † 3. November 1984 in Bad Soden am Taunus, Maler
- 1914, Hein Bitz, † 1987, Volks- und Straßensänger, genannt „Der Spatz vom Wallrafplatz“
- 1914, 3. Januar, Rudolf Neuhaus, † 7. März 1990 in Dresden, Dirigent und Hochschullehrer
- 1914, 11. Januar, Fritz Ruland, † Januar 1999 in Köln, Radrennfahrer
- 1914, 31. Januar, Marianne Mahlberg, † 18. April 1981 in Köln, Ruderin
- 1914, 2. März, Ferdi Leisten, † 6. Mai 1995 in Köln, Unternehmer, Pferdezüchter und Karnevalist
- 1914, 26. April, Wilhelm Heinrichs, † 15. Februar 1995 im Chiemgau, Komponist
- 1914, 3. Juni, Bruno Ortmann, † 9. Oktober 2004 in Wissel, Maler und Grafiker
- 1914, 16. Juni, Hermann Scherer, † 29. August 1993 in Limburgerhof, Landrat
- 1914, 20. Juni, Walter Dick, † 29. Juni 1976 ebenda, Fotograf und Bildberichterstatter
- 1914, 27. Juni, Alice Koch-Gierlichs, † 21. Oktober 2009, bildende Künstlerin
- 1914, 30. Juli, Elisabeth Scherer, † 18. April 2013 in Köln, Schauspielerin
- 1914, 2. August, Werner Holländer, † 30. Mai 1944 in Frankfurt am Main, ungarischer Ingenieur, Opfer des NS-Regimes
- 1914, 27. September, Herbert Franke, † 10. Juni 2011, Sinologe und Hochschullehrer
- 1914, 3. November, Otto Schindler, † 26. Mai 2004 in Köln, Grafiker und Karnevalswagenbauer
- 1914, 4. November, Carl Vilz, vermisst 1945, Bildhauer und Künstler
- 1914, 17. November, Marianne Kühn, † 13. Juni 2005 in Köln, Politikerin (SPD) und Kunstsammlerin
- 1914, 4. Dezember, Toni May, † 19. November 2004 in Köln, Maler und Porträtist
- 1915, 6. Februar, Werner Bornheim gen. Schilling, † 29. Oktober 1992 in Wiesbaden, Kunsthistoriker und Denkmalpfleger, 1946 bis 1980 Landeskonservator von Rheinland-Pfalz
- 1915, 18. Februar, Adolph Marx, † 1. November 1965 in Köln, erster Bischof des katholischen Bistums Brownsville in Texas, USA
- 1915, 25. März, Karl Sommer, † unbekannt, SS-Hauptsturmführer und verurteilter Kriegsverbrecher
- 1915, 25. Mai, Georg Pulheim, † 31. Dezember 1996, Ringer und Trainer
- 1915, 7. Juni, Toni Zenz, † 18. März 2014, Bildhauer
- 1915, 20. Juni, Fritz Rübbert, † 10. November 1975 in Kripp, Maler und Grafiker
- 1915, 3. August, Kurt Engels, † 31. Dezember 1958 in Hamburg, Kommandant des Konzentrationslagers Ghetto Izbica
- 1915, 10. September, Willi Meurer, † 29. September 1981 in Dahlem, Radrennfahrer
- 1915, 6. Oktober, Fried Mühlberg, † 6. Mai 2006, Historiker und Kunsthistoriker
- 1916, 28. Januar, Wilhelm Neef, † 20. März 1990 in Potsdam, Filmkomponist und Dirigent
- 1916, 8. Februar, Günter Diehl, † 25. August 1999 in Oberwinter, Chef des Presse- und Informationsamtes der Bundesregierung sowie Regierungssprecher (1967–1969)
- 1916, 23. Februar, Oskar Schmitz, † nach 1945, Funktionshäftling und Lagerältester im Kasernenlager des KZ Bergen-Belsen
- 1916, 29. April, Hanne Schleich, † 14. Oktober 2000 in Arnsberg, Schriftstellerin
- 1916, 13. Mai, Paul Rudolf Kraemer, † 10. Mai 2007 in Frechen, Unternehmer und Gründer der gemeinnützigen Gold-Kraemer-Stiftung
- 1916, 23. Juni, Heinrich „Heinz“ Klein-Arendt, † 15. Juli 2005 in Bergheim-Oberaußem, Bildhauer
- 1916, 31. August, Josef Meinertzhagen, † 7. Mai 2002, Schauspieler, Regisseur und Hörspielsprecher
- 1916, 29. Oktober, Karl-Heinz Wilhelm, † 2001, Zeitungsverleger
- 1916, 29. November, Karl Bette, † 9. Mai 2006 in Schlehdorf, Komponist (Wo der Wildbach rauscht; In Hamburg sind die Nächte lang)
- 1917, 21. Dezember, Heinrich Böll, † 16. Juli 1985 in Langenbroich, Schriftsteller (Ansichten eines Clowns; Die verlorene Ehre der Katharina Blum; Gruppenbild mit Dame), Nobelpreisträger für Literatur
- 1918, Theo Bleser, † 1974 in München, Maler von Filmplakaten und Werbegrafiker
- 1918, 28. Mai, Helmut Friedmann, † 6. Januar 2012 in London, Sprachwissenschaftler, Philologe, Schriftsteller
- 1918, 6. August, Otto Wolff von Amerongen, † 8. März 2007 in Köln, Industrieller, Präsident des DIHT (1969–1988)
- 1918, 25. September, Helene Rahms, † 14. Januar 1999 in Oberursel, Journalistin und Autorin
- 1918, 18. Oktober, Wilhelm Funder, Historiker und NDPD-Politiker
- 1918, 9. Dezember, Max H. Rehbein, † 13. November 2015, Filmproduzent, Journalist und Publizist
- 1918, 24. Dezember, Hans Müller-Westernhagen, † 18. Dezember 1963 in Düsseldorf, Schauspieler
- 1919, 31. Januar, Hans Katzer, † 18. Juli 1996 in Köln, Politiker (CDU), Bundesminister für Arbeit und Sozialordnung (1965–1969)
- 1919, 7. August, Ernst Simons, † 29. Januar 2006 in Köln, Regierungsschuldirektor und Überlebender des KZ Bergen-Belsen
- 1919, 9. August, Gustav Müller, † 11. Mai 1980 in Berlin, Schauspieler und Kabarettist
- 1919, 11. August, Brian B. Shefton, † 25. Januar 2012, Klassischer Archäologe
- 1919, 20. September, Jupp Lückeroth, † 3. Mai 1993 in Köln, Maler des Informel
- 1919, 14. Oktober, Ferdinand Schmitz, † 6. November 1981, Ringer, Vizeeuropameister
- 1919, 21. Oktober, Hans-Joachim Herberg, † 25. Oktober 1999 in Bergisch Gladbach, Mediziner, Regierungsmedizinaldirektor
- 1919, 7. November, Helmuth Hoffmann, † 19. Juni 2010 in Bergisch Gladbach, Tischtennisspieler
- 1920, 4. Januar, Eduard Trier, † 27. Juni 2009 in Köln, Kunsthistoriker, Ausstellungskurator und Hochschulrektor
- 1920, 12. Januar, Heinz Müller, † 30. Mai 1983 in Göttingen, Politiker, Landrat und Mitglied des Landtags von Niedersachsen
- 1920, 12. März, Roland Lorent, † 10. November 1944 in Köln-Ehrenfeld, Widerstandskämpfer gegen den Nationalsozialismus
- 1920, 18. März, Helmut Blume, † 8. Juli 2008, Geograph
- 1920, 22. März, Werner Klemperer, † 6. Dezember 2000 in New York, Musiker, Dirigent und Schauspieler, Sohn von Sängerin Johanna Geisler und Dirigent Otto Klemperer
- 1920, 24. April, Wilhelm Schlombs (meist genannt Willi Schlombs), † 25. August 1993, Architekt und Kirchenbaumeister
- 1920, 6. Juni, Kurt Wiemers, † 14. Februar 2006 in Denzlingen bei Freiburg, Anästhesist und Hochschullehrer
- 1920, 19. Juni, Ernst Buchholz, † 3. August 1993 in Köln, Tennis-, Daviscupspieler
- 1920, 24. Juni, Jimmy Ernst (eigentlich Hans-Ulrich Ernst), † 6. Februar 1984 in New York, deutsch-amerikanischer Maler, Sohn der Malerin Luise Straus-Ernst und dem Maler Max Ernst
- 1920, 6. Juli, Paul Bresgen, † 19. Februar 1984, Politiker (SPD), von 1962 bis 1975 Mitglied des Landtags von Nordrhein-Westfalen
- 1920, 4. August, Carl August Schmitz, † 17. November 1966 in Frankfurt am Main, Ethnologe und Hochschullehrer
- 1920, 2. September, Fritz Korn, † 1994 in Falkenstein, Schauspieler und Hörspielsprecher
- 1920, 19. September, Rudi von der Dovenmühle (Pseudonym: Rudi Lindt), † 18. März 2000, Komponist (Liechtensteiner Polka; Ich will ’nen Cowboy als Mann)
- 1920, 13. November, Margret van Munster, † 22. Februar 2010 in Köln, Schauspielerin
- 1920, 29. November, Manfred Weil, † 6. Mai 2015 in Meckenheim, Maler, Holocaustüberlebender

#### 1921 bis 1930
- 1921, 8. Februar, Hans Albert, † 24. Oktober 2023, Soziologe, Philosoph und Hochschullehrer
- 1921, 12. Februar, Günter Aust, † 2. Mai 2018 in Bad Münstereifel, Kunsthistoriker
- 1921, 8. März, Karl Schultz-Köln, † 28. Dezember 2013 in Frostuna, Keramikkünstler und Maler
- 1921, 1. April, Peter Fuchs, † 1. März 2003 in Köln, Schriftsteller und Historiker (Chronik zur Geschichte der Stadt Köln)
- 1921, 1. April, Hans Martin Klinkenberg, † 20. Februar 2002 in Köln, Historiker für Mittelalterliche Geschichte
- 1921, 4. April, Hans Schilling, † 19. Februar 2009 in Köln, Architekt
- 1921, 13. April, Toni Steingass, † 29. Oktober 1987 in Mechernich (Eifel), Komponist (Der schönste Platz ist immer an der Theke)
- 1921, 30. April, Kaspar Roos, † 25. August 1986, Arzt und ärztlicher Standespolitiker
- 1921, 28. Mai, Heinz G. Konsalik, † 2. Oktober 1999 in Salzburg, Schriftsteller (Der Arzt von Stalingrad)
- 1921, 10. Juni, Stella Baum, † 27. November 2006 in Wuppertal, Autorin, Kunstsammlerin und Ehrenbürgerin der Bergischen Universität Wuppertal
- 1921, 2. Juli, Wilhelm Maria Lenz, † 21. Juli 2015 in Köln, Politiker (CDU), Landtagspräsident in Nordrhein-Westfalen
- 1921, 12. Juli, Jan Brügelmann, † 23. Juni 2012 in Köln, Kommunalpolitiker, Karnevalist und Sportmäzen
- 1921, 14. September, Ingeborg Bolz, † 7. September 2001 in Lohmar, Ethnologin
- 1921, 29. September, Kurt Wolf, † 10. Oktober 1994, Verlagskaufmann und Politiker, Mitglied des Saarländischen Landtags
- 1921, 2. Oktober, Peter Florin, † 17. Februar 2014 in Berlin, Politiker (SED) und Diplomat
- 1921, 12. Dezember, Toni Blankenheim, † 11. Dezember 2012 in Hamburg, Opernsänger
- 1921, 14. Dezember, Fritz Hilgers, † 18. Mai 2014 in Köln, Denkmalpfleger und Professor an der FH Köln
- 1922, 3. März, Günter Stephan, † 11. April 2012, Gewerkschafter und Mitglied im DGB-Bundesvorstand
- 1922, 9. März, Karin von Ullmann, † 1. Juni 2009, Unternehmerin und Besitzerin des Gestüts Schlenderhan
- 1922, 16. März, Raffael Becker, † 23. Oktober 2013, Kunstmaler und Bildhauer
- 1922, 1. April, Wolfgang Rennert, † 24. März 2012 in Berlin, Dirigent
- 1922, 12. Juli, Christa von Schnitzler, † 28. Juni 2003 in Frankfurt am Main, Bildhauerin
- 1922, 10. August, Günter Steffens, † 6. Dezember 1985 in Heidelberg, Schriftsteller
- 1922, 11. August, Josef Schmidt, † 20. Dezember 2007, Fußballspieler und -trainer
- 1922, 9. November, Erich Ebert, † 25. November 2000 in München, Schauspieler, Synchronsprecher, Synchronautor und Dialogregisseur
- 1922, 16. Dezember, David Scott-Barrett, † 1. Januar 2004 in Inverness, britischer Generalleutnant, Kommandant des britischen Berliner Sektors
- 1923, Ruth Brück, eigentlich Ruth Brück-Boltersdorf, † 27. Juli 1998 in Köln, Schauspielerin
- 1923, 11. Februar, Otto Brandenburg, † 24. Januar 2010 in Köln, Eishockeyspieler und -trainer
- 1923, 22. Februar, Hans Elsner, † 9. Dezember 2021, Pädagoge, Montessoripädagogik-Pionier und Schulleiter
- 1923, 25. Februar, Gisbert Brovot, † 29. März 2016, Karnevalist
- 1923, 14. April, Günter Eilemann, † 5. Oktober 2015 in Köln, Komponist, Pianist, Sänger (Vater ist der Beste)
- 1923, 15. Mai, Adolf Grünbaum, † 15. November 2018, US-amerikanischer Physiker, Philosoph und Wissenschaftstheoretiker
- 1923, 4. Juni, Dieter Schütte, † 8. Februar 2013 in Köln, Verleger
- 1923, 26. Juni, Franz-Paul Decker, † 19. Mai 2014 in Montreal, deutsch-kanadischer Dirigent
- 1923, 1. Juli, Karl-Otto Nußbaum, † 26. Juni 1999 in Bonn, römisch-katholischer Priester, Liturgiewissenschaftler und Hochschullehrer
- 1923, 13. Juli, Hans Otten, † 24. März 1971 in Ost-Berlin, Journalist
- 1924, 6. März, Heribert Calleen (bürgerlich auch Herbert Calleen), † 24. November 2017 in Köln, Bildhauer und Medailleur
- 1924, 13. Mai, Harry Heinz Schwarz, † 5. Februar 2010 in Johannesburg, südafrikanischer Anti-Apartheid-Politiker
- 1924, 16. Mai, Horst Becker, † 16. November 2005, Diplomat, Botschafter in Somalia und in Neuseeland
- 1924, 19. Mai, Carl-Heinz Hargesheimer, Künstlername Chargesheimer, † 1971 in Köln, Fotograf
- 1924, 1. Juni, Gertrud Koch, † 21. Juni 2016, Widerstandskämpferin
- 1924, 3. Juni, Gustav Adebahr, † 9. Dezember 2008, Gerichtsmediziner
- 1924, 3. Oktober, Josef Anselm Graf Adelmann von Adelmannsfelden, † 20. September 2003 in Stuttgart, Theologe und Schriftsteller
- 1924, 5. Oktober, Grete Wehmeyer, † 18. Oktober 2011 ebenda, Pianistin und Musikwissenschaftlerin
- 1924, 23. November, Fritz Klein-Blenkers, * in Köln-Mülheim, † 14. April 2015 in Bergisch Gladbach, Wirtschaftswissenschaftler und Hochschullehrer
- 1924, 18. Dezember, Margot Scharpenberg, † 25. August 2020 in New York, Dichterin und Schriftstellerin
- 1925, 28. Februar, Josef Röhrig, † 12. Februar 2014 in Köln, Fußballspieler und -trainer
- 1925, 8. März, André Müller sen., † 21. Januar 2021 ebenda, Dichter, Publizist, Theaterkritiker und Theaterpraktiker
- 1925, 24. März, Karl Oskar Blase, † 27. Dezember 2016, Grafiker und Hochschullehrer
- 1925, 28. März, Paul Nagel, † 24. März 2016 ebenda, Metallbildhauer, Maler und Kunstschmied
- 1925, 12. April, Erwin Bechtold, † 2. September 2022 in Santa Eulalia auf Ibiza, Maler
- 1925, 28. April, Hans Peter Richter, † November 1993 in Mainz, Wissenschaftler und Schriftsteller
- 1925, 24. März, Karl Oskar Blase, † 27. Dezember 2016 in Kassel, Maler, Bildhauer, Grafiker, Kurator und Hochschullehrer
- 1925, 6. Mai, Norbert Montfort, † 4. August 2016, Diplomat, Botschafter der Bundesrepublik Deutschland
- 1925, 29. Mai, Hermann Braun, † 30. Juni 2002 in Köln, Eiskunstläufer
- 1925, 1. Juni, Paul Verbeek, † 24. Dezember 2019, Diplomat
- 1925, 6. Juni, Erich Endlein, † 12. August 2017, katholischer Pfarrer
- 1925, 8. Juni, Walter Niklaus, † 6. November 2021 in Söllichau, Schauspieler und Regisseur
- 1925, 16. Juni, Hanna Pfeil, † 18. November 2022 in Frankfurt am Main, Radiomoderatorin
- 1925, 9. August, Alfred Antkowiak, † 6. September 1976 in Ost-Berlin, Verlagslektor und Schriftsteller
- 1925, 20. September, Stefan Reinartz, † 5. Juli 2007 in Köln, Ruderer
- 1925, 12. Oktober, Elmar Hillebrand, † 8. Januar 2016 in Köln, Bildhauer
- 1925, 17. Oktober, Rolf Kirchem, † 7. November 2015 in Neumünster, Admiralarzt
- 1925, 18. Oktober, Ino Zimmermann, Grafikerin und Illustratorin
- 1925, 16. November, Anna Gisela Johnen, † 1. Februar 2014 in Köln, Ornithologin und Professorin für Zoologie an der Universität Köln
- 1925, 15. Dezember, Günther Ungeheuer, † 13. Oktober 1989 in Bonn, Schauspieler und Synchronsprecher
- 1926, 6. Januar, Walter Hayman, gest. 1. Januar 2020, britischer Mathematiker
- 1926, 9. Januar, Kurt Link, † 27. Dezember 1996 in Düsseldorf, Bildhauer, Zeichner, Konzeptkünstler und Maler
- 1926, 21. Januar, Willehad Paul Eckert, † 18. Januar 2005 in Düsseldorf, katholischer Theologe
- 1926, 9. Februar, Karlheinz Jansen, † 1. Mai 2017 in Köln, Karnevalist und Büttenredner
- 1926, 22. Februar, Heinz Dieter Köhler, † 26. März 2019 in Gummersbach, Theater- und Hörspielregisseur
- 1926, 26. März, Johannes von Vacano, † 12. November 2006, Diplomat
- 1926, 5. Mai, Hans Karl Rodenkirchen, † 4. Oktober 2007 in Solingen, Grafiker, Designer und Umweltaktivist
- 1926, 12. Mai, Hans Fricke, † 9. April 2015, Widerständler während der Zeit des Zweiten Weltkriegs
- 1926, 16. Mai, Franz Konz, † 23. April 2013 in Kürten, Sachbuchautor
- 1926, 23. Mai, Arnim Henglein, † 5. Januar 2012, Chemiker und Hochschullehrer
- 1926, 2. Juni, Ilse Pracht-Fitzell, deutsch-US-amerikanische Lyrikerin und Literaturwissenschaftlerin
- 1926, 24. Juli, Kurt Mauel, † 1. Mai 2006, Ingenieur und Technikhistoriker,
- 1926, 7. August, Karlheinz Gierden, † 24. Januar 2022, CDU-Politiker und Bankmanager
- 1926, 25. August, Wolfgang Schwarz, Mitglied der Widerstandsgruppe Kölner Edelweißpiraten
- 1926, 9. September, Rudolf Hecker, † 19. November 2014 in Konstanz, Physiker und Hochschullehrer
- 1926, 18. September, Wolfgang Schoor, † 28. Januar 2007 in Wernigerode, Komponist
- 1926, 19. September, Oswald Gilles, † 30. Dezember 2020, Komponist, Chorleiter
- 1926, 25. September, Walter Mettmann, † 12. Juli 2011 in Münster/Westfalen, Romanist, Hispanist, Lusitanist und Mediävist
- 1926, 16. Oktober, Hedda Heuser-Schreiber, † 29. Mai 2007 in Bamberg, Ärztin, Journalistin und Politikerin, MdB
- 1926, 9. November, Maria Anders, † 9. Februar 1997 in Apolda, Historikerin
- 1926, 1. Dezember, Margret Krick, † 5. April 2016, Verlegerin und Unternehmerin
- 1927, 14. Januar, Lothar Rühl, Politikwissenschaftler, Journalist, Publizist und Staatssekretär
- 1927, 7. Februar, Fritz Meyer, Bundesrichter von 1969 bis 1989
- 1927, 9. Februar, Fritz Kemper, † 28. März 2017, Internist, Pharmakologe, Toxikologe und Hochschullehrer
- 1927, 20. Februar, Ingetraut Dahlberg, † 24. Oktober 2017, Informationswissenschaftlerin und Philosophin
- 1927, 24. Februar, Peter Müller, † 30. Mai 1992 in Köln, Boxer, genannt „de Aap“
- 1927, 29. März, Alfred Neven DuMont, † 30. Mai 2015 in Köln, Verleger
- 1927, 2. April, Willi Kemp, † 5. Dezember 2020 in Düsseldorf, Steuerberater und Kunstsammler
- 1927, 3. April, Egon Schneider, † 3. Oktober 2014, Jurist, Richter und Fachautor
- 1927, 20. April, Eva Brües, † 4. November 2009 in Krefeld, Kunsthistorikerin
- 1927, 4. Mai, Trude Herr, † 16. März 1991 in Aix-en-Provence, Schauspielerin, Sängerin
- 1927, 7. Mai, Herbert J. Gans, † 21. April 2025 in New York, deutsch-US-amerikanischer Soziologe und Hochschullehrer
- 1927, 7. Mai, Ruth Prawer Jhabvala, † 3. April 2013 in New York, Drehbuchautorin
- 1927, 9. Juni, Marlies Müller, Speerwerferin
- 1927, 11. August, Gustav Bermel, † 10. November 1944 in Köln-Ehrenfeld, Wehrmachtsdeserteur, öffentlich erhängt
- 1927, 16. August, Hans Stetter, † 29. Januar 2019 in München, Schauspieler
- 1927, 20. September, Katharina Tüschen, † 2. April 2012 in Berlin, Schauspielerin
- 1927, 19. Oktober, Hans Schäfer, † 7. November 2017 in Köln, Fußballspieler
- 1927, 27. Oktober, Thomas Nipperdey, † 14. Juni 1992 in München, Historiker
- 1927, 8. November, Erika Billeter, † 12. August 2011 in St-Légier-La Chiésaz, Kunsthistorikerin und Museumsdirektorin
- 1928, 9. Januar, John W. Cahn, † 14. März 2016 in Seattle, Physikochemiker und Materialwissenschaftler
- 1928, 22. Januar, Wolfram Gehring, Organist
- 1928, 9. Februar, C. Doberman (eigentlich Carla-Ingrid Hahn); † 2. Juni 2008 in Karlsruhe, Schriftstellerin
- 1928, 14. Februar, Karl-Heinz Hoffmann, Politiker (CDU)
- 1928, 27. Februar, Klaus Dick, † 25. Februar 2025 in Köln, Weihbischof im Erzbistum Köln
- 1928, 10. April, Klaus Meyer, † 29. Januar 2014 in Bad Neuenahr, Diplomat und Generaldirektor der Kommission der Europäischen Union
- 1928, 18. April, Karl Josef Kardinal Becker SJ, † 10. Februar 2015 in Rom, römisch-katholischer Theologe und Dogmatiker
- 1928, 1. Mai, Sepp Hürten, † 24. April 2018, Bildhauer, Werke in verschiedenen Kölner Kirchen
- 1928, 4. Mai, Wolfgang Graf Berghe von Trips, † 10. September 1961 in Monza, Automobilrennfahrer
- 1928, 17. Mai, Elisabeth Adenauer, † 3. Februar 2019 in Neuss, jüngste Tochter von Konrad Adenauer
- 1928, 9. Juni, Erwin Kurt Scheuch, † 12. Oktober 2003 in Köln, Soziologe
- 1928, 10. Juni, Hans Abraham Ochs, † 30. September 1936 in Köln, Schüler und NS-Opfer
- 1928, 2. Juli, Helmut Kentler, † 9. Juli 2008 in Hannover, Sozialpädagoge und Hochschullehrer
- 1928, 28. Juli, Karl Heinz Berger, † 25. November 1994 in Berlin, Schriftsteller
- 1928, 13. August, Theo Breidenbach, † 7. Juli 2019 in Düsseldorf, Werbefachmann
- 1928, 26. August, Günther Schwarz, † 10. November 1944 in Köln, Widerstandskämpfer gegen den Nationalsozialismus
- 1928, 9. September, Fritz Herkenrath, † 18. April 2016, Fußballspieler und Hochschullehrer
- 1928, 12. Oktober, Edmund Braun, † 20. März 2015 in Lindlar-Kapellensüng, Philosoph und Hochschullehrer
- 1928, 24. Oktober, Günther van Norden, † 21. November 2018 in Bonn-Mehlem, Historiker
- 1928, 10. Oktober, Ludwig Thiesen, † 14. Juli 2009 in Baden-Baden, Schauspieler
- 1928, 15. Dezember, Pierluigi „Gigi“ Campi, † 6. Januar 2010 in Köln, italienischer Jazz-Produzent, Architekt und Gastronom
- 1928, 24. Dezember, Michael Reinartz, † 20. Januar 2001 in Köln, Ruderer
- 1928, 28. Dezember, Max Scheler, † 7. Februar 2003 in Hamburg, Fotograf
- 1929, 4. Januar, Amitai Etzioni, gebürtig Werner Falk, † 31. Mai 2023 in Washington, deutsch-US-amerikanischer Soziologe
- 1929, 21. Januar, Karl Marx, † 27. Dezember 2008, Maler und Hochschullehrer
- 1929, 24. Januar, Erwin H. Zander, Architekt
- 1929, 29. Januar, Hans Hinderer, † 21. Mai 2006 in Halle, Jurist
- 1929, 10. März, Ursula Walch, Illustratorin
- 1929, 12. April, Henry Beissel, † 9. Januar 2025 in Ottawa/Kanada, kanadischer Autor
- 1929, 18. April, Jean Jülich, † 19. Oktober 2011 in Köln, Widerstandskämpfer, Gerechter unter den Völkern
- 1929, 18. Mai, Otto Flimm, † 10. Februar 2020 in Brühl, Unternehmer, ADAC-Vizepräsident 1972–1989, Präsident 1989–2001, Ehrenpräsident seit 2001
- 1929, 17. Juni, Gerhard Uhlenbruck, † 17. August 2023, Professor der Medizin (Immunbiologie) an der Universität zu Köln und bekannter Aphoristiker
- 1929, 5. Juli, Klaus Hartmann, † 3. Dezember 2019 in Köln, Sportfunktionär und sechster Präsident des 1. FC Köln
- 1929, 25. Juli, Barbara Erdmann, † 17. Juni 2019 in Berlin, Künstlerin
- 1929, 5. August, Franz M. Keil, † 12. September 2018, Diplomat
- 1929, 23. August, Peter Betz, † 29. Mai 1991, Ruderer
- 1929, 31. August, Ellen Maria Gibbels, † 23. August 2023, Universitätsprofessorin für Neurologie, Psychiatrie und Elektronenmikroskopie an der Universität zu Köln
- 1929, 26. September, Heinz Soénius, † 8. Februar 2020 in Köln, Politiker (CDU)
- 1929, 29. September, Rolf Kühn, † 18. August 2022 in Berlin, Musiker und Jazzklarinettist
- 1929, 30. September, Dorothee Steffensky-Sölle, † 27. April 2003 in Göppingen, Theologin und Literaturwissenschaftlerin
- 1929, 1. Oktober, Peter Meven, † 30. August 2003 in Waldorf, Opern- und Konzertsänger
- 1929, 26. November, Inge Minor, Eiskunstläuferin
- 1930, Peter Schäfer, als Edelweißpirat im Widerstand gegen den Nationalsozialismus
- 1930, 27. Januar, Irmgard Gaertner-Fichtner, geb. Gaertner, † 16. Dezember 2018, Volkswirtin und Politikerin (SPD)
- 1930, 31. Januar, Hermann Moers, Schriftsteller
- 1930, 12. Februar, Heinz Hartmann, Soziologe und Hochschullehrer
- 1930, 1. März, Ludwig Steffens, Urologe
- 1930, 10. März, Klas Ewert Everwyn, † 16. Januar 2022, Schriftsteller
- 1930, 29. Juli, Christian Watrin, † 1. Dezember 2020 in Köln, Ökonom
- 1930, 7. September, Karl Wilhelm Krämer, † 4. Dezember 1990 in Bielefeld, Schriftsteller und Librettist
- 1930, 17. September, Magnus Backes, † 21. Mai 2019 in Wiesbaden, Kunsthistoriker, Denkmalpfleger und Landeskonservator von Rheinland-Pfalz
- 1930, 28. September, Werner Delmes, † 13. Januar 2022, Hockeyspieler
- 1930, 30. Oktober, Wilhelm Uhlenbruck, † 30. Juni 2023, Jurist
- 1930, 31. Oktober, Eduard Prüssen, † 2. Oktober 2019 in Köln, Grafiker, Buchillustrator und -künstler

#### 1931 bis 1940
- 1931, 3. März, Herbert Obenaus, † 29. Oktober 2021, Historiker, Hochschullehrer und Autor
- 1931, 1. April, Alexander Groß, † 24. September 2019 in Köln, Pädagoge und Akademieleiter
- 1931, 5. April, Ludwig Koenen, † 9. Mai 2023, US-amerikanischer Klassischer Philologe und Papyrologe deutscher Herkunft
- 1931, 12. April, Siegfried Meurer, † 8. September 2001 in Lauris, Generalsekretär der Deutschen Bibelgesellschaft
- 1931, 15. April, Klaus Liesen, † 30. März 2017 in Essen, Manager
- 1931, 24. April, Karl Hermann Ritter, † 27. Februar 2006, Politiker (SPD) und Abgeordneter des Hessischen Landtags
- 1931, 27. April, Biggi Fahnenschreiber, Balletttänzerin und Choreografin, „Mutter der Mariechen“
- 1931, 6. Mai, Theo Meding, † 16. Juli 1971 in Köln, Eisschnellläufer
- 1931, 16. Juli, Will Thonett, † 5. Juni 1973 in Köln, Künstler
- 1931, 28. August, Manfred Adams, † 9. Dezember 2019, Architekt
- 1931, 8. Oktober, Otto Hermann Pesch, † 8. September 2014, römisch-katholischer Theologe und Universitätsprofessor
- 1931, 17. Oktober, Gina Ruck-Pauquèt, Pseudonym: Katja Romin, † 28. August 2018 in Wackersberg, Schriftstellerin
- 1932, 31. Januar, Karl Theodor „K. T.“ Geier, † 21. März 2020, Jazzbassist
- 1932, 11. Mai, Sigrid Heuck, † 2. Oktober 2014 in Bad Tölz, Schriftstellerin, Kinder- und Jugendbuchautorin
- 1932, 13. Mai, Robert Weimar, † 28. Februar 2013, Universitätsprofessor und Psychologe
- 1932, 30. Mai, Bernd Poulheim, † 17. August 1995, Politiker (SPD) und Landtagsabgeordneter
- 1932, 13. Juni, Kurt Bröhl, † 11. Mai 2019 in Hürth, Politiker (SPD) und Bürgermeister von Erftstadt
- 1932, 10. Juli, Jürgen Becker, † 7. November 2024 in Köln, Lyriker, Prosaist und Hörspielautor
- 1932, 25. August, Hans Rolf Maria Koller, † 29. April 2015 in Köln, Maler und Kunstprofessor
- 1932, 8. September, Herbert Leuninger, † 28. Juli 2020 in Limburg an der Lahn, römisch-katholischer Geistlicher und Menschenrechtler
- 1932, 26. September, Karl Heinz Bohrer, † 4. August 2021 in London, Literaturtheoretiker und Publizist
- 1932, 24. November Norbert Burger, † 16. Mai 2012 in Köln, Politiker (SPD), von 1980 bis 1999 Oberbürgermeister der Stadt Köln
- 1932, 31. Dezember, Mildred Scheel, † 13. Mai 1985 in Bonn, Ärztin, Präsidentin der Deutschen Krebshilfe ab 1974
- 1932, 31. Dezember, Felix Rexhausen, † 6. Februar 1992 in Hamburg, Journalist und Schriftsteller
- 1933, 3. April, Helmut Börsch-Supan, Kunsthistoriker
- 1933, 6. Mai, Wilhelm Janssen, † 12. Juli 2021, Historiker und Archivar
- 1933, 14. Mai, Ottmar Pohl, † 11. Januar 1991 in Köln, Regierungsrat, Politiker (CDU), Mitglied des Landtags von Nordrhein-Westfalen
- 1933, 1. Juni, Heiner Berger, † 2. Mai 2015 in Aachen, Politiker (CDU) und Verwaltungsbeamter, Oberstadtdirektor a. D. der Stadt Aachen
- 1933, 1. Juni, Wolfgang Speyer, Altphilologe, Religionshistoriker, Hochschullehrer
- 1933, 15. Juni, Rudolf Weber, † 30. Mai 2017 in Wien, Architekt und Professor
- 1933, 25. Juni, Manfred M. Ott, † 27. Januar 2016, Maler, Bildhauer, Zeichner und Designer
- 1933, 26. Juli, Paul-Dolf Neis, † 3. Dezember 1996 in Leipzig, Film- und Theaterschauspieler sowie Synchron- und Hörspielsprecher
- 1933, 30. Juli, Jutta Held, † 27. Januar 2007 in Karlsruhe, Kunsthistorikerin
- 1933, 15. August, Wolfram Engels, † 30. April 1995 in Bad Homburg, Ökonom und Publizist
- 1933, 9. September, Perry Kretz, † 10. Dezember 2020 in Hamburg, deutsch-amerikanischer Fotograf und Kriegsjournalist
- 1933, 10. September, Dietmar Korzeniewski, † 5. Dezember 1979 in Frechen, Altphilologe und Gymnasiallehrer
- 1933, 18. September, Manfred Niehaus, † 21. Februar 2013 in Köln, Komponist, Bratschist und Dirigent
- 1933, 21. Oktober, C. O. Paeffgen, † 5. Juni 2019 in Köln, Maler und Bildhauer
- 1933, 5. November, Ernst Leuninger, † 9. Juni 2018 in Limburg, katholischer Theologe und Hochschullehrer
- 1933, 11. November, Hanni Schaaf, Schriftstellerin
- 1934, 3. Januar, Marie-Louise Steinbauer, Journalistin, Moderatorin und Autorin
- 1934, 30. Januar, Gerhard Dautzenberg OFM, † 17. Dezember 2019 in Gießen, römisch-katholischer Theologe
- 1934, 25. Februar, Klaus Ring, Mikrobiologe und von 1986 bis 1994 vierter Präsident der Johann Wolfgang Goethe-Universität Frankfurt am Main
- 1934, 21. März, Helmut Heid, Pädagoge und Hochschullehrer
- 1934, 22. März, Joseph Milz, † 25. Dezember 2013 in Köln, Historiker, Archäologe und Archivar
- 1934, 9. April, Wolfgang Gerold Esser, † 14. Dezember 2021 in Neuwied, römisch-katholischer Religionspädagoge
- 1934, 9. April, Walter Foelske, † 3. Mai 2015, Schriftsteller
- 1934, 5. Mai, Alfred Freiherr von Oppenheim, † 5. Januar 2005 in Köln, Privatbankier
- 1934, 9. Mai, Heinz G. Hahs, † 16. November 2019 in Mainz, Schriftsteller
- 1934, 14. Mai, Victor Bonato, † 22. Mai 2019, Künstler
- 1934, 26. Mai, Jörg Schneider, Bauingenieur und Hochschullehrer
- 1934, 30. Mai, Kurt Emil Hugo Arentz, † 23. Juni 2014 in München, Bildhauer
- 1934, 28. Juni, Victor Rolff, † 15. Februar 2012 auf Burg Gladbach, Unternehmer, Kunstsammler und Automobilrennfahrer
- 1934, 8. August, Irmgard Pahl, † 24. April 2022 in Wetter, Liturgiewissenschaftlerin
- 1934, 16. August, Jean Löring, † 6. März 2005 in Köln, Mäzen und Präsident von Fortuna Köln
- 1934, 17. August, C. Dieter Sasse, † 2016, Anatom, ab 1981 Lehrstuhlinhaber in Basel[1]
- 1934, 30. August, Ernst-Wilhelm Otten, † 8. Juli 2019 in Mainz, Experimentalphysiker
- 1934, 18. September, Dieter Stolte, † 10. Dezember 2023 in Berlin, Journalist und Fernsehmanager, ZDF-Intendant von 1982 bis 2002
- 1934, 12. Oktober, Rudolf Lill, † 18. Juli 2020 in Köln, Neuzeithistoriker
- 1934, 9. November, Karl-Josef Ernst, † 7. Oktober 2021 in Zülpich, Architekt und Mitglied im Ritterorden vom Heiligen Grab zu Jerusalem
- 1935, 1. Februar, Dieter Kühn, † 25. Juli 2015 in Brühl, Schriftsteller
- 1935, 3. März, Fritz H. Lauten, † 9. Juni 1989 in Köln, Bildender Künstler und Glasmaler
- 1935, 10. März, Manfred Germar, Leichtathlet und Olympiamedaillengewinner
- 1935, 6. April, Hildegard Moos-Heindrichs, † 18. Mai 2017, Schriftstellerin
- 1935, 2. Juni, Heinz Wewer, † 1. September 2022 in Berlin, Journalist, Politikwissenschaftler und Historiker
- 1935, 13. September, Jürgen Maria Baur, † 15. November 2022, Rechtsanwalt und Verfasser des juristischen Kommentars Investmentgesetze
- 1935, 8. Oktober, Heribert A. Hilgers, † 6. Dezember 2012 in Köln, Philologe, Sprachwissenschaftler, Autor und Hochschullehrer an der Universität zu Köln
- 1935, 22. November, Philipp Schmitz, † 29. August 2015 in Köln, römisch-katholischer Theologe und Hochschullehrer
- 1935, 26. November, Jürgen Hans Grümmer, † 1. April 2008 in Köln, Maler und Bildhauer
- 1935, 4. Dezember, Hans Adolf Seck, † 8. Februar 2016, Mineraloge, Petrograph und Hochschullehrer
- 1935, 8. Dezember, Klaus-Theodor Fliedner, † 12. Oktober 2022 in Bad Honnef, Admiralarzt der Bundesmarine
- 1936, Klaus Lüders, Experimentalphysiker und Hochschullehrer
- 1936, 28. Februar, Horst Petri, † 11. Juni 2022 in Berlin, Neurologe, Psychiater, Psychoanalytiker und Autor
- 1936, 15. März, Hans Süper junior, † 3. Dezember 2022 in Köln, Musiker und Komiker (Colonia Duett)
- 1936, 25. März, Ludger Honnefelder, Philosoph
- 1936, 7. April, Bert Breuer, † 8. Juni 2023, Maschinenbauingenieur
- 1936, 18. April, Joachim Bandau, Bildender Künstler
- 1936, 3. Juli, Leo Wilden, † 5. Mai 2022 in Köln, Fußballspieler
- 1936, 18. Juli, Renate Gruber (geb. Busch), † 30. Oktober 2022 in Köln, Sammlerin und Förderin von Fotokunst
- 1936, 12. August, Hans Haacke, Konzeptkünstler
- 1936, 7. September, Helmut Schmidt Rhen, † 3. Juli 2025 in Hamburg, Maler, Kommunikationsdesigner und Hochschullehrer
- 1936, 21. September, Jean Pütz, deutsch-luxemburgischer Wissenschaftsjournalist und Fernsehmoderator
- 1936, 28. Oktober, Pius Engelbert, † 6. Oktober 2024 in Coesfeld, Benediktinerabt und Kirchenhistoriker
- 1936, 12. November, Reinhold Neven DuMont (auch Neven Du Mont), Verleger
- 1936, 12. November, Hermann Josef Schmitz, † 18. November 2016 in Willich, Landwirt und Politiker (CDU), Mitglied des Landtages von Nordrhein-Westfalen
- 1936, 3. Dezember, Eberhard Glauner † 7. Januar 2013, Jazzmusiker, Rechtsanwalt und Kabarettist
- 1937, Paul Kohl, Schriftsteller und Autor von Hörspielen und Radio-Features
- 1937, 2. Januar, Martin Lauer, † 6. Oktober 2019 in Lauf an der Pegnitz, Leichtathlet, Olympiasieger und Schlagersänger
- 1937, 20. Februar, Johann Heinrich von Stein, Wirtschaftswissenschaftler, Hochschullehrer und Herausgeber
- 1937, 23. Januar, Alwy Becker, Schauspielerin
- 1937, 25. Februar, Werner Pfennig, † 29. Januar 2008, Gewerkschafter und Verbandsfunktionär
- 1937, 27. Februar, Wolfram Brück, † 15. Juni 2016 in Köln, Politiker (CDU) und Jurist
- 1937, 2. März, Helmut Hahn, Mediziner, Mikrobiologe und Hochschullehrer
- 1937, 17. März, Hildegard Kühn, † 2006 in Köln, Schauspielerin
- 1937, 25. März, Heinz Lanser, Zeichner und Maler
- 1937, 14. Mai, Heribert Hellenbroich, † 10. Juli 2014 in Köln-Roggendorf, Jurist und von 1983 bis 1985 Präsident des Bundesamts für Verfassungsschutz
- 1937, 25. Mai, Klaus Brunnstein, † 19. Mai 2015 in Hamburg, Informatiker und Politiker (FDP), Mitglied des Bundestages
- 1937, 26. Juni, Erwin Kremer, † 27. September 2006 in Köln, Rennfahrer und Rennstallbesitzer
- 1937, 29. Juni, Rolf Hahn, † 22. April 2006, Jurist und Politiker (CDU), Mitglied des Landtages von Nordrhein-Westfalen
- 1937, 20. Juli, Dietmar Schott, Sportjournalist
- 1937, 1. August, Ingeborg Gossel-Pacher (geb. Pacher), † 9. August 2010 in Küps, österreichische Lyrikerin[2]
- 1937, 23. September, Kurt Vossen, † 11. Januar 2007 in Köln, Fußballfunktionär
- 1937, 9. November, Stephan Boeder, † 28. Juni 2018 in Köln, Grafiker und Maler
- 1937, 21. November, Günter Schulte, † 26. April 2017 in Köln, philosophischer Schriftsteller, Maler und Bildhauer
- 1937, 24. November, Otto Pfister, Fußballlehrer, Afrikas Trainer des Jahres 1992
- 1937, 14. Dezember, Jürgen D. Kruse-Jarres, Arzt für Klinische Chemie und Hochschullehrer
- 1937, 28. November, Peter Schreiner, † 1. Juni 2014, Lehrer und Heimatforscher
- 1938, 6. Januar, Karl-Heinz Kunde, † 15. Januar 2018, Radrennfahrer
- 1938, 22. Januar, Hans Otto Thiele, † 20. Oktober 2022, Richter am Bundessozialgericht
- 1938, 28. Februar, Bruno Fromme, † 7. Mai 2017 in Wittlich, Zisterzienserabt von Himmerod
- 1938, 2. April. Paulo Suess, römisch-katholischer Theologe
- 1938, 11. März, Beatrice Norden, deutsche Schauspielerin
- 1938, 16. April, Karl Loweg, † 25. Juli 2021, Fußballtorwart
- 1938, 16. Juni, Manfred Pütz, † 25. Februar 2012, Amerikanist und Hochschullehrer
- 1938, 26. Juli, Ingeborg Drews (geb. Weiser), † 21. August 2019 in Köln, Lyrikerin, Bildende Künstlerin, Kunsttherapeutin und Journalistin
- 1938, 16. Oktober, Nico (bürgerl. Christa Päffgen), † 18. Juli 1988 auf Ibiza, Fotomodel, Schauspielerin und Sängerin
- 1938, 24. November, Ludwig Verbeek, † 30. November 2020 in Bonn, Schriftsteller
- 1938, 8. Dezember, Georg Bense, † 9. April 2020 in Saarbrücken, Filmemacher, Autor, Regisseur und Kameramann
- 1938, 25. Dezember, Ingeborg Schüßler, Philosophin und Philosophiehistorikerin, Hochschullehrerin
- 1938, 27. Dezember, Rolf Wolfshohl, † 18. September 2024, Radrennfahrer
- 1939, Hans Wolf Sommer, † 1996, Autor von Science-Fiction- und Horrorromanen, Übersetzer
- 1939, Februar, Ute Gerhard, Soziologin und Professorin emerita der Johann-Wolfgang-Goethe-Universität Frankfurt am Main
- 1939, 3. Februar, Monika von Starck (geb. Monika Helen Hußmann), zeitgenössische Künstlerin
- 1939, 10. April, Dieter Hartmann, † 13. September 2022, Glasmaler und Grafiker
- 1939, 15. April, Manfred Baum, Philosoph und Hochschullehrer
- 1939, 3. Mai, Rolf Roggendorf, Bahnradsportler
- 1939, 5. Mai, Hermann Josef Schmidt, Philosoph und Hochschullehrer
- 1939, 2. Juni, Frank Matakas, † 11. Oktober 2021, Psychiater, Hochschullehrer und Professor der Psychologie
- 1939, 10. Juli, Gerhard Brunn, Historiker
- 1939, 7. August, Everhard Kleinertz, Historiker und Archivar
- 1939, 18. August, Olaf Werner, † 14. September 2024 in Jena, Jurist
- 1939, 22. September, Charly Pirot, † 15. Oktober 2015 in Köln, Maler
- 1939, 20. Oktober, Elmar Doppelfeld, Nuklearmediziner, Hochschullehrer und Redakteur
- 1939, 14. Dezember, Jupp Elze, † 20. Juni 1968 in Köln, Profiboxer im Mittelgewicht
- 1940, Hermann Heck, Sportmediziner und Hochschullehrer
- 1940, 8. Januar, Heinz Robert Heller, deutsch-US-amerikanischer Wirtschaftswissenschaftler, Hochschullehrer und Manager
- 1940, 23. Januar, Armin Maiwald, Autor, Regisseur und Produzent (Die Sendung mit der Maus)
- 1940, 24. Januar, Paul Kindervater, Fußballschiedsrichter
- 1940, 6. Februar, Barbara Hobom, Wissenschaftsjournalistin
- 1940, 8. März, Manfred Manglitz, Fußballtorwart
- 1940, 13. März, Herbert Schui, † 14. August 2016 in Pomy, Politiker (Die Linke) und Professor für Volkswirtschaftslehre
- 1940, 28. März, Hannelore Künzl, † 31. August 2000 in Heidelberg, Kunsthistorikerin
- 1940, 29. April, Eike Jost, Pädagoge und Professor für Sportpädagogik in Lüneburg
- 1940, Mai, Franz Pesch, Automobilrennfahrer
- 1940, 6. Mai, Dieter Koslar, † 13. August 2002 in Köln, Radrennfahrer, Trainer, Teammanager und Sportlicher Leiter
- 1940, 18. Juni, Klaudi Fröhlich, † 15. Oktober 2019, Regisseur von Musik- und Comedyshows
- 1940, 10. Juli, Erich Iltgen, † 10. Juni 2019 in Dresden, Politiker (CDU), Präsident des Sächsischen Landtages (1990–2009)
- 1940, 15. August, Christa Berg, Erziehungswissenschaftlerin, Bildungshistorikerin und Hochschullehrerin
- 1940, 19. August, Ulla Willick, † 16. Oktober 2019 in Ulm, Theaterschauspielerin
- 1940, 2. September, Jack White (geb. Horst Nußbaum), Fußballspieler, Komponist und Produzent
- 1940, 20. November, Hermann L. Gremliza, † 20. Dezember 2019 in Hamburg, Journalist und Schriftsteller
- 1940, 6. Dezember, Klaus Meurers, † 4. Oktober 2019, Arzt und Generalarzt der Luftwaffe der Bundeswehr
- 1940, 19. Dezember, Heinz Günter Horn, Provinzialrömischer Archäologe und Bodendenkmalpfleger

#### 1941 bis 1950
- 1941, Ulrich Coersmeier, Architekt
- 1941, 13. Februar, Konrad Gilges, Politiker (SPD) und ehemaliger Abgeordneter des Deutschen Bundestages
- 1941, 18. Februar, Josta Stapper, bildender Künstler, Grafiker und Cartoon-Zeichner
- 1941, 27. Februar, Klaus Helfrich, † 28. Februar 2017, Altamerikanist
- 1941, 30. März, Wolfgang Hofmann, † 12. März 2020 in Köln, Judoka, Silbermedaille bei den Olympischen Spielen 1964
- 1941, 10. Mai, Winfried Bischoff, † 25. April 2023, deutsch-britischer Manager
- 1941, 12. Mai, Joachim Kahl, Philosoph und Humanist
- 1941, 14. Mai, Erwin Müller-Hartmann, † 11. Januar 2020, Physiker und Hochschullehrer
- 1941, 28. Mai, Horst Meinardus, Chorleiter und Kirchenmusiker
- 1941, 8. Juni, Charly Wagner (eigentlich Karl Heinz Wagner), † 7. Mai 2020, Radio-Journalist und Moderator
- 1941, 18. Juni, Ursula Heinze de Lorenzo, Schriftstellerin
- 1941, 4. Juli, Jan-Dirk Müller, Germanist, Mediävist und Hochschullehrer
- 1941, 23. August, Lotti Krekel, † 11. April 2023, Sängerin (Mir schenke der Ahl e paar Blömcher) und Schauspielerin
- 1941, 1. September, Inge Bongers-Ritter, Journalistin, Theater- und Filmkritikerin und Feuilleton-Redakteurin
- 1941, 3. September, Rolf Winkes, deutsch-amerikanischer Archäologe
- 1941, 3. Oktober, Wolfhart Heinrichs, † 23. Januar 2014, Islamwissenschaftler, Arabist und Hochschullehrer
- 1941/42, Franz Burbach, † 25. Februar 2021, Restaurator und Fernsehmoderator
- 1942, Paul-Jürgen Weber, Fotokünstler
- 1942, 10. Januar, Gunther Nogge, Zoologe und von 1981 bis 2007 Direktor des Kölner Zoos
- 1942, 12. Januar, Jürgen Hein, † 1. Dezember 2014 in Wien, Literaturwissenschaftler und Hochschullehrer
- 1942, 25. Januar, Ernst Streng, † 27. März 1993 in Köln, Radsportler
- 1942, 31. Januar, Günter Schwichtenberg, Physiker
- 1942, 14. März, Karl August Morisse, † 29. August 2024, Politiker
- 1942, 29. März, Joachim Seelig, † 15. August 2024 in Basel, Physikochemiker, Hochschullehrer
- 1942, 12. Mai, Friedhelm Hofmann, römisch-katholischer Geistlicher und emeritierter Bischof von Würzburg
- 1942, 17. Juni, Helmut Urbach, deutscher Marathon- und Ultramarathonläufer
- 1942, 28. August, Jürgen Friedrich, † 26. August 2018 in Bremen, Informatiker und Hochschullehrer für Angewandte Informatik
- 1942, 15. September, Gynter Mödder, † 31. August 2024, deutscher Facharzt für Nuklearmedizin, Hochschullehrer und Schriftsteller
- 1942, 1. Oktober, Wilfried Peffgen, † 8. Mai 2021 in Köln, Radrennfahrer
- 1942, 6. Dezember, Dieter Stegmann, † 18. November 2019 in Büdingen, Bühnenbildner, Regisseur sowie langjähriger Intendant der Brüder-Grimm-Festspiele
- 1942, 10. Dezember, Klaus Ulonska, † 13. März 2015, Leichtathletik-Europameister, Fußballfunktionär
- 1942, 29. Dezember, Albert Henrichs, † 16. April 2017 in Cambridge (Massachusetts), deutsch-amerikanischer Gräzist
- 1943, 14. August, Elmar Gehlen, Schauspieler und Regisseur
- 1943, 14. Dezember, Josef Gens, Hobby-Archäologe
- 1944, 20. September, Marie-Agnes Reintgen, † 29. April 2017, Schauspielerin und Sprecherin
- 1944, 14. Oktober, Udo Kier, Schauspieler
- 1945, 3. August, Domenica Niehoff, † 12. Februar 2009 in Hamburg, Prostituierte, Domina und Streetworkerin
- 1945, Gérard Schmidt, † 1995, Journalist, Autor und Theaterleiter
- 1945, 16. August, Manfred Clauss, † 20. Januar 2025, Althistoriker
- 1945, 3. November, Jürgen Koebke, † 23. Februar 2012, Anatom und Hochschullehrer
- 1945, 26. Dezember, Christa Drmota, † 24. Mai 2019, Liedtexterin
- 1946, Christoph Theobald, römisch-katholischer Theologe
- 1946, 16. März, Heribert Müller, Historiker und Hochschullehrer
- 1946, 19. März, Wolfgang Maus, Ingenieur und Vorsitzender der Emitec in Lohmar
- 1946, 17. April, Peter Heinrichs, † 4. November 2016 in Köln, Tabak- und Pfeifenhändler
- 1946, 10. Mai, Hans Knipp, † 2. Dezember 2011 in Altenkirchen (Westerwald), Komponist
- 1946, 6. Juni, Ursula Erler, Schriftstellerin
- 1946, 9. Juni, Wolfgang Georg Haas, Trompeter, Musikdozent und Verleger
- 1946, 16. Juni, Herbert Meurer, Schauspieler
- 1946, 26. Juni, Gottfried Honnefelder, Verleger und ehemaliger Vorsteher des Börsenvereins des Deutschen Buchhandels
- 1946, 28. Juni, Friedhelm Decker, Landwirt und Agrarfunktionär
- 1946, 19. Juli, Monika Kampmann, Liedermacherin
- 1946, 1. August, Rolf-Rüdiger Forst, Politiker, Mitglied der Hamburgischen Bürgerschaft
- 1946, 9. August, Helmut Reuter, Psychologe und Hochschullehrer
- 1947, Dennis Thies, Künstler und Bildhauer
- 1947, 3. April, Detlef Langemann, Eishockeyspieler
- 1947, 23. Mai, Hans-Jürgen Pohmann, Tennisspieler und Journalist
- 1947, 23. Juni, Zvi Rosen, israelischer Fußball-Nationalspieler
- 1947, 6. Juli, Helmut Wolber, Ruderer
- 1947, 20. Juli, Bernd Hinz, Vertriebenenpolitiker
- 1947, 25. Oktober, Wilfried Feldenkirchen, † 21. Juni 2010 in Hinterzarten, Wirtschaftshistoriker und Hochschullehrer
- 1948, Karl-Heinz Käfer, Drehbuchautor und Filmregisseur
- 1948, Kalle Kubik, Regisseur und Autor
- 1948, Hildegard Stausberg, Journalistin
- 1948, 19. Januar, Wolfgang Wessels, Politikwissenschaftler
- 1948, 7. März, Michael Theobald, römisch-katholischer Theologe (Schwerpunkt Neues Testament)
- 1948, 31. März Elisabeth Herrmann-Otto, Althistorikerin
- 1948, 31. Juli, René Böll, bildender Künstler
- 1948, 30. August, Ben (Bernhard) Hecker, † 21. Februar 2019, Schauspieler, Synchronsprecher
- 1948, 9. Oktober, Viktor Böll, † 31. Januar 2009, Archivar und Autor
- 1948, 30. Oktober, Werner Spinner, Manager und seit April 2012 Präsident des 1. FC Köln
- 1948, 31. Oktober, Angelika Kallwass, Fernsehmoderatorin und Psychotherapeutin
- 1948, 6. November, Robert Hübner, † 5. Januar 2025 in Köln, Schachgroßmeister
- 1949, Günter Eßer, altkatholischer Theologe
- 1949, Wolfgang Heuer, Politik- und Kulturwissenschaftler, Hannah-Arendt-Forscher
- 1949, Herbert Schönberner, Koch, mit drei Sternen im Guide Michelin ausgezeichnet
- 1949, 12. Januar, Jürgen Wilhelm, Politiker (SPD)
- 1949, 1. Februar, Peter Millowitsch, Volksschauspieler und ehemaliger Leiter des Millowitsch-Theaters
- 1949, 31. März, Armin Foxius, Lehrer und Schriftsteller
- 1949, 6. Mai, Wolfgang Schmitz, Bibliothekar und Bibliothekswissenschaftler
- 1949, 2. Juni, Rolf Schmitz, Flottillenadmiral der Bundeswehr
- 1949, 10. Juni, Heinrich Best, Soziologe
- 1949, 24. Juli, Michael Schneider, Jesuitenpater, Theologe und Hochschullehrer
- 1949, 24. November, Thomas Schweitzer, † 1. März 1999, Ethnologe
- 1949, 28. November, Tommy Engel, Sänger und Schlagzeuger
- 1949, 24. Dezember, Barbie Millowitsch-Steinhaus, Schauspielerin und Hörspielsprecherin
- 1950, Stephan Breith, Cellist
- 1950, 9. Januar, Karl Kleinermanns, Professor der Chemie
- 1950, 9. Januar, Willi Zylajew, Politiker (CDU)
- 1950, 6. Februar, Thomas B. Schumann, Literaturwissenschaftler und Herausgeber
- 1950, 8. Februar, Wolf Kahl, † 19. März 2016 in Treuenbrietzen, Jurist, Oberlandesgerichts-Präsident und Verbandsfunktionär
- 1950, 19. Mai, Hennes Roth, Sportfotograf
- 1950, 22. Mai, Wolfgang Rüter, Schauspieler
- 1950, 16. Juni, Stephan Böhm, Architekt
- 1950, 6. September, Heinz-Dieter Schmitz, Fußballspieler
- 1950, 27. November, Ulla Ackermann, Reisejournalistin, Schriftstellerin

#### 1951 bis 1960
- 1951, 8. März, Harald Steinhauer, Komponist (Stimmen im Wind)
- 1951, 17. März, Ulrich J. Winter, † 10. April 2018 in Essen, Mediziner
- 1951, 30. März, Wolfgang Niedecken, Gründer und Sänger der Rockband BAP
- 1951, 2. Mai, Jochen Esser, Politiker (Bündnis 90/Die Grünen) und Journalist
- 1951, 4. Mai, Wolfgang Pelzer (1951–2013), Erzieher und Fachbuchautor
- 1951, 17. Mai, Wim Hospelt, † 15. Oktober 2019, Eishockeyspieler
- 1951, 20. Mai, Astrid Klein, Malerin, Grafikerin, Designerin und Fotografin
- 1951, 22. Mai, Wolf-Dieter Poschmann, † 27. August 2021 in Mainz, ehemaliger Leichtathlet und Sportmoderator (das aktuelle sportstudio im ZDF)
- 1951, 24. Juni, Marion Gierden-Jülich, politische Beamtin, Staatssekretärin in Nordrhein-Westfalen
- 1951, 26. Juni, Jürgen Rüttgers, Politiker (CDU), 2005 bis 2010 Ministerpräsident von Nordrhein-Westfalen, 1994 bis 1998 Bundesminister für Bildung, Wissenschaft, Forschung und Technologie
- 1951, 20. Juli, Peter Kamp, Jurist und ehemaliger Präsident des Oberlandesgerichts Köln
- 1951, 3. August, Anna Viebrock, deutsche Bühnen- und Kostümbildnerin sowie Regisseurin
- 1951, 7. August, Barbara Esser, Theaterregisseurin
- 1951, 24. August, Thomas Frankenfeld, Journalist
- 1951, 17. September, Wicky (Wilfried) Junggeburth, Moderator im Westdeutschen Rundfunk für den Kölner Rosenmontagszug und Mundartsänger
- 1951, 22. September, Wolfgang Petry, Sänger (Der Himmel brennt; Mein Zuhaus)
- 1951, 1. Oktober, Franz Meurer, Priester
- 1951, 5. November, Hanns-Josef Ortheil, Schriftsteller
- 1952, Klaus vom Bruch, Medienkünstler
- 1952, Sylvia Goebel, Malerin (abstrakte Acrylmalerei)
- 1952, Mechtild Jansen, Aktivistin, Sozialwissenschaftlerin und Autorin
- 1952, Reimund Pohl, Manager der Phoenix Group
- 1952, Martin Richenhagen, deutsch-amerikanischer Manager
- 1952, 21. Januar, Hans Montag, Hockeyspieler, Europameister
- 1952, 3. Februar, Angela D. Friederici, Neuropsychologin
- 1952, 9. Februar, Helmut Schäfer, Dramaturg und Theaterleiter
- 1952, 6. April, Michael Vesper, ehemaliger Politiker (Bündnis 90/Die Grünen), von 2006 bis 2017 Generaldirektor des Deutschen Olympischen Sportbunds
- 1952, 22. April, Wolfgang Stremmel, Mediziner
- 1952, 12. Mai, Rolf Steinhäuser, Weihbischof in Köln
- 1952, 2. Juni, Hildegard Krekel, † 26. Mai 2013 in Köln, Schauspielerin
- 1952, 11. Juli, Günter Weber, Fußballspieler
- 1952, 3. August, Jürgen Raap, Schriftsteller
- 1952, 19. August, Stephan Neuhoff, Feuerwehrmann
- 1952, 24. August, Manfred Enzensperger, Schriftsteller
- 1952, 27. August, Undine Gruenter, Schriftstellerin
- 1952, 1. September, Norbert Kothe, Ruderer
- 1952, 9. Oktober, Michael Meuser, Sozialwissenschaftler und Hochschullehrer
- 1952, 25. Oktober, Gunther Baumann, Journalist, Autor und Übersetzer
- 1952, 21. November, Franz-Reiner Erkens, Historiker
- 1952, 10. Dezember, Dieter Euler, Wirtschaftspädagoge und Hochschullehrer
- 1953, Markus Böhm, Informatiker und Maler
- 1953, 28. Januar, Carlson Reinhard, † 7. März 2020, Journalist
- 1953, 26. März, Bernhard Foelkel, Ruderer
- 1953, 10. April, Heiner Lauterbach, Schauspieler
- 1953, 11. April, Elvira Possekel, Leichtathletin
- 1953, 19. April, Paul Bauwens-Adenauer, Bauunternehmer und 2005–15 Präsident der IHK Köln
- 1953, 22. Juni, Klaus Becker, Oboist
- 1953, 24. Juni, Norbert Nußbaum, deutscher Architekturhistoriker und Hochschullehrer
- 1953, 7. Juli, Marcel Odenbach, Videokünstler
- 1953, 20. Juli, Johannes Helmrath, Historiker
- 1953, 22. Juli, Otto Depenheuer, Rechtswissenschaftler und Organist
- 1953, 28. Juli, Karl Heinz Lenz, SJD-Funktionär, Archäologe und Pädagoge
- 1953, 10. August, Wolfgang Müller, Schauspieler und Synchronsprecher
- 1953, 11. August, Marie Luise Knott, Journalistin, Autorin und Übersetzerin
- 1953, 14. August, Michael Erler, Klassischer Philologe, Hochschullehrer
- 1953, 28. August, Arno Steffen, Musiker, Komponist und Produzent
- 1953, 24. September, Michael Wittschier, Didaktiker, Lehrer und Künstler.
- 1953, 1. Oktober, Walter A. Noebel, † 2. Juli 2012 in Berlin, Architekt
- 1953, 7. Oktober, Dieter Hoff, † Oktober 2019 in Köln, Musiker, Komponist, Musik-Produzent, Verleger und Texter
- 1953, 14. November, Herbert Neumann, Fußballspieler und -trainer
- 1953, 15. November, Peter Gilles, † 2. März 2017 in Köln, Maler, Zeichner und Performancekünstler
- 1953, 20. November, Werner Schmitz, literarischer Übersetzer
- 1953, 8. Dezember, Bernhard Dick, Chemiker
- 1953, 13. Dezember, Udo Lielischkies, Journalist
- 1954, Karl Lippegaus, Musikjournalist, Autor und Radiomoderator
- 1954, Axel Weber, Ökonom und Hochschullehrer
- 1954, 5. Januar, Roland Appel, Unternehmensberater, Publizist und Politiker
- 1954, 17. Januar, Christoph Bockamp, Arzt, Priester und Leiter der deutschen Region des Opus Dei
- 1954, 21. Januar, Klaus Meyer, Ruderer, Vizeweltmeister
- 1954, 27. Februar, Christine Niklas, Fernsehjournalistin, Sachbuchautorin und Moderatorin
- 1954, 28. Februar, Werner Jung, Historiker
- 1954, 2. April, Lutz Marmor, seit 2008 Intendant des Norddeutschen Rundfunks (NDR)
- 1954, 26. April, Michael Krebber, bildender Künstler
- 1954, 30. Mai, Imma Hillerich, Politikerin (Bündnis 90/Die Grünen)
- 1954, 15. Juli, Heike Katzmarzik, Drehbuchautorin und Kommunikationstrainerin
- 1954, 9. August, Claudia Dalbert, Psychologin, Hochschullehrerin und Politikerin (Bündnis 90/Die Grünen)
- 1954, 16. August, Oswald Hans „Ossi“ Urchs, † 25. September 2014 in Offenbach am Main, Medien-Unternehmer und Fernsehmoderator
- 1954, 21. September, Joe Knipp, Autor, Sänger, Theaterregisseur und Theaterleiter des TAS in Köln
- 1954, 2. Oktober, Wolfgang Roth, † 14. Januar 2021, Hörfunkmoderator
- 1954, 11. Oktober, Christoph Gottwald, Roman- und Drehbuchautor
- 1954, 24. Dezember, Peter Böhm, Architekt
- 1955, Volker Hartung, Bratschist und Dirigent
- 1955, Thomas Maria Mayr, Psychiater, Ethnologe und Autor
- 1955, Irene Niepel, Malerin, seit 1978 in Berlin lebend
- 1955, 9. Februar, Wolfgang Jerat, † 10. Juli 2020 in Ghana, Fußballtrainer
- 1955, 21. Februar, Peter Mönnig, Bildhauer
- 1955, 8. März, Rolf Scheider, Kosmetiker
- 1955, 5. Mai, Luise Schmidt, Schriftstellerin
- 1955, 12. Mai, Peter Schürmann, Architekt
- 1955, 26. Mai, Bruno Zollfrank, Radrennfahrer
- 1955, 22. Juli, Harald Zepp, Geograph und Hochschullehrer
- 1955, 31. Juli, Heinz Henn, Unternehmer im Bereich der Musikindustrie
- 1955, 15. August, Christoph Albert Maria Bode, Kardiologe und Hochschullehrer
- 1955, 15. August, Heiner Wittmann, Romanist, Historiker, Politik- u. Medienwissenschaftler
- 1955, 23. August, Lutz Fritsch, Bildhauer, Zeichner, Fotograf und Filmemacher
- 1955, 3. Oktober, Clemens Hillebrand, Maler und Graphiker
- 1955, 9. Oktober, Johannes S. Sistermanns, Komponist und Klangkünstler
- 1955, 11. Oktober, Ingo Meller, Maler
- 1955, November, Ursula Brohl-Sowa, Juristin und Polizeipräsidentin in Bonn
- 1955, 23. November, Mariele Millowitsch, Schauspielerin und Tierärztin
- 1955, 12. Dezember, Ulla Bonas, Genetikerin und Hochschullehrerin
- 1955, 16. Dezember, Thomas Ruster, römisch-katholischer Theologe und Hochschullehrer
- 1955, 24. Dezember, Guido Horst, Journalist und Publizist
- 1955, 26. Dezember, Ulrich Meyer, Fernsehmoderator und Produzent
- 1955, 29. Dezember, Reinhold Haller, Erziehungswissenschaftler, Fachautor
- 1956, Birgit Antoni, Künstlerin und Malerin
- 1956, Vera Brandes, Musikproduzentin und -wirkungsforscherin
- 1956, Peter Hirsch, Dirigent
- 1956, Klaus Koenen, Alttestamentler
- 1956, Ulrich Land, Schriftsteller, Journalist und Hörspielautor
- 1956, Reiner Michalke, Festivalleiter, Kulturmanager und Jazzfunktionär
- 1956, Joachim Montag, Hockeyspieler, Europameister
- 1956, Jürgen Ritte, deutsch-französischer Übersetzer, Literaturkritiker, Essayist und Literaturwissenschaftler
- 1956, Monika Salchert, Journalistin, Autorin und Moderatorin
- 1956, Markus Schwering, Kulturjournalist
- 1956, Matthias von Welck, Jazzmusiker und Kulturmanager
- 1956, Volker Wilms, deutscher Fernsehjournalist
- 1956, 2. Januar, Stefan Eugen Soltek, Kunsthistoriker und Museumsleiter
- 1956, 22. Februar, Christoph Engel, Jurist und Hochschullehrer
- 1956, 24. Januar, Reinhard Bork, Rechtswissenschaftler und Hochschullehrer
- 1956, 3. März, Stefan Kaiser, Bildhauer
- 1956, 24. März, Achim Preiß, Kunsthistoriker, Kurator, Maler und Hochschullehrer
- 1956, 2. April, Rolf Dieter Busch, Journalist, Autor und Spielelokalisierer
- 1956, 4. April, Thomas Meyer-Hermann, Trickfilmproduzent und Regisseur
- 1956, 4. April, Ursula Schneider, Juristin, Richterin am Bundesgerichtshof
- 1956, 2. Mai, Florian Musso, Architekt
- 1956, 22. Mai, Horst Becker, Politiker (Grüne), Staatssekretär in NRW
- 1956, 23. Mai, Christoph Ulrich Michael Antweiler, Ethnologe
- 1956, 28. Juni, Helmut Kickton, Kirchenmusiker
- 1956, 18. August, Rainer Maria Woelki, Erzbischof von Köln und Metropolit der Kölner Kirchenprovinz
- 1956, 25. September, Purple Schulz alias Rüdiger Schulz, Sänger (Verliebte Jungs)
- 1956, 24. Oktober, Karl Karst, Hörfunkjournalist (unter anderem Feature- und Hörspielautor)
- 1956, 25. Oktober, Achim Poulheim, Kameramann
- 1956, 6. November, Gitti Müller, Ethnologin, Journalistin und Autorin
- 1956, 9. Dezember, Henriette Reker, Juristin und Kommunalpolitikerin
- 1957, Albrecht Ehlers, Manager und Rechtsanwalt, Kanzler der Technischen Universität Dortmund
- 1957, Jutta Ferbers, Dramaturgin
- 1957, Tina Haase, Bildhauerin, Objektkünstlerin und Hochschullehrerin
- 1957, Michael Graf Münster, Kirchenmusiker und evangelischer Theologe
- 1957, Michael Schmidt, Musikpublizist, Redakteur, Autor und Honorarprofessor
- 1957, Jutta Schmitz, Diplomatin, deutsche Botschafterin in Litauen
- 1957, Henning Steinfeld, Agrarwissenschaftler und Autor
- 1957, Ellen Schulz, Schauspielerin, Regisseurin und Sprecherin
- 1957, Georg Thiel, Jurist, Präsident des Statistischen Bundesamtes
- 1957, 30. Januar, Dominik Bender, † 14. April 2023, Schauspieler und Fotograf
- 1957, 31. Januar, Uwe Stilla, † 10. Mai 2023, Geoinformatiker und Hochschullehrer
- 1957, 20. Februar, Peter Adrian, deutscher Verbandsfunktionär
- 1957, 25. Februar, Bruno Klein, Kunsthistoriker und Hochschullehrer
- 1957, 29. März, Helmut Zerlett, Bandleader
- 1957, 2. Mai, Markus Stockhausen, Komponist und Trompeter
- 1957, 28. Mai, Frank Schätzing, Schriftsteller und Autor (Der Schwarm)
- 1957, 2. Juni, Werner Ehrhardt, Violinist und Dirigent
- 1957, 11. Juni, Thomas Erich Killinger, Komponist, Arrangeur, Librettist, Schauspieler und Sänger
- 1957, 19. August, Joachim Arthur Josef Paul, ehemaliger Politiker der Piratenpartei Deutschland
- 1957, 23. August, Manuel Soubeyrand, † 27. Dezember 2022 in Bad Oeynhausen, Theaterintendant und -regisseur sowie Schauspieler
- 1957, 28. August, Frank Steffan, Journalist, Autor, Filmemacher und Verleger
- 1957, 14. September, Mathias Wünsche, Schriftsteller, Musiker und Komponist
- 1957, 1. Oktober, Klaus Herrmann, Judaist und Hochschullehrer
- 1957, 6. Oktober, Martin Höher, Mediziner, Kardiologe und Hochschullehrer
- 1957, 27. Oktober, Pia Frankenberg, Filmregisseurin, Filmproduzentin und Autorin
- 1957, 29. Oktober, Michael Kreuzberg, Kommunalpolitiker und seit Oktober 2013 Landrat des Rhein-Erft-Kreises
- 1957, 18. November, Andreas Schilling, Komponist, Filmkomponist und Kontrabassist
- 1957, 12. Dezember, Tom Gerhardt, Schauspieler und Komiker
- 1958, Larissa Bender, Übersetzerin für arabische Literatur, Dozentin, Lektorin und Journalistin
- 1958, Ursula Georgy, Professorin für Informationsmarketing an der Fachhochschule Köln
- 1858, Judith Grümmer, Rundfunkjournalistin, Audiobiografin und Autorin
- 1958, Christoph Jacobs, katholischer Theologe
- 1958, Harald Weiler, Schauspieler und Theaterregisseur
- 1958, 12. Januar, Peter May, Jurist und Unternehmensberater
- 1958, 23. Januar, Stephan Apel, Arzt und Sanitätsoffizier, Admiralarzt der Marine
- 1958, 14. Februar, Anton Fuchs, Künstler, Maler und Bildhauer
- 1958, 12. März, Eva-Maria Schreiber, † vor oder am 8. Juli 2023, Politikerin
- 1958, 13. März, Thomas Kühne, Historiker und Hochschullehrer
- 1958, 15. März, Klaus-Armin Nave, Molekular- und Neurobiologe
- 1958, 31. März, Heribert Hirte, Rechtswissenschaftler an der Universität Hamburg
- 1958, 7. April, Markus Höffer-Mehlmer, Kabarettist, Publizist und Erziehungswissenschaftler
- 1958, 10. April, Joachim Jojo Wolff, Fernsehregisseur
- 1958, 14. April, Oliver Scheytt, Kulturpolitiker
- 1958, 19. April, Jutta Koether, Malerin, Performancekünstlerin, Musikerin, Schriftstellerin und Kritikerin
- 1958, 22. April, Thomas Müller-Pering, Gitarrist und Hochschullehrer
- 1958, 18. Mai, Marita Köllner, Sängerin und Moderatorin
- 1958, 17. Juli, Winfried Schmitz, Althistoriker
- 1958, 9. August, Thomas Brovot, Übersetzer
- 1958, 14. August, Viktor Neumann, Schauspieler und Synchronsprecher
- 1958, 19. November, Günther Schuh, Ingenieur
- 1959, Paul Böhm, Architekt
- 1959, Wilfried Dickhoff, Autor, Herausgeber, Verleger, Buchgestalter und Kurator
- 1959, Peter Fessler, Jazzmusiker (Gesang und Gitarre) und Songwriter
- 1959, Burkhard Mohr, Karikaturist, Maler und Bildhauer
- 1959, Mycle Schneider, Energie- und Atompolitikberater
- 1959, Hyou Vielz, Konzert- und Porträtfotograf
- 1959, 16. Januar, Michael Faust, Musiker (Flötist) und Hochschullehrer
- 1959, 26. Januar, Marianne Heimbach-Steins, römisch-katholische Theologin
- 1959, 27. Januar, Jörg Becker, Wirtschaftsinformatiker
- 1959, 1. Februar, Ottmar Liebert, Gitarrist
- 1959, 11. März, Sabine von Schorlemer, geb. Braun, Völkerrechtlerin und seit 2009 Staatsministerin für Wissenschaft und Kunst im Freistaat Sachsen
- 1959, 30. April, Gunnar Koerdt, von 2004 bis 2014 hauptamtlicher Bürgermeister (CDU) der Stadt Bedburg im Rhein-Erft-Kreis (NRW)
- 1959, 18. Juni, Marion Schmitt, Schriftstellerin
- 1959, 24. Juli, Thomas Schreiber, Journalist und TV-Programmleiter
- 1959, 18. August, Walter Filz, Autor und Journalist
- 1959, 21. August, Jutta Röser, Kommunikationswissenschaftlerin und Hochschullehrerin
- 1959, 27. August, Jürgen Becker, Kabarettist, Autor und Fernsehmoderator
- 1959, 27. August, Regine Müller, Politikerin, Mitglied des Hessischen Landtags
- 1959, 10. September, Sabine Rau, Fernsehjournalistin
- 1959, 29. Oktober, Martin Dornberg, Mediziner, Philosoph und Hochschullehrer
- 1959, 28. November, Ole Steffes, Bankkaufmann und Politiker, Bundesvorsitzender der Partei Bündnis C – Christen für Deutschland
- 1959, 14. Dezember, Martin W. Huff, Rechtsanwalt und Publizist
- 1960, Mechtild Borrmann, Kriminal-Schriftstellerin
- 1960, Harald Floss, Prähistorischer Archäologe und Hochschullehrer
- 1960, Ulrich Heinen, Kunsthistoriker und Hochschullehrer
- 1960, Karin Hochstatter, Bildhauerin und Medienkünstlerin
- 1960, Hansjörg Huber, Jurist und Hochschullehrer
- 1960, Angela Kaupp, römisch-katholische Theologin und Hochschullehrerin
- 1960, Stefan Kraus, Kunsthistoriker und Museumsleiter
- 1960, Birgit Meyer, Dramaturgin und seit der Spielzeit 2012/13 Intendantin der Kölner Oper
- 1960, Elisabeth Ruge, Lektorin und Verlegerin
- 1960, Antje Wiener, Politikwissenschaftlerin und Hochschullehrerin
- 1960, Cordula von Wysocki, Journalistin
- 1960, 20. April, Jürgen Hammerstaedt, Papyrologe und Klassischer Philologe
- 1960, Mai, Angela Andersen, deutsche Journalistin, Filmemacherin und Regisseurin
- 1960, 13. Mai, Martina Eßer, Badmintonspielerin und Sportmoderatorin
- 1960, 28. Juni, Heribert C. Ottersbach, Maler
- 1960, 5. Juli, Annabelle Selldorf, Architektin, Designerin und Innenarchitektin
- 1960, 29. Juli, Manfred Schwabe, Schauspieler und Schauspiellehrer
- 1960, 2. September, Frank Rumscheid, Klassischer Archäologe
- 1960, 10. September, Bodo Schäfer, Autor, Redner und Unternehmer
- 1960, 10. Oktober, Ralf Raps, Fußballspieler
- 1960, 10. Oktober, David Vostell, Komponist
- 1960, 21. Oktober, Rolf-Dieter Wolfshohl † 13. November 2011 in Bonn, Radrennfahrer
- 1960, 5. November, Anirahtak, Jazzsängerin
- 1960, 11. Dezember, Uwe Eric Laufenberg, Schauspieler, Regisseur und ehemaliger Intendant der Oper der Stadt Köln
- 1960, 12. Dezember, Richard Frevel, Brigadegeneral der Luftwaffe der Bundeswehr

#### 1961 bis 1970
- 1961, Bernd Arnold, Fotograf und Fotokünstler
- 1961, Andrea von Hülsen-Esch, Kunsthistorikerin
- 1961, Doris Konradi, Schriftstellerin
- 1961, Ulrich Moskopp, Maler, Zeichner und Videokünstler
- 1961, Annette Nünnerich-Asmus, Klassische Archäologin, Publizistin und Verlagsleiterin
- 1961, Wolfgang Voigt (Pseudonyme Mike Ink und Gas), Musiker und Labelbetreiber im Bereich der elektronischen Musik
- 1961, 5. Januar, Paul Ingendaay, Schriftsteller und Journalist
- 1961, 10. Februar, Benedikt Taschen, Kunstbuchverleger und Gründer des Taschen Verlags
- 1961, 23. Februar, Stefan Ehrenpreis, Historiker
- 1961, 19. April, Norbert Oberhaus, Musikmanager, Gründer und Geschäftsführer der Cologne on pop
- 1961, 23. April, Dirk Bach, † 1. Oktober 2012 in Berlin, Schauspieler, Synchronsprecher, Moderator und Komiker
- 1961, 12. Mai, Boris Becker, Fotograf
- 1961, 7. Juni, Majella Stockhausen, Konzertpianistin
- 1961, 13. Juni, Josef Nehl, Fußballspieler
- 1961, 1. Juli, Fredy Schmidtke, † 1. Dezember 2017, Radrennfahrer
- 1961, 13. Juli, Brigitte Doppagne, Schriftstellerin
- 1961, 28. Juli, Stephan Patt, Neuropathologe und Moraltheologe
- 1961, 28. Juli, Thomas Schüller, römisch-katholischer Theologe und Kirchenrechtler
- 1961, 7. August, Ulrich Müller-Doppler, Flötist und Hochschullehrer
- 1961, 16. September, Werner Wüller, Radrennfahrer
- 1961, 29. Oktober, Bettina Flitner, Fotografin
- 1961, 31. Oktober, Bernd Franco Hoffmann, Autor
- 1961, 10. November, Wolfgang Tillmann, Ingenieur
- 1961, 13. November, Philipp J. Bösel, Fotograf und Grafikdesigner
- 1961, 14. November, Achim Mehnert, † 7. November 2018, Science-Fiction-Schriftsteller
- 1961, 25. November, Cornel Wachter, Künstler
- 1961, 2. Dezember, Gaby Köster, Schauspielerin und Kabarettistin
- 1962, Peter Höher, Ingenieur und Hochschullehrer
- 1962, Kristina Kanders, Schlagzeugerin und darstellende Künstlerin
- 1962, Olaf Karnik, Autor, Journalist und DJ
- 1962, Manfred Kloiber, freier Journalist und Autor für Hörfunk
- 1962, Eva Meyer-Hermann, Kunsthistorikerin und Ausstellungskuratorin
- 1962, Norbert Rodenkirchen, Musiker und Komponist
- 1962, Ruth Schiffer, Kabarettistin, Autorin und Sängerin
- 1962, Manfred Theisen, Autor
- 1962, Marcus Trier, Historiker, Direktor des Römisch-Germanischen Museums in Köln
- 1962, Thomas Wenzler, Jurist, Fachanwalt für Steuerrecht und Fachbuchautor
- 1962, Jürgen Wiebicke, Journalist und Schriftsteller
- 1962, 20. März, Sibylla Weisweiler, Künstlerin
- 1962, 21. März, Harald Zaun, Wissenschaftsjournalist und Schriftsteller
- 1962, 27. März, Christoph Langen, Bobfahrer
- 1962, 1. April, Gabi Molitor, Journalistin und Politikerin (FDP), Mitglied des Deutschen Bundestages
- 1962, 17. Mai, Niels Ewerbeck, † 2. Oktober 2012 in Frankfurt am Main, Galerist, Hochschuldozent und Intendant
- 1962, 25. Mai, Martin Schoser, Landtagsabgeordneter (CDU)
- 1962, 3. Juni, Alexander Stock, Fernsehjournalist und -redakteur
- 1962, 31. Juli, Thomas Hackenberg, Schauspieler, Moderator und Autor
- 1962, 31. Juli, Hermann Schneider, Musik- und Theaterwissenschaftler, Theaterintendant
- 1962, 21. August, Harald Cremer, Kameramann
- 1962, 29. August, Jutta Kleinschmidt, Rallye-Raid-Fahrerin; einzige Frau, die die Rallye Dakar gewonnen hat
- 1962, 27. Oktober, Regina Schilling, geborene Kamps, Dokumentarfilmerin und Autorin
- 1962, 12. November, Lisa Adler, Schauspielerin und Coach für Schauspiel
- 1962, 26. November, Ulrich S. Soénius, Historiker, Archivar, Kulturpolitiker und Industrie- und Handelskammer-Geschäftsführer in Köln
- 1962, 2. Dezember, Thomas Quast, Richter, Musiker und Komponist Neuer Geistlicher Lieder
- 1962, 3. Dezember, Annette Dittert, Journalistin und Dokumentarfilmerin
- 1962, 10. Dezember, Gernot Schmidt, Schauspieler und Regisseur
- 1963, Max Annas, deutscher Schriftsteller
- 1963, Andreas W. Daum, Historiker und Hochschullehrer
- 1963, Mirjam Jaquemoth, Professorin für Haushaltsökonomie
- 1963, Klaus Koch, Medizinjournalist, Autor und Biologe
- 1963, Thomas K. Kuhn, Theologe und Professor für Kirchengeschichte
- 1963, Georg Müller-Christ, Wirtschaftswissenschaftler und Hochschullehrer
- 1963, Gregor Taxacher, römisch-katholischer Theologe, Geschichtsphilosoph, Journalist und Autor
- 1963, Marianne Wellershoff, Journalistin, Autorin und Musikerin
- 1963, Sven Wiebe, Wirtschaftsgeograph und parteiloser politischer Beamter
- 1963, 9. Januar, Stefan Samerski, Theologe, Kirchenhistoriker, Hochschullehrer und Sachbuchautor
- 1963, 24. Januar, Andreas Odenthal, Theologe
- 1963, 17. Februar, Gerd Mosbach, Maler
- 1963, 27. Februar, Udo Schild, Sänger, Songwriter
- 1963, 6. April, Udo Neumann, Kletterer, Autor und Filmemacher
- 1963, 14. April, Michael Wirbitzky, Radiomoderator und Comedian
- 1963, 15. Juli, Dorothee Haentjes-Holländer, Literaturwissenschaftlerin, Kinderbuchautorin und Übersetzerin
- 1963, 18. Juli, Christof Paar, Kryptograf und Elektrotechniker
- 1963, 20. Juli, Christof Obermann, Psychologe und Hochschullehrer
- 1963, 24. Juli, Markus Ritterbach, Unternehmer, Karnevals- und Fußballfunktionär
- 1963, 1. August, Michael Loeb, Medien-Manager, Geschäftsführer der WDR mediagroup
- 1963, 4. September, Barbara Drossel, Physikerin, Hochschullehrerin
- 1963, 13. September, Dagmar Bremer, geborene Breiken, Hockeyspielerin, Medaillengewinnerin bei Europa-, Weltmeisterschaften und Olympia
- 1963, 20. September, Klaus Lennartz, Altphilologe
- 1963, 9. Oktober, Christiane Oelze, Lied-, Konzert- und Opernsängerin (lyrischer Sopran)
- 1963, 11. Oktober, Franz Wunderlich, ehemaliger Amateurfußballer
- 1963, 19. Oktober, Christian Müller, Sportfunktionär, Dozent und Autor für Sportmanagement
- 1963, 26. Oktober, Bettina Rockenbach, Ökonomin
- 1963, 26. Oktober, Frank Schaefer, Fußballtrainer
- 1963, 29. Oktober, Alexandra Simons-de Ridder, Dressurreiterin und Mannschaftsolympiasiegerin
- 1963, 24. November, Jürgen Milski, Moderator, Sänger und Big-Brother-Teilnehmer
- 1963, 9. Dezember, Dieter Bach, Schauspieler
- 1964, Lena Sabine Berg, Schauspielerin
- 1964, Alex Gunia, Fusionmusiker, Musikproduzent und Autor
- 1964, Jens Hanefeld, Diplomat
- 1964, Bernd Imgrund, Schriftsteller, freier Journalist und Autor
- 1964, Stefan Michalke, Jazzmusiker
- 1964, Georg Wissel, Jazz- und Improvisationsmusiker
- 1964, 8. Januar, Michael Mayer, Schauspieler
- 1964, 29. Januar, Robert Geiss, Unternehmer und Fernsehdarsteller
- 1964, 2. Februar, Gerd Wilhelm Hörning, Schachkomponist
- 1964, 4. Februar, Norbert Küpper, Maler, Kunsthistoriker und Musiker
- 1964, 11. Februar, Angela Weyer, Kunsthistorikerin
- 1964, 18. Februar, Jan Vogler, Cellist
- 1964, 8. März, Christoph Börner, Wirtschaftswissenschaftler und Hochschullehrer
- 1964, 23. April, Gereon Rudolf Fink, Neurologe und Neurowissenschaftler
- 1964, 24. April, Helga Arendt, Leichtathletin
- 1964, 26. April, Axel Dörner, Jazztrompeter und Komponist
- 1964, 11. Mai, Tina Hassel, Journalistin und Fernsehmoderatorin
- 1964, 12. Mai, Kolja Kleeberg, Koch; mit einem Stern im Guide Michelin ausgezeichnet
- 1964, 26. Mai, Rainer Merkel, Schriftsteller
- 1964, 6. Juni, Steven Uhly, Schriftsteller und Übersetzer
- 1964, 28. Juli, Ingrid Hack, Politikerin (SPD) und ehemalige Abgeordnete des Landtags von Nordrhein-Westfalen
- 1964. 2. August, Anno Hecker, Sportjournalist
- 1964, 23. Oktober, David Zwirner, deutsch-US-amerikanischer Galerist
- 1964, 3. Dezember, Gisela Piltz, Politikerin (FDP), Mitglied des Deutschen Bundestages
- 1964, 9. Dezember, Astrid Grotelüschen, Politikerin (CDU)
- 1965, Sabine Becker, Politikerin, Oberbürgermeisterin von Überlingen
- 1965, Christoph Erbstösser, Jazzmusiker
- 1965, Ursula Niehaus, Schriftstellerin
- 1965, Philip Siegel, Journalist
- 1965, Andreas Struck, Regisseur und Drehbuchautor
- 1965, Martin Winkelheide, Moderator und Hörfunkjournalist
- 1965, 14. Januar, Christian Rudolph, Karambolagespieler (mehrfacher Welt- und Deutscher Meister im Dreiband), Sohn von Ernst Rudolph
- 1965, 24. Januar, Robin Dutt, Fußballtrainer und -funktionär
- 1965, 6. Februar, Hans Georg Krauthäuser, Physiker
- 1965, 10. Februar, Bernd Petelkau, Politiker (CDU)
- 1965, 13. Februar, Sven Demandt, Fußballspieler und -trainer
- 1965, 14. Februar, Daniel Berger, Schauspieler
- 1665, 26. März, Annette Simonis, Literaturwissenschaftlerin und Hochschullehrerin
- 1965, 26. März, Linda Simonis, Literaturwissenschaftlerin
- 1965, 7. April, Alexander Mronz Tennisspieler und Sportfunktionär
- 1965, 10. April, Henning Kreke, Vorstandsvorsitzender der Douglas Holding AG
- 1965, 12. April, Stephan Baeck, Basketballspieler
- 1965, 23. April, Heike Sperling, Produzentin und Regisseurin von Musikvideos sowie On Air-Designerin
- 1965, 5. Mai, Carmen Geiss, geborene Schmitz, Unternehmerin, Fitnesstrainerin, Sängerin und Fernsehdarstellerin
- 1965, 9. Juni, Gerd Geerling, Augenarzt, Direktor der Universitäts-Augenklinik Düsseldorf
- 1965, 10. Juni, Frank Schmickler, Autorennfahrer
- 1965, 23. Juni, Manuel Andrack, Autor, Redakteur und Entertainer
- 1965, 24. Juni, Uwe Krupp, Eishockeyspieler, Stanley-Cup-Sieger 1996 (NHL), Cheftrainer der deutschen Eishockeynationalmannschaft, z. Z. Cheftrainer der Eisbären Berlin
- 1965, 26. Juni, Markus Peters, Journalist und Schriftsteller
- 1965, 27. Juni, Hans Stein, Politiker (FDP)
- 1965, 7. September, Claudia Wieja, Politikerin (Bündnis 90/Die Grünen) und Bürgermeisterin von Lohmar
- 1965, 2. Oktober, Svenja Hofert, Autorin, Bloggerin und Vortragsrednerin
- 1965, 7. Oktober, Ursula Heinen-Esser, Politikerin (CDU)
- 1965, 25. November, Gregor Hens, Schriftsteller und Literaturwissenschaftler
- 1965, 9. Dezember, Guido Eickelbeck, Radrennfahrer
- 1965, 14. Dezember, Karin Beier, Theaterregisseurin und seit der Spielzeit 2007/2008 Kölns Schauspielintendantin
- 1965, 27. Dezember, Martin Leverkus, 27. Dezember 1965; † 16. Februar 2016 in Aachen, Mediziner und Hochschullehrer
- 1966, Kai Althoff, Maler, Installations- und Videokünstler, Fotograf sowie Musiker
- 1966, Katharina Blum, Filmjournalistin, Autorin und Eventmanagerin
- 1966, Stephan Busch, Altphilologe und Hochschullehrer
- 1966, Claus Goedicke, Fotograf (Vertreter der Düsseldorfer Photoschule)
- 1966, Peter Graeff, Soziologe und Hochschullehrer
- 1966, Iris Laufenberg, Dramaturgin und Theaterintendantin
- 1966, Matthias Schmidt, Musikwissenschaftler und Hochschullehrer
- 1966, Mark Stein, Anglist und Literatur- und Kulturwissenschaftler
- 1966, Caroline Thon, Jazzmusikerin
- 1966, 2. Januar, Roland Casper, Musiker, DJ und Labelbetreiber
- 1966, 8. Februar, Oliver Westerbeek, Fußballspieler
- 1966, 11. Februar, Petra Zindler, Schwimmerin
- 1966, 16. März, Claus Kreß, Jurist, Straf- und Völkerrechtslehrer
- 1966, 18. März, Anne Will, Fernsehjournalistin
- 1966, 6. April, Torsten Toeller, Unternehmer und Gründer des Unternehmens Fressnapf
- 1966, 19. April, Lisa Steinmann, Politikerin (SPD) und ehemalige Abgeordnete im Landtag von Nordrhein-Westfalen
- 1966, 4. Juni, Jens Claus Brüning, Professor für Genetik an der Universität zu Köln
- 1966, 5. Juni, Markus Gickler, Kanute, ehemaliger Weltmeister im Kanu-Wildwasserrennsport
- 1966, 8. Juni, Ellen Meyer-Rogge, Dermatologin und Fachautorin
- 1966, 8. Juli, Uwe Schneidewind, geboren in Porz am Rhein, heute Köln, Wirtschaftswissenschaftler und Politiker
- 1966, 22. Juli, Franz Bahr, Bildhauer
- 1966, 2. August, Yvonne Gebauer, Politikerin (FDP)
- 1966, 6. August, Guido Schlimbach, katholischer Theologe, Liturgiewissenschaftler, Publizist und Kunstvermittler
- 1966, 7. August, Stefan Heße, katholischer Geistlicher, 2012 bis 2015 Generalvikar des Erzbistums Köln, seit 2015 Erzbischof von Hamburg
- 1966, 18. August, Klaus Peter Schmidt, Fotograf und Kameramann
- 1966, 21. August, Ariane Jacobi, Jazzsängerin und Fernsehmoderatorin
- 1966, 26. August, Klaus Gereon Beuckers, Kunsthistoriker
- 1966, 20. September, Doris Pecher, Wasserspringerin, mehrfache deutsche Meisterin im Kunst- und Turmspringen
- 1966, 26. September, Heino Dietrich Erhard Falcke, Radioastronom und Hochschullehrer
- 1966, 9. Oktober, Tina Ruland, Schauspielerin
- 1966, 17. Oktober, Gisela Krohn, Malerin
- 1966, 18. Oktober, Marco Halber, Neurologe und Hochschullehrer für Betriebswirtschaftslehre
- 1966, 20. Oktober, Stefan Raab, Showmaster, Entertainer und Produzent
- 1966, 5. November, Alexander Graf Lambsdorff, Politiker (FDP) und Diplomat
- 1966, 7. November, Mick Wewers, Handwerker und Moderator
- 1966, 17. November, Heike Bruch, Wirtschaftspsychologin und Hochschullehrerin
- 1966, 10. Dezember, Jennifer Nitsch, † 13. Juni 2004 in München, Schauspielerin
- 1966, 25. Dezember, Sandra Schumacher, Radsportlerin
- 1966, 30. Dezember, Thomas Rath, Modedesigner, Modeunternehmer und Moderator
- 1967, Alexandra Bircken, Installations- und Objektkünstlerin
- 1967, Hülya Doğan-Netenjakob, Schauspielerin, Theaterregisseurin und Theaterwissenschaftlerin
- 1967, Caspar Dohmen, Wirtschaftsjournalist und Autor
- 1967, Heike Haupt, bildende Künstlerin, Malerin und Bildhauerin
- 1967, Holger Jacob-Friesen, Kunsthistoriker
- 1967, Daniel Kothenschulte in Porz, heute Stadtbezirk von Köln, Filmkritiker und Filmwissenschaftler
- 1967, Sabrina van der Ley, Kunsthistorikerin, Kuratorin und Museumsleiterin
- 1967, Oliver Mewes, Jazzmusiker
- 1967, Gregor Mönter, Comedydarsteller
- 1967, Adriano Sack, Schriftsteller und Journalist
- 1967, Yasemin Utku, Architektin, Raumplanerin und Hochschullehrerin
- 1967, Stefan Weidner, Schriftsteller und Journalist
- 1967, Martin Zimmer, Biologe
- 1967, 4. Januar, Jörg Paffrath, † Januar 2021, 1967
- 1967, 6. Januar, Oliver Andreas Cornely, Facharzt für Innere Medizin, Hämatologie, internistische Onkologie und Infektiologie und Hochschullehrer
- 1967, 28. Januar, Wolfgang Picken, † 27. Januar 2024, Priester, Bonner Stadtdechant
- 1967, März, Rolf Sperling, Bühnenautor
- 1967, 3. März, Spiridon Neven DuMont, † 28. Oktober 1995, Fotograf
- 1967, 21. März, Peter Kohlgraf, römisch-katholischer Geistlicher, Bischof von Mainz
- 1967, 25. März, Renate Goldmann, Kunsthistorikerin und Kuratorin für internationale Gegenwartskunst
- 1967, 22. Juni, Marco Gödde, Kabarettist, Musiker und Buchautor
- 1967, 22. Juni, Sabrina Lange, Reality-TV-Teilnehmerin
- 1967, 29. Juni, Günter Breitzke, Fußballspieler
- 1967, 2. Juli, Stephan Rind, Unternehmer, Manager
- 1967, 8. Juli, Oliver Kehrl, Unternehmer und Berufspolitiker (CDU)
- 1967, 10. Juli, Iraklis Metaxas, Fußballtrainer
- 1967, 22. Juli, Jörg Arenz, Radsportler
- 1967, 25. Juli, Annette Pehnt, Schriftstellerin und Literaturwissenschaftlerin
- 1967, 1. August: Marc Otten, Eishockeyspieler
- 1967, 6. August in Klettenberg, Marcel Wüst, Radrennfahrer; heute freiberuflich als Promoter und Moderator tätig
- 1967, 11. August, Michael Bernecker, Wirtschaftswissenschaftler
- 1967, 11. September, Irina von Wiese, deutsch-britische Juristin und Europa-Abgeordnete
- 1967, 21. September, Ralf Günther, Schriftsteller und Drehbuchautor
- 1967, 5. Oktober, Maximilian von Moll, Regisseur, Produzent, Drehbuchautor, Videokünstler
- 1967, 22. Oktober, Michael Koslar, Künstlername Malte Sonnenfeld, Fernsehmoderator, Sprecher, Autor und Maler
- 1967, 23. Oktober, Kai Maria Steinkühler; † 11. Januar 2021 ebenda, Filmemacher, Drehbuchautor, Schriftsteller und Schauspieler
- 1967, 25. Oktober, Henning Heise, Sternekoch und Hotelier
- 1967, 28. Oktober, Daniel Kothenschulte, Filmkritiker und Filmwissenschaftler
- 1967, 4. November, Ruth Slenczka, Kulturhistorikerin und Museumsleiterin
- 1967, 3. Dezember, Peter Beuth, Politiker (CDU)
- 1967, 12. Dezember, Martin Schmidt-Kessel, Rechtswissenschaftler
- 1967, 31. Dezember, Michael Kramer, Radioastronom, Astrophysiker und Hochschullehrer
- 1968, Anja Grebe, Kunsthistorikerin
- 1968, Marc Raabe, Filmproduzent und Schriftsteller
- 1968, Sylvia Thun, Ingenieurin für biomedizinische Technik und Medizinerin.
- 1968, 14. Januar, Tina Flecken, Übersetzerin
- 1968, 22. Januar, Konstanze Krüger, Zoologin und Verhaltensforscherin, Hochschullehrerin
- 1968, 8. Februar, Stefan Hoff, Medienmanager und Verbandsfunktionär
- 1968, 11. März, Markus Hofmann, geboren in Porz, römisch-katholischer Geistlicher, Generalvikar des Erzbistums Köln
- 1968, 15. März, Simone Fulda, Medizinerin und Hochschullehrerin
- 1968, 27. März, Stephan Kuhl, Badmintonspieler und Trainer
- 1968, 27. März, Carlo Masala, Politikwissenschaftler
- 1968, 2. April, Christoph Gröner, Unternehmer und Immobilienentwickler
- 1968, 30. April als Jim Nyasani, Jim Reeves, † 1. Februar 2016 in Berlin; Sänger, Songwriter, Musikproduzent, Model, Schauspieler, Moderator und Künstler- und Musikmanager
- 1968, 29. Mai in Porz Guido Déus, Politiker (CDU)
- 1968, 5. Juli, Isabel Bogdan, Literaturübersetzerin, Schriftstellerin und Bloggerin
- 1968, 12. September, Andreas Winterer, Autor, Journalist, Kommunikationsberater und Schriftsteller
- 1968, 23. September, Wendelin Werner, Mathematiker
- 1968, 18. Oktober, Ralf Sturm, Fußballspieler
- 1968, 7. November, Claudia Raffelhüschen, Bundestagsabgeordnete
- 1968, 15. November, Marcus Schmickler, Komponist, Musiker und Produzent (als Musiker auch unter dem Pseudonym Pluramon)
- 1968, 19. November, Katarina Barley, Juristin und Politikerin (SPD)
- 1968, 5. Dezember, Sarah Kern, deutsch-dänische Designerin und Modeschöpferin, Fotomodel
- 1969, Dirk Gebhardt, Fotograf, Journalist und Hochschullehrer
- 1969, Astrid Maus, Schauspielerin
- 1969, Klaus Dieter Mund, Schauspieler
- 1969, Daniel Tyradellis, Philosoph und Kurator
- 1969, 13. Januar, Dirk-Peter Kölsch, Jazz-Schlagzeuger
- 1969, 19. Januar, Rödiger Voss, deutsch-schweizerischer Betriebswirtschaftler, Wirtschaftspädagoge und Hochschullehrer
- 1969, 15. Februar, Katja Thimm, Journalistin
- 1969, 16. Februar, Leopold Hoesch, Filmproduzent, Emmy-Preisträger und Gründer der Filmproduktion Broadview TV GmbH
- 1969, 27. Februar, Julia Schmitt, Schauspielerin
- 1969, 3. März, Bernhard Weber, Spieleautor
- 1969, 5. März, Teo Jägersberg, Journalist, Reporter und Moderator
- 1969, 11. März, Achim Weber, Fußballspieler und -funktionär
- 1969, 20. April, Marietta Slomka, Journalistin und Fernsehmoderatorin
- 1969, 10. Mai, Shary Reeves, Schauspielerin, Autorin, Moderatorin, Produzentin und ehemalige Fußballspielerin
- 1969, 12. Mai, Hildegard „Husch“ Josten, Journalistin und Schriftstellerin
- 1969, 24. Mai, Lutz Lienenkämper, Politiker (CDU)
- 1969, 3. Juni, Achim Truger, Ökonom und Hochschullehrer
- 1969, 12. Juni, Sascha Delbrouck, Musiker
- 1969, 21. Juni, Marie Simone Steinbauer, Schauspielerin
- 1969, 25. Juli, Lorenz Deutsch, Politiker (FDP)
- 1969, 11. August, Bruno Müller, Jazz-Gitarrist
- 1969, 18. August, Lars Leese, Fußballtorwart und -trainer
- 1969, 8. September, Holger Klein, Podcaster und Hörfunkmoderator
- 1969, 13. November, Oliver Krietsch-Matzura, † 29. September 2016 in Lohmar, Schauspieler und Synchronsprecher
- 1969, 3. Dezember, Dagmar Andres, Politikerin (SPD), MdB
- 1970, Anny Hartmann, Kabarettistin
- 1970, Hanno Müller-Brachmann, Opern- und Konzertsänger
- 1970, Moritz Netenjakob, Comedy- und Romanautor, Comedian und Kabarettist
- 1970, Heike Otto, Archäologin, Denkmalpflegerin
- 1970, Julia Stahl, Biologin, Ornithologin
- 1970, Claudia Tiggemann-Klein, Archivarin
- 1970, Silke Willems, Verwaltungsjuristin, Vizepräsidentin des Bundesamtes für Verfassungsschutz
- 1970, 6. Januar, Peter Eich, Althistoriker und Epigraphiker, Hochschullehrer
- 1970, 3. Februar, Uwe Martens, Lyriker
- 1970, 11. Februar, Christian Stahl, Journalist, Autor und Filmemacher
- 1970, 19. März, Claudia Jansen, Fußballspielerin
- 1970, 20. März, Martin Herrmann, Schwimmer
- 1970, 8. Juni, Martin Pehnt, Energiewissenschaftler
- 1970, 15. Juli, Christina Finger, Schauspielerin
- 1970, 25. Juli, Moritz von Usla, Journalist und Autor
- 1970, 15. August, Karin Henkel, Theaterregisseurin
- 1970, 19. September, Sabriye Tenberken, Gründerin der Organisation Braille Ohne Grenzen, Tibetologin
- 1970, 18. Oktober, Ulrich Kortenkamp, Mathematiker und Professor für Didaktik der Mathematik
- 1970, 11. November, Rita Hagl-Kehl, Politikerin (SPD)
- 1970, 3. Dezember, Dirk Heinen, Fußballtorwart
- 1970, 4. Dezember, Pierre Esser, Fußballtorwart
- 1970, 25. Dezember, Thomas Klimmeck, Fußballtrainer

#### 1971 bis 1980
- 1971, Katajun Amirpur, deutsch-iranische Journalistin und Islamwissenschaftlerin
- 1971, Stefan Behrisch, Jazzmusiker und Dirigent
- 1971, Anne-Julchen Bernhardt, Architektin und Professorin
- 1971, Anja Dorn, früher Anja Nathan-Dorn, Künstlerin, Kuratorin und Kunstkritikerin
- 1971, Jens Ivo Engels, Historiker und Hochschullehrer
- 1971, Eva Gronbach, Modedesignerin
- 1971, Stephan Masur, Artist (Darsteller) und Komiker, Produzent und künstlerischer Leiter des Varietéspektakels
- 1971, Selim Özdoğan, türkischstämmiger deutscher Schriftsteller
- 1971, Ulrich Salamun, Mitglied der Kabarettgruppe maschek
- 1971, Thomas Schmitz, Organist
- 1971, Özden Terli, Meteorologe und Moderator
- 1971, 10. Januar, Rudi Istenič, deutsch-slowenischer Fußballspieler
- 1971, 11. Januar, Ellen Enkel, Wirtschaftswissenschaftlerin und Hochschullehrerin
- 1971, 13. Januar, Kim Weber, Profiboxer im Schwergewicht
- 1971, 1. April, Gregor Thüsing, Rechtswissenschaftler und Hochschullehrer
- 1971, 14. April, Rainald Grebe, Liedermacher, Schauspieler, Kabarettist und Autor
- 1971, 19. Juni, Jürgen Trimborn, † 25. September 2012 in Bad Münstereifel, deutscher Schriftsteller und Biograf
- 1971, 16. Juli, Tanja Lanäus, Schauspielerin
- 1971, 7. August, Stephan Volkert, Ruderer, zweimaliger Olympiasieger
- 1971, 18. August, Annette Mingels, Schriftstellerin und Kulturjournalistin
- 1971, 19. August in Köln-Porz, Guido Cantz, Komiker und Fernsehmoderator
- 1971, 26. August, Oliver Reis, römisch-katholischer Theologe und Hochschullehrer
- 1971, 15. September, Klaus von Stosch, römisch-katholischer Theologe
- 1972, Claudia Davies, Journalistin und Fernsehmoderatorin
- 1972, Andrea Heuser, Autorin, Übersetzerin und Literaturwissenschaftlerin
- 1972, Robert Koall, Dramaturg
- 1972, Frank Ueberschaer, evangelischer Theologe und Alttestamentler
- 1972, Thorsten Valk, Germanist, Direktor des LVR-LandesMuseums
- 1972, Markus Walther, Schriftsteller und Kalligraph
- 1972, 10. Januar, Ann-Veruschka Jurisch, Bundestagsabgeordnete
- 1972, 26. Februar, Axel Schuster, Fußballfunktionär
- 1972, 3. März, Thomas M. Held, deutsch-österreichischer Schauspieler
- 1972, 4. März, Dirk Lottner, Fußballspieler und -trainer
- 1972, 26. März, Sven Pistor, Hörfunkmoderator
- 1972, 29. März, Klemens Skibicki, Wirtschaftshistoriker und Hochschullehrer
- 1972, 19. April, Stefan Ruthenbeck, Fußballtrainer
- 1972, 30. April, Nina Janßen-Deinzer, Klarinettistin
- 1972, 23. Mai, Dirk Flock, Fußballspieler und -trainer
- 1972, 13. Juli, Tanya Neufeldt, Schauspielerin und Autorin
- 1972, 18. Oktober, Florian Goebel, † 10. September 2008 auf La Palma, Astrophysiker
- 1972, 6. November, Fatih Çevikkollu, Theater-, Film- und Fernsehschauspieler, Komiker und Kabarettist
- 1972, 23. November, Matthias Brügelmann, Sportjournalist
- 1972, 28. November, Martin Börschel, Jurist und Abgeordneter für die SPD im Landtag Nordrhein-Westfalen
- 1973, Michael Custodis, Musikwissenschaftler, Soziologe und Hochschullehrer
- 1973, Ulrich Fasshauer, Kinderbuchautor
- 1973, Wolfgang Heer, Rechtsanwalt
- 1973, Mathias Höderath, Fusion- und Jazzmusiker
- 1973, Nicole Priesching, Kirchenhistorikerin
- 1973, 30. Januar, Dave Davis, Kabarettist und Komiker
- 1973, 12. Februar, Mariana Leky, Autorin
- 1973, 3. März, Vera Deckers, Psychologin und Comedienne
- 1973, 14. April, Christian Ramota, Handballtorwart
- 1973, 2. Mai, Florian Henckel von Donnersmarck, Filmemacher, Regisseur und Drehbuchautor
- 1973, 8. Juli, Anna Schäfer, Schauspielerin und Sängerin
- 1973, 4. Oktober, Marion Brüggler, Archäologin
- 1973, 28. Oktober, Martin Klempnow, Schauspieler, Komiker und Synchronsprecher
- 1973, 29. Oktober, Carsten Sebastian Henn, Autor und Journalist
- 1974, Manuel Müller, Diplomat
- 1974, Dagmar Rosenfeld, Journalistin
- 1974, Seak, bürgerlich Claus Winkler, Maler mit Wurzeln in der frühen Graffitiszene
- 1974, 22. Januar, Annette Frier, Schauspielerin und Comedy-Darstellerin
- 1974, 25. Februar, Cenk İşler, deutsch-türkischer Fußballspieler
- 1974, 20. März, Janine Kunze, Schauspielerin und Moderatorin
- 1974, 28. April, Marco Heinrichs, Eishockeyspieler
- 1974, 9. Mai in Porz, Jochen Ott, Politiker (SPD) und von 2001 bis 2019 Vorsitzender der Kölner SPD
- 1974, 14. Mai, Andreas Weckwerth, Kirchenhistoriker
- 1974, 17. Mai, Andrea Rübenacker, Journalistin und Medienmanagerin
- 1974, 20. Mai, Sascha Kraus, Wirtschaftswissenschaftler und Hochschullehrer
- 1974, 12. Juni, Markus Anfang, Fußballspieler und -trainer
- 1974, 14. August, Bruce Kapusta, Trompeter und Entertainer
- 1974, 8. Oktober, Alexandra Gerhard-García, Schlagzeugerin, Percussionistin und Komponistin
- 1974, 5. November, Angela Gossow, Sängerin (Arch Enemy)
- 1975, Stefanie Arend, Yogalehrerin und -autorin
- 1975, Patric Catani (bürgerlich Patric Cremer), Musikproduzent
- 1975, Eva Mende, Schauspielerin
- 1975, Andreas Rosenfelder, Journalist
- 1975, Florian Schmidt, Kommunalpolitiker
- 1975, Nadja Schöning, Medienkünstlerin, Regisseurin und Komponistin
- 1975, 23. März, Hajrudin Catic, deutsch-bosnischer Fußballspieler
- 1975, 9. April, Frank Stippler, Autorennfahrer
- 1975, 12. April, Anja Nejarri, Schauspielerin
- 1975, 13. Mai, Jochen Rückert, Jazzschlagzeuger
- 1975, 17. Juni, Willi Herren, † 20. April 2021, Stimmungssänger und Schauspieler
- 1975, 22. Juni, Felix Herzogenrath, Filmregisseur und Drehbuchautor
- 1975, 18. Juli, Roger Beckamp, Rechtsanwalt und Politiker
- 1975, 26. Juli, Andreas Stenschke, Schauspieler
- 1975, 20. August, Lutz van der Horst, Comedian
- 1975, 24. September, Tino Lindenberg, Schauspieler
- 1975, 11. Oktober, Bernd Franke, Jurist und Diplomat der Europäischen Union
- 1975, 31. Oktober, Thomas Riesenweber, Altphilologe
- 1976, Gero Körner, Jazz- und Fusionmusiker
- 1976, Frederik Pleitgen, Journalist
- 1976, 15. März, Alper Öner, Kardiologe und Wissenschaftler
- 1976, 4. April, Daniel Wiemer, Schauspieler
- 1976, 5. März, Carsten Cullmann, Fußballspieler
- 1976, 2. April, Thorsten Schorn, Radio- und Fernsehmoderator
- 1976, 20. April, René Neunzig, Footballspieler
- 1976, 9. Mai, Nazan Eckes, Fernsehmoderatorin
- 1976, 16. Mai, Florian Trübsbach, Jazzmusiker
- 1976, 12. Juli, Maik Meuser, Journalist und Fernsehmoderator
- 1976, 7. August, René Wedeward, Schauspieler und Theaterpädagoge
- 1976, 21. Oktober, Salvatore Caci, † 3. Oktober 2017, italienischer Schauspieler und Schauspielagent
- 1977, Frank Maier, Schauspieler
- 1977, Astrid Rosenfeld, Schriftstellerin
- 1977, 16. März, Philipp Crone, Feldhockeyspieler
- 1977, 7. April, Markus Sehr, Film- und Werbefilmregisseur
- 1977, 24. Mai, Eve Scheer, Schauspielerin und Autorennfahrerin
- 1977, 10. Juni, Peter Protschka, Jazztrompeter und -komponist
- 1977, 22. Juni, Denis Moschitto, Schauspieler und Autor
- 1977, 30. September, Tobias Schlegl, Sänger, Fernsehmoderator
- 1977, 31. Oktober, Diana Staehly, Schauspielerin
- 1977, 8. Dezember, Ersin Demir, Fußballspieler
- 1977, 9. Dezember, Tobias Licht, Schauspieler und Musicaldarsteller
- 1978, Sandra Calderón, Sängerin
- 1978, Krischan Frehse, Bassist und Songwriter
- 1978, Simon Hemmer, Maler
- 1978, 3. März, Christoph Franken, Schauspieler
- 1978, 13. April, Alexander Voigt, Fußballspieler
- 1978, 1. Mai, Thomas Wensing, Schriftsteller
- 1978, 4. August, Judith Wolter, Juristin und Politikerin
- 1978, 13. August, Moritz A. Sachs, Schauspieler, Regieassistent und Veranstalter
- 1978, 21. November, Sarah Hakenberg, Kabarettistin und Autorin
- 1978, 4. Dezember, Mina Tander, Schauspielerin
- 1979, Clemens Botho Goldbach, Bildhauer und Installationskünstler
- 1979, Valentina Kerst, Betriebswirtin und politische Beamtin (SPD)
- 1979, Florian Lutz, Opernregisseur
- 1979, Michael von zur Mühlen, Opern- und Theaterregisseur
- 1979, 3. Februar, Claudia Hein, Model und Schauspielerin
- 1979, 3. Februar, Marie Zielcke, Schauspielerin
- 1979, 12. März, Carsten Gosdeck, Eishockeyspieler
- 1979, 28. Juni, Dirk Fries, Baseballspieler und Verbandsfunktionär
- 1979, 9. Juli, Patrice Bart-Williams, Reggae-Sänger und Songwriter
- 1979, 12. Juli, Christian Wunderlich, Schauspieler und Sänger
- 1979, 2. August, Yvo Antoni, Hundedresseur
- 1979, 17. August, Nico Zavelberg, Fernsehregisseur
- 1979, 25. August, Sarah Burrini, Comickünstlerin
- 1979, 7. November, Verena Zimmermann, Schauspielerin
- 1979, 11. November, Emanuel Ernst, Westernreiter
- 1980, Moritz Küpper, Politologe und Hörfunkjournalist
- 1980, Sebastian Moll, evangelischer Theologe und Autor
- 1980, Daniel Ulber, Jurist
- 1980, 12. Januar, Michael Niedrig, Fußballspieler
- 1980, 27. Februar, Mitja Schäfer, Fußballspieler
- 1980, 29. Februar, Eric Benz, Schauspieler und Sänger
- 1980, 15. März, Camilla Renschke, Schauspielerin
- 1980, 6. April, Patrick Strauch, Eishockeyspieler und -trainer
- 1980, 25. Mai, Matthias Ludwigs, Konditormeister, Koch und Sachbuchautor
- 1980, 29. Juli, Daniel Rakete Siegel, Filmregisseur
- 1980, 29. August, Faiz Mangat, Popsänger
- 1980, 27. November, Nermin Čeliković, Fußballspieler

#### 1981 bis 1990
- 1981, Christian Achim Kühn, Fusionmusiker
- 1981, 2. Januar, Stefanie Kammer, Ingenieurin und Requisiteurin in Film und Fernsehen
- 1981, 3. Januar, Klaas Gerling, House-DJ und Musikproduzent
- 1981, 4. Februar, Marcus Steegmann, Fußballspieler
- 1981, 3. April, Massimo Cannizzaro, deutsch-italienischer Fußballspieler
- 1981, 19. April, Ole Tillmann, Schauspieler, Moderator und Coach
- 1981, 6. Mai, Jan Steilen, Kindermodell und Kinderstar
- 1981, 24. Juni, Andrea Temme, Skispringerin
- 1981, 9. Juli, Philipp Vogel, Koch, mit einem Stern im Guide Michelin ausgezeichnet
- 1981, 22. Juli, Johann König, Galerist und Gründer der gleichnamigen Galerie in Berlin
- 1981, 18. August, Jan Frodeno, Triathlet
- 1981, 4. Oktober, Birthe Wolter, Schauspielerin
- 1981, 20. Oktober, Kai Vorberg, Voltigierer
- 1982, Theresa Nelles, Opern-, Oratorien-, Lied- und Konzertsängerin (Sopran)
- 1982, 7. Februar, Björn Heuser, Musikpädagoge, Liedermacher und Komponist
- 1982, 14. Februar, Sophie Lutz, Schauspielerin
- 1982, 5. März, Tim Jerat, Fußballspieler
- 1982, 22. März, Florian Handke, Schachspieler
- 1982, 2. April, Milena Karas, Schauspielerin und Synchronsprecherin
- 1982, 22. April, Marcel Lewandowsky, Politologe
- 1982, 3. Juni, Susanna Ohlen, geborene Schumacher, Journalistin und Fernsehmoderatorin
- 1982, 9. Juni, Roy Peter Link, Schauspieler
- 1982, 1. August, Ferhat Kıskanç, deutsch-türkischer Fußballspieler
- 1982, 15. September, Musa Deli, Sozialpsychologe und Buchautor
- 1982, 3. November, Henrik Freischlader, Bluesgitarrist und -sänger
- 1982, 26. November, Jan Michael Sprenger, Schachspieler und Philosoph
- 1982, 22. Dezember, Britta Heidemann, Degenfechterin, Weltmeisterin und Olympiasiegerin
- 1982, 22. Dezember, Anja Schunk, Handballspielerin
- 1983, 16. Januar, Caroline Frier, Schauspielerin
- 1983, 31. Januar, Sarah Ryglewski, Mitglied des Bundestags
- 1983, 3. März, Barbara Müller, Fußballspielerin
- 1983, 9. März, Bijan Benjamin, Filmregisseur
- 1983, 15. März, Christoph Jens Hoffmann, Journalist, Moderator, Redakteur und Sprecher
- 1983, 31. März, Daniel Heck, Schauspieler
- 1983, 2. Mai, Stefan Kirch, Theater- und Fernsehschauspieler
- 1983, 11. Juli, Engin Baytar, deutsch-türkischer Fußballspieler
- 1983, 24. Juli, Yassin Idbihi, Basketballspieler
- 1983, 12. August, Jan-Marco Montag, Hockeyspieler, Olympiasieger und Weltmeister
- 1983, 15. August, Laura Kampf, Künstlerin, Webvideoproduzentin und Podcasterin
- 1983, 3. September, Eko Fresh (bürgerlich Ekrem Bora), Rapper und Schauspieler türkischer Abstammung
- 1983, 17. November, Lina Tiedtke, Schauspielerin
- 1984, 1. März, Patrick Helmes, Fußballspieler und -trainer
- 1984, 2. März, Martin Zingsheim, Kabarettist und Musiker
- 1984, 21. März, Carolin Karnuth, Theaterschauspielerin, Sängerin und Liedermacherin
- 1984, 26. März, Eric Klotzsch, Schauspieler
- 1984, 24. April, Nick Hein, Kampfsportler, Autor und Schauspieler
- 1984, 18. Mai, Daniel Baier, Fußballspieler
- 1984, 3. August, Muhabbet, Sänger
- 1984, 17. August, Mathias Wirth, evangelisch-lutherischer Theologe, Philosoph, Hochschullehrer
- 1984, 3. September, Mareike Marx, Schauspielerin, Theaterleiterin und Intendantin
- 1984, 28. September, Birgit Michels, Badmintonspielerin
- 1984, 27. Oktober, Kenan Şahin, deutsch-türkischer Fußballspieler
- 1984, 6. Dezember, Farina Brock, Synchronsprecherin und ehemalige Kinderdarstellerin
- 1985, Ina Dinter, Kunsthistorikerin und Museumsleiterin
- 1985, Ario Ebrahimpour Mirzaie, Politiker (Bündnis 90/Die Grünen)
- 1985, Sabine Feist, Christliche Archäologin
- 1985, 20. März, Till Schramm, Triathlet
- 1985, 6. Mai, Gero Kretschmer, Tennisspieler
- 1985, 23. August, Kai Hospelt, Eishockeyspieler
- 1985, 24. August, Kevin Schöneberg, Fußballspieler
- 1985, 30. September, Hamza Çakır, deutsch-türkischer Fußballspieler
- 1985, 14. November, Stefan Worth, Boxer
- 1985, 22. November, Moritz Hein, Schauspieler
- 1986, Philipp Maximilian Hoffmann, Historiker
- 1986, 20. Januar, Thomas Kessler, Fußballtorwart
- 1986, 25. März, Mike Wunderlich, Fußballspieler
- 1986, 21. April, Fanny Smets, belgische Stabhochspringerin
- 1986, 2. Juli, Denis Epstein, Fußballspieler
- 1986, 19. September, Gerald Ciolek, Radrennfahrer
- 1986, 18. Oktober, Wilma Elles, Schauspielerin
- 1986, 15. November, Marie Daniels, Sängerin
- 1987, Dominik Porschen, Moderator, Entertainer, Webvideoproduzent und Musiker
- 1987, 10. April, Sebastian Kurtenbach, Sozial- und Politikwissenschaftler sowie Hochschullehrer
- 1987, 9. Mai, Clara Gerst, Schauspielerin und Produzentin
- 1987, 16. Mai, Michael Keseroglu, Schauspieler
- 1987, 8. Juni, Moritz Heidelbach, Schauspieler
- 1987, 18. Juli, Funda Bostanlık, Schauspielerin
- 1987, 22. Juli, Julia Stark, Schauspielerin
- 1987, 26. September, Pierre De Wit, Fußballspieler
- 1987, 16. November, Hamdi Dahmani, Fußballspieler
- 1987, 30. Dezember, Davis Curiale, deutsch-italienischer Fußballspieler
- 1988, 22. Januar, Jens Hegeler, Fußballspieler
- 1988, 21. Februar, Sebastian Zielinsky, Fußballspieler
- 1988, 26. Februar, Yohannes Bahcecioglu, deutsch-türkischer Fußballspieler
- 1988, 3. März, Roland Müller, deutsch-philippinischer Fußballtorwart
- 1988, 28. März, Pablo Giw, Jazzmusiker
- 1988, 29. März, Esther Cremer, Leichtathletin, Europameisterin
- 1988, 6. Juni, Jerome Assauer, Fußballspieler
- 1988, 25. Juli, Marco Quotschalla, Fußballspieler
- 1989, Ray Lozano, deutsch-philippinische Singer-Songwriterin
- 1989, Yulia Yáñez Schmidt, Schauspielerin
- 1989, 9. Januar, Kathrin Hammes, Radrennfahrerin
- 1989, 31. Januar, Manuel Junglas, Fußballspieler
- 1989, 12. Februar, Ron-Robert Zieler, Fußballtorwart
- 1989, 10. Juni, Alice Hasters, Rundfunkjournalistin und Autorin
- 1989, 9. Juli, Lea Schneider, Schriftstellerin und Übersetzerin
- 1989, 26. Juli, Tanju Öztürk, Fußballspieler
- 1989, 18. August, Amrei Cosima Haardt, Schauspielerin
- 1989, 6. September, Sonia Liebing, Schlagersängerin
- 1989, 8. September, Nora Koppen, Schauspielerin und Synchronsprecherin
- 1989, 16. September, Marco Höger, Fußballspieler
- 1989, 17. Dezember, Marcel Risse, Fußballspieler
- 1990, 11. Januar, David Azin, deutsch-armenischer Fußballspieler
- 1990, 17. Januar, Barış Başdaş, deutsch-türkischer Fußballspieler
- 1990, 1. Februar, Burak Kaplan, deutsch-türkischer Fußballspieler
- 1990, 10. Februar, Leonie Renée Klein, Schauspielerin
- 1990, 18. Februar, Taner Yalçın, Fußballspieler
- 1990, 2. April, Joachim Eilers, Bahnradsportler
- 1990, 20. April, Niklas Hermes, Texter, Komponist und Musikproduzent
- 1990, 4. Juni, Jerome Propheter, Fußballspieler
- 1990, 2. August, Christopher Annen, Gitarrist der Band AnnenMayKantereit
- 1990, 21. August, Andreas Mies, Tennisspieler
- 1990, 15. September, Thomas Koep, Radrennfahrer
- 1990, 25. September, Michael Gardawski, Fußballspieler
- 1990, 5. November, Daniel Engelbrecht, Fußballspieler
- 1990, 13. November, Nico Gomez, bürgerlich Nicolas Miguel Gomez Teke, deutscher Sänger und Songwriter
- 1990, 15. November, Kathrin Marchand, Ruderin

#### 1991 bis 2000
- 1991, 15. Januar, Isabelle Linden, Fußballspielerin
- 1991, 16. April, Leena Günther, Leichtathletin
- 1991, 4. August, Christian Clemens, Fußballspieler
- 1991, 24. August, Mark Uth, Fußballspieler
- 1991, 12. September, Kevin Rodrigues Pires, deutsch-portugiesischer Fußballspieler
- 1991, 5. Oktober, Olga von Luckwald, Schauspielerin
- 1991, 17. November, Sara Doorsoun, Fußballspielerin
- 1991, 26. November, David Vormweg, Schauspieler und Hörspielsprecher
- 1992, 10. Januar, Dennis Arvid Kramer, † 27. August 2023 nahe Barterode, US-amerikanisch-deutscher Basketballspieler
- 1992, 13. Januar, Henning May, Sänger der Band AnnenMayKantereit
- 1992, 15. Januar, Max von der Groeben, Schauspieler
- 1992, 20. Januar, Gökhan Töre, deutsch-türkischer Fußballspieler
- 1992, 6. Februar, André Dej, deutsch-polnischer Fußballspieler
- 1992, 9. Februar, Jan Hojer, Sportkletterer
- 1992, 18. Februar, Tim Kasper, Basketballspieler
- 1992, 20. Februar, Philipp Neumann, Basketballspieler
- 1992, 8. März, Joon Wolfsberg, Musikerin, Singer-Songwriterin
- 1992, 22. April, Elias Kachunga, deutsch-kongolesischer Fußballspieler
- 1992, 4. Mai, Lisa Schmitz Fußballspielerin
- 1992, 15. Mai, Burakcan Kunt, deutsch-türkischer Fußballspieler
- 1992, 25. Juni, Mandana Knopf, Fußballspielerin
- 1992, 1. August, Severin Kantereit, Schlagzeuger der Band AnnenMayKantereit
- 1992, 12. Oktober, Denis Radovan, Profiboxer im Mittelgewicht
- 1992, 15. Oktober, Sarah Engels, Sängerin
- 1992, 16. Oktober, Christopher Hellmann, Fußballspieler
- 1992, 3. November, Julius Biada, Fußballspieler
- 1992, 9. November, Kai Burger, Fußballspieler
- 1993, Julia Brüssel, Jazz- und Improvisationsmusikerin
- 1993, Frederik Villmow, Jazzmusiker
- 1993, 15. Januar, Stella Heiß, Curlerin und Tochter von Peppi Heiß
- 1993, 6. Februar, Bianca Heinicke, Webvideoproduzentin und YouTuberin
- 1993, 16. Februar, Nina Hemmer, Ringerin
- 1993, 18. März, Christina Koep, Radrennfahrerin
- 1993, 12. Mai, Timo Horn, Fußballtorwart
- 1993, 17. Mai, Anna Kirschbaum, Fußballspielerin
- 1993, 1. Juni, Laura Eßer, Fußballspielerin
- 1993, 28. Juni, Tim Boss, Fußballtorwart
- 1993, 16. Juli, Oscar Otte, Tennisspieler
- 1993, 28. Juli, Niklas Lomb, Fußballtorwart
- 1993, 6. August, David Hugo Schmitz, Schauspieler
- 1993, 14. September, Daniel Mestrum, Handballspieler
- 1993, 12. Oktober, André Gerartz, Fußballspieler
- 1994, 14. Januar, Carolin Worbs, Autorin und Sprecherin
- 1994, 20. Februar, Dominik Tiffels, Eishockeyspieler
- 1994, 21. Februar, Kaan Akca, Fußballspieler
- 1994, 4. März, Cashisclay, bürgerlich Tim Clay, Rapper
- 1994, 6. März, Nils Politt, Radrennfahrer
- 1994, 11. April, Lukas Scepanik, Fußballspieler
- 1994, 1. Mai, Steffen Schäfer, Fußballspieler
- 1994, 30. Mai, Nazım Sangaré, deutsch-türkischer Fußballspieler
- 1994, 15. Juli, Djamila Böhm, Leichtathletin, Hürdenläuferin
- 1994, 4. September, Jonas Meffert, Fußballspieler
- 1995, 29. Januar, Cynthia Cosima, Schauspielerin
- 1995, 13. Februar, Carolin von der Groeben, Schauspielerin, Journalistin, Synchron- und Hörspielsprecherin
- 1995, 14. Februar, Lea Schreiner, Kraftdreikämpferin
- 1995, 25. Februar, Firat Tuncer, Fußballspieler
- 1995, 27. Februar, Dennis Brock, Fußballspieler
- 1995, 25. März, André Wallenborn, Fußballspieler
- 1995, 20. Mai Frederik Tiffels, Eishockeyspieler
- 1995, 15. September, Leonie Tepe, Schauspielerin
- 1995, 21. September, Moritz Trompertz, Hockey-Nationalspieler, Weltmeister
- 1995, 13. Oktober, Suheyel Najar, Fußballspieler
- 1995, 27. Oktober, Leon Draisaitl, Eishockeyspieler
- 1996, Luca Kämmer, Schauspieler, Synchron-, und Hörspielsprecher
- 1996, Julius van Rhee, Jazzmusiker
- 1996, 19. Januar, Marcel Hartel, Fußballspieler
- 1996, 30. Januar, Sinje Irslinger, Schauspielerin
- 1996, 16. Februar, Sven Müller, Fußballtorwart
- 1996, 19. Februar, Emma Grimm, Schauspielerin und Synchronsprecherin
- 1996, 24. März, Lucas Cueto, Fußballspieler
- 1996, 4. Mai, Serhat Koruk, Fußballspieler
- 1996, 27. Juni, Niklas Hauptmann, Fußballspieler
- 1996, 28. Juni, Leon Guwara, Fußballspieler
- 1996, 24. August, Luca Amato, Motorradrennfahrer
- 1996, 29. August, Alina Lange, Radsportlerin
- 1996, 5. Oktober, Jonathan Okita, Fußballspieler
- 1996, 21. Dezember, Cosima Henman, Schauspielerin
- 1996, 30. Dezember, Jonas Ems, Webvideoproduzent, Schauspieler und Autor
- 1997, 3. Januar, Anna Gasper, Fußballspielerin
- 1997, 3. Januar, Annabel Wolf, Synchronsprecherin
- 1997, 8. Januar, Felix Higl, Fußballspieler
- 1997, 27. Januar, Jonas Wolter, Eishockeyspieler
- 1997, 4. Februar, Nikolai Rehnen, Fußballtorwart
- 1997, 24. März, Marcel Damaschek, Fußballspieler
- 1997, 28. März, Dominik Lanius, Fußballspieler
- 1997, 13. Juni, Tsiy William Ndenge, Fußballspieler
- 1997, 25. Juni, Henry Horn, Sänger und Schauspieler
- 1997, 28. August, Ferdinand Schwarz, Jazzmusiker
- 1997, 6. November, Alex Mariah Peter, Transgender-Model
- 1998, Eli, bürgerlich Elias Leon Breit, Eigenschreibweise ELI, Singer-Songwriter
- 1998, 11. Januar, Salih Özcan, Fußballspieler
- 1998, 30. Januar, Aaron Herzog, Fußballspieler
- 1998, 17. Juni, Ali Ceylan, Fußballspieler
- 1998, 7. September, Damian Hardung, Schauspieler
- 1998, 14. September, Nick Galle, Fußballspieler
- 1999, 14. April, Michel Stöcker, Fußballspieler
- 1999, 17. August, Ismail Jakobs, Fußballspieler
- 1999, 3. November, Kaan Caliskaner, Fußballspieler
- 1999, 11. November, Charlotte Uedingslohmann, Schauspielerin
- 2000, 12. Februar, Dario de Vita, Fußballspieler
- 2000, 2. März, Lily Lück, Schauspielerin
- 2000, 3. Mai, Meira Durand, Schauspielerin
- 2000, 8. Mai, Marie Reim, Schlagersängerin
- 2000, 4. Juni, Oliver Schmitt, Fußballspieler
- 2000, 11. Juli, Michael Schaaf, Eishockeyspieler
- 2000, 23. August, Vincent Müller, Fußballtorwart
- 2000, 11. Oktober, Neele Marie Nickel, Schauspielerin
- 2000, 29. November, Yann Aurel Bisseck, Fußballspieler
- 2000, 12. Dezember, Sam Gerst, Schauspieler, Synchron- und Hörspielsprecher

### 21. Jahrhundert
- 2001, 28. Januar, Marc Lamti, tunesisch-deutscher Fußballspieler
- 2001, 6. März: Manuel Alberg, Eishockeyspieler
- 2001, 9. März, Tabea Willemsen, Schauspielerin
- 2001, 5. April, Can Bozdoğan, Fußballspieler
- 2001, 23. Mai, Alicia-Sophie Gudorf, Fußballspielerin
- 2001, 4. Juni, Philip Noah Schwarz, Schauspieler
- 2001, 23. September, Nick Julius Schuck, Schauspieler
- 2002, 25. Januar, Marvin Obuz, deutsch-türkischer Fußballspieler
- 2002, 16. Februar, Leonhard Korus, Eishockeyspieler
- 2002, 29. März, Cem Türkmen, türkisch-deutscher Fußballspieler
- 2002, 30. März, Alexander Höck, Fußballspieler
- 2002, 7. Juni, Christopher Scott, Fußballspieler
- 2003, 8. März, Tim Schirmer, Fußballspieler
- 2004, 14. Juni, Leo Bernsmann, Volleyballspieler
- 2004, 27. November, Justin Diehl, deutsch-ghanaischer Fußballspieler
- 2005, 19. August Leon Arenz, Radsportler

## Personen, die mit Köln in Verbindung stehen

### Bis 1800
- 63 v. Chr., Marcus Vipsanius Agrippa, † 12 v. Chr. in Kampanien, römischer Feldherr, Politiker, enger Vertrauter und Schwiegersohn Augustus, Vorfahr der Kaiser Caligula und Nero
- 69 n. Chr., Aulus Vitellius, römischer Kaiser
- um 108, Publius Salvius Iulianus, * in Hadrumetum (Africa), 150–161 Statthalter der Provinz Germania inferior und Residenz in deren Hauptstadt Colonia Claudia Ara Agrippinensium, dem späteren Köln
- Marcus Cassianius Latinius Postumus, 259 bis Mai/Juni 268 der erste Kaiser des Imperium Galliarum, das aus den abgefallenen römischen Westprovinzen gebildet wurde
- um 955, Theophano oder Theophanu, * im Byzantinischen Reich, † 15. Juni 991 in Nimwegen, Frau Kaiser Ottos II. und Mitkaiserin, in Köln (St. Pantaleon) bestattet.
- um 970, Adelheid von Vilich, † 1015/18 in Köln, erste Äbtissin der Benediktinnerinenabtei Vilich bei Bonn
- um 1010, Anno II., † 4. Dezember 1075 in Siegburg bei Bonn, Erzbischof von Köln 1056–1075, Heiliger der katholischen Kirche
- um den Sommer 1098, Hildegard von Bingen, † 17. September 1179, Heilige, Benediktinerin, erste deutsche Mystikerin des Mittelalters, Gründerin von Kloster Rupertsberg
- 1185 oder 1186, Engelbert I. von Berg, † 7. November 1225 bei Gevelsberg; Graf Engelbert II. von Berg und Erzbischof von Köln
- um 1200, Albertus Magnus oder Albert der Große, * in Lauingen an der Donau; † 15. November 1280 in Köln, christlicher Aristoteliker des Mittelalters
- um 1210/1215, Meister Gerhard, * vermutlich in Reil; † 24. oder 25. April um 1271 in Köln, Gerhard von Rile, latinisiert als Meister Gerardus, war der erste Dombaumeister des Kölner Doms
- um 1225, Thomas von Aquin, * bei Aquino; † 7. März 1274 in Fossanova, italienischer Theologe, Philosoph, Mystiker des Mittelalters
- um 1260, Meister Eckhart, * in Tambach oder in Hochheim bei Gotha, † 1328 in Köln oder Avignon, Theologe und Mystiker des christlichen Mittelalters
- 1266, Johannes Duns Scotus, englisch John Duns Scotus, * in Duns, Schottland, † 8. November 1308 in Köln, schottischer Theologe und Philosoph der Scholastik
- 14. Jahrhundert, Hermann von Goch, † 7. Mai 1398 in Köln, Kleriker und Geschäftsmann
- 1328, Heinrich Eger von Kalkar, * in Kalkar, † 20. Dezember 1408 in Köln, Mystiker und Choraltheoretiker
- um 1410, Stefan Lochner, * in Meersburg am Bodensee, † 1451 in Köln, auch Meister Stefan genannt, als Maler ein Hauptvertreter des Weichen Stils
- Johannes Kölner (* um 1448; † 29. Juli 1490), Professor, Dekan, Dominikaner, Ordinarius und Verfasser des Summarium textuale et Conclusiones super Clementinas 1484 und weiterer Werke
- Mitte des 15. Jahrhunderts, Heinrich von Beeck, Lebensdaten unbekannt, Chronist, Verfasser der Agrippina (1467 bis 1472)
- 1493, Bartholomäus Bruyn der Ältere, * vermutlich in Wesel, † 22. April 1555 in Köln, Maler der Renaissance
- 15. Jahrhundert, Gerardus de Harderwijck, * im Gelderland, vermutlich in Harderwijk; † 21. August 1503 in Köln, Pfarrer und Professor in Köln
- um 1545, Jacob Henot, * im Herzogtum Geldern; † 17. November 1625 in Köln, Postorganisator und Postmeister
- um 1511 Caspar Vopelius, * in Medebach, † 1561 in Köln, Mathematiker, Astronom und Kartograph
- um 1522 Gerhard Matthisius, * in Geldern, † 11. April 1572 in Köln, katholischer Theologe und Philosoph, Kanoniker bei St. Aposteln und am Dom, Regens der Montanumburse, Professor und Rektor der Universität, Stifter in Köln
- 1526, Tilmann Bredenbach * in Emmerich am Rhein, † 6. Mai 1587 in Köln; Theologe, Kanoniker bei St. Gereon
- um 1527, Jakob Lichius * in Cochem an der Mosel, † 15. September 1584 in Köln, Humanist, Hochschullehrer und Rektor der Bursa Cucana
- 1535, Frans Hogenberg, * in Mecheln, † 1590 in Köln, Kupferstecher und Radierer
- 1548, 13. März, Sasbout Vosmeer, * in Delft, † 3. Mai 1614 in Köln, katholischer Bischof, hatte seinen Sitz in Köln
- 1557, Matthias Quad, * in Deventer, † vor 29. Oktober 1613 in Eppingen, historisch-geographischer Schriftsteller, Kupferstecher, Lehrer
- 1567, 23. Oktober, Frans van Dusseldorp, † 31. März 1630 in Köln, römisch-katholischer Prediger und Jurist
- 1573, 26. April, Maria de’ Medici, † 3. Juli 1642 in Köln, Frau des französischen Königs Heinrich IV. und Mutter von Ludwig XIII.
- 1591, Arnold Meshov, * 1591 in Lippstadt; † 20. April 1667 in Köln, römisch-katholischer Geistlicher, Theologe und Gymnasiallehrer
- 1591, Graf Johann von Werth, genannt Jan von Werth, * in Büttgen bei Neuss; † 16. September 1652 auf Schloss Benatek bei Königgrätz, Reitergeneral im Dreißigjährigen Krieg
- 1591, 25. Februar, Friedrich Spee, * in Kaiserswerth, † 7. August 1635 in Trier, deutscher Jesuit und Kirchengelehrter, formulierte den Rechtsgrundsatz in dubio pro reo
- 1650 (um), Johann Gottfried von Bequerer, * in Bonn, † 16. Juli 1720 in Köln, Priester
- 1651, 31. Mai, Amalia Maria Therese von Pfalz-Sulzbach, † 11. Dezember 1721 in Köln, Prinzessin aus dem Haus Wittelsbach, 1683–1721 Karmelitin im Kloster St. Maria in der Kupfergasse
- 1685, Johann Maria Farina, † 1766, die Stadt Köln ehrt den Vater der Eau de Cologne mit einer Statue am Rathausturm
- 1692, 6. August, Gerhard Ernst von Hamm, † 1. September 1776 in Köln, Stadtsyndikus von Köln
- 1693, 7. Juni, Maria Anna Amalia Auguste von Pfalz-Sulzbach, * Sulzbach-Rosenberg, † 18. Januar 1762 in Köln, Prinzessin aus dem Haus Wittelsbach, ab 1714 Karmelitin im Kloster St. Maria in der Kupfergasse
- 1770, 14. Januar, Christian Gottlieb Bruch, * in Pirmasens; † 30. Mai 1836 in Köln, erster lutheranischer Geistlicher in Köln
- 1771, 19. Februar, Johann Jacob Günther, * in Neviges; † 13. Juli 1852 in Köln, Medizinalrat und praktischer Arzt in Köln
- 1772, 26. Oktober, Gottfried Gymnich, * in Niederembt; † 10. März 1841 in Köln, erster Landrat des Kreises Köln
- 1772, 23. November, Johann Christoph Winters, * in Bonn; † 5. August 1862 in Köln, Gründer des Hänneschen-Theaters
- 1773, 23. Februar, Daniel Heinrich Delius, * in Bielefeld; † 25. Dezember 1832 in Köln, Kölner Regierungspräsident
- 1774, 1. April, Gustav von Rauch, * in Braunschweig; † 2. April 1841 in Berlin, General der Infanterie und Generalinspekteur der preußischen Festungen, unter seiner Gesamtleitung Ausbau des Festungsrings Köln
- 1775, 5. Mai, Maria Clementine Martin, * in Brüssel; † 9. August 1843 in Köln, Klosterfrau und Erfinderin des bekannten „Klosterfrau-Melissengeistes“
- 1776, Franz Heinrich Gossen, * in Düren; † 2. Oktober 1835 in Köln, Regierungspräsident
- 1778, 5. Oktober, Ernst Ludwig von Aster, * in Dresden; † 10. Februar 1855 in Berlin, nach seinen Plänen wurde der Festungsring Köln angelegt
- 1779, 3. November, Ernst von Pfuel, * in Jahnsfelde; † 3. Dezember 1866 in Berlin, General, Staatsmann
- 1785, 22. Januar, Johann Peter Bachem, * in Erpel, † 9. Mai 1822 in Köln, Verleger und Gründer des Verlages J.P. Bachem
- 1789, 16. März, Georg Simon Ohm, * in Erlangen; † 6. Juli 1854 in München, Professor für Mathematik und Physik
- 1798, 3. August, Wilhelm Ludwig Deichmann, * Rodenberg; † 23. November 1876 in Bonn-Mehlem, Bankier
- 1800, 20. September, Jakob Greiß, * in Düsseldorf-Pempelfort; † 14. September 1853 in Baden-Baden, Gartendirektor des ersten Botanischen Gartens in Köln und Leiter aller städtischen Grünanlagen.

### 1801 bis 1850
- 1803, 10. Januar, Ludolf Camphausen, * Hünshoven; † 3. Dezember 1890 in Köln, preußischer Ministerpräsident, Bankier und Unternehmer
- 1804, 17. April Johann Baptist Birck, * in Trier; † 24. April 1869 in Köln, preußischer Verwaltungsbeamter, 1866/1867 Regierungspräsident in Köln
- 1804, 4. März, Johann Joseph Gronewald, * in Lindlar; † 28. August 1873 in Köln, Pädagoge
- 1806, 8. November, Emil Pfeifer, * in Amsterdam; † 20. September 1889 in Mehlem/Rheinl., Kommerzienrat, Zuckerfabrikant – Pfeifer & Langen, 1872 Mitbegründer und Großaktionär sowie Vorsitzender des Aufsichtsrates der „Gasmotorenfabrik Deutz AG“, liberaler Abgeordneter im Kölner Stadtrat von 1868 bis 1877
- 1808, 22. März, August Reichensperger, * in Koblenz; † 16. Juli 1895 in Köln, Jurist und Politiker sowie Förderer des Kölner Doms
- 1810, 7. Dezember, Theodor Schwann, * in Neuss; † 11. Januar 1882 in Köln, Physiologe
- 1811, Charlotte Oppenheim, geb. in Frankfurt am Main; gest. 24. Oktober 1887 in Köln, Mäzenin
- 1813, 6. Januar, Paulus Melchers, * in Münster; † 14. Dezember 1895 in Rom, Erzbischof von Köln
- 1813, 8. Dezember, Adolph Kolping, * in Kerpen bei Köln; † 4. Dezember 1865 in Köln, katholischer Priester, Begründer des Kolpingwerks, Seligsprechung am 27. Oktober 1991 in Rom.
- 1815, 28. Februar, Andreas Gottschalk, * in Düsseldorf; † 8. September 1849 in Köln, Arzt und Revolutionär
- 1816, 26. Dezember, Johann Classen-Kappelmann, * in Sinzig; † 28. Mai 1879 in Köln, Unternehmer, Stadtverordneter und Politiker
- 1817, 30. Januar, Wilhelm Wilmers, * in Boke an der Lippe; † 9. Mai 1899 in Roermond, Professor am Jesuitenkolleg und persönlicher Theologe des Erzbischofs von Köln beim Kölner Provinzialkonzil 1860
- 1818, 5. Mai, Karl Marx, * in Trier, † 14. März 1883 in London, Philosoph, Redakteur der Rheinischen Zeitung (1842/43) und der Neuen Rheinischen Zeitung (1848/49)
- 1819, 30. Januar, Gustav Waldemar von Rauch, * in Berlin, † 7. Mai 1890 ebenda, Generalmajor und Kommandeur der Kölner 15. Kavalleriebrigade, später General der Kavallerie
- 1822, 22. Februar, Ferdinand Stiefelhagen, * in Marialinden, † 2. Dezember 1902 in Köln, Dr. phil., Theologe, Priester, 1886 Domkapitular in Köln
- 1827, 11. April, Hermann Grüneberg, * in Stettin, † 7. Juni 1894 in Köln, Unternehmer, Wegbereiter der mineralischen Düngung in der Landwirtschaft
- 1828, 2. August, Wilhelm Schmitz, * in Kalkum, † 17. Juni 1898 in Köln, Philologe, 27 Jahre Direktor des Kölner Kaiser-Wilhelm-Gymnasiums
- 1829, 23. Oktober, Max Müller, * in Bonn; † 3. September 1896 in Köln, Mediziner
- 1830, 26. Januar, Hermann Otto Pflaume, * in Aschersleben, † 4. August 1901 in Würzburg, Architekt, Geheimer Baurat und Stadtverordneter in Köln
- 1830, 12. Februar, Heinrich Milz, * in Trier, † 27. Mai 1909 in Bonn, Gymnasialprofessor, Philologe und Rektor des Marzellengymnasiums
- 1832, 14. Juni, Nicolaus Otto, * in Holzhausen an der Haide/Taunus, † 28. Januar 1891 in Köln, Maschinenbauer und Miterfinder des Viertaktprizips, der Ottomotor wurde nach ihm benannt
- 1834, 21. Mai, August Carl Lange, * in Kassel, † 24. Mai 1884 in Ichendorf, Architekt
- 1835, 28. Mai, Wilhelm Albermann, * in Werden an der Ruhr, † 9. August 1913 in Köln, Bildhauer
- 1836, 17. April, Tony Avenarius, * in Bonn, † 31. Januar 1901 in Köln, Buchillustrator, Grafiker, Zeichner, Komponist und Librettist.
- 1837, 22. Dezember, Valentin Pfeifer (Unternehmer), * in Düren; † 14. November 1909 in Köln, Kommerzienrat, Zuckerfabrikant – Pfeifer & Langen, 1872 Mitbegründer und Großaktionär der „Gasmotorenfabrik Deutz AG“
- 1840, Engelbert Kayser, † 1911, Unternehmer und Künstler, „Vater des Kayserzinns“
- 1840, 16. März, Oskar Rauter, * in Gumbinnen, † 11. Juni 1913 in Köln, Unternehmer
- 1841, 10. Oktober, Hugo Dihm, * in Sankt Petersburg, † 12. August 1899 in Köln, preußischer Offizier und Bürgermeister
- 1842, 25. November, Carl Aldenhoven, * in Rendsburg, † 24. September 1907 in Köln, Direktor des Wallraf-Richartz-Museums
- 1846, 28. September, Karl Schwering * in Osterwick, † 27. November 1925 in Köln, Direktor des Apostelgymnasium
- 1848, 29. Mai, Heinrich Welsch, * in Wachtberg, † 7. Juni 1935 in Köln, Lehrer, der sich für benachteiligte Arbeiterkinder engagierte. Vorbild für das Kölner Karnevalslied En dr Kayjass Nummer Null

### 1851 bis 1900
- 1851, 25. September, Carl Jatho, * in Kassel, † 1. März 1913 in Köln, evangelischer Pfarrer in Bukarest, Boppard und ab 1891 in Köln
- 1854, 27. Juni, Friedrich Mettegang, * in Frankfurt a. M., † 28. September 1913 in Mainz, Architekt und Baubeamter.
- 1856, 16. Februar, Alois Kreiten, * in Oedt, † 3. März 1930 in Köln, Goldschmied
- 1856, 10. Dezember, Fritz Beermann, * in Schweringen, † 30. Juli 1928 in Köln, Architekt und Baubeamter.
- 1857, 10. Januar, Antonio Gobbo, * in Venedig, † 14. April 1907 in Köln-Ehrenfeld, Mosaizist.
- 1857, 21. Februar, Friedrich Haumann, * in Elberfeld, † 7. November 1924 in Köln, Oberbürgermeister von Solingen, Generaldirektor bei van der Zypen & Charlier
- 1859, 11. Januar, Hermann von Schlechtendal, * in Mühlhausen/Thüringen, † 7. November 1920 in Paderborn, Landrat des Kreises Mülheim am Rhein
- 1860, 11. Mai, Eduard Endler * in Hannover, † 21. Mai 1932 in Köln, Architekt
- 1861, 5. April, Fritz Encke, * in Oberstedten bei Bad Homburg, † 1931 in Herborn, Gartenarchitekt und königl. Gartenbaudirektor, entwarf zahlreiche Kölner Parkanlagen und Plätze
- 1862, 27. Januar, Peter Josef Früh, * in Brühl, † 22. Oktober 1915 in Köln, Bierbrauer und Brauereibesitzer
- 1862, 26. April Joseph Hansen, * in Aachen; † 29. Juni 1943 in Köln, 1891–1927 Direktor des Historischen Archivs
- 1862, 29. April, Otto von Falke, * in Wien, † 15. August 1942 in Schwäbisch Hall, 1895–1907 Direktor des Kunstgewerbemuseums
- 1863, 15. Mai, Alexander Wirminghaus, * in Schwelm; † 3. Oktober 1938 in Köln, Syndikus der Handelskammer und ab 1901 Professor an der Kölner Handelshochschule bzw. 1919 der neuen Universität
- 1865, 11. Februar, Ferdinand Zinsser, * New York; † 3. Januar 1952 in Tübingen, Dermatologe in der Lindenburg, Hochschullehrer und Rektor der Universität zu Köln
- 1867, 29. April, Else Wirminghaus, * in Oldenburg, † 13. August 1939 in Köln-Lindenthal, Frauenrechtlerin und Autorin
- 1868, 11. Januar, Heinrich Füth, * in Werden, † 21. August 1951 in Köln, Mediziner und Gynäkologe, Direktor der Kölner Universitätsfrauenklinik
- 1869, 18. Februar, Ludwig Bopp, * in Memmingen, † 10. Januar 1930 in Köln, Architekt
- 1869, 6. März, Hermann Eberhard Pflaume, * in Aschersleben, † 11. Dezember 1921 in Köln, Architekt
- 1870, 5. Januar, Ferdinand Breuer, * in Nörvenich-Binsfeld, † 1946 ebd., Volkstümlicher Arzt im Kölner Severinsviertel, „Dr. Zweistuhl“.
- 1871, 2. Januar, Matthias Eberhard, * in Trier, † 28. Oktober 1944 in Köln, Landrat des Kreises Mülheim und des Rheinisch-Bergischen Kreises
- 1871, 16. November, Friedrich Pincus, geb. in Posen, gest. am 6. November 1943 im Ghetto Theresienstadt, Kölner Augen-Armenarzt und Leiter der Ophthalmologischen Abteilung des Israelitischen Krankenhauses
- 1872, 25. April, Else Falk, geb. in Barmen, gest. 8. Januar 1956 in São Paulo, Sozialpolitikerin und Frauenrechtlerin
- 1874, 17. Januar, Friedrich Dircksen, * in Elberfeld, † 17. März 1907 in Köln, Bauingenieur und Baubeamter (Hohenzollern- und Südbrücke)
- 1874, 16. März, Christian Eckert, * in Mainz, † 27. Juni 1952 in Köln, Wirtschaftswissenschaftler und Rektor der Universität zu Köln
- 1874, 24. März, Frieda Fischer-Wieruszowski, * in Berlin, † 27. Dezember 1945 ebenda, Museumsleiterin des Museums für ostasiatische Kunst, Stifterin und Schriftstellerin
- 1875, 26. Februar, Hans Böckler, * in Trautskirchen, † 16. Februar 1951 in Köln, Politiker (SPD), erster Vorsitzender des Deutschen Gewerkschaftsbundes (DGB)
- 1875, 3. März, Peter Schlack, * in Kreuzau; † 4. Februar 1957 in Köln, Konsumgenossenschafter (Kölner Richtung), Politiker
- 1875, 12. April, Adam Wrede, * in Düsseldorf, † 21. Dezember 1960 in Köln, Philologe, Sprachwissenschaftler und Volkskundler.
- 1875, 8. Mai, Otto Müller-Jena, * in Jena; † 12. August 1958 in Köln, Architekt
- 1876, 7. März, Otto Bauknecht, * in Stuttgart; † 2. Juni 1961 in Bad Cannstatt, Polizeipräsident
- 1876, 9. März, Emil Meirowsky, * in Guttstadt, † 22. Januar 1960 in Nashville, Arzt, Vorsitzender der Kölner Ärztekammer
- 1876, 17. November, August Sander, * in Herdorf an der Heller/Siegerland, † 20. April 1964 in Köln, Fotograf
- 1877, 18. Mai, Theodor Hürth, * in Aachen, † 27. September 1944 in Köln, katholischer Geistlicher und Generalpräses des Internationalen Kolpingwerkes
- 1877, 6. Oktober, Isidor Caro,* in Żnin, gestorben 28. August 1943 im Ghetto Theresienstadt, Rabbiner der Kölner Gemeinde
- 1878, 14. September, Hugo Röttcher, * in Lüneburg, † 2. Mai 1942, Architekt und Baubeamter.
- 1878, 16. März, Heinrich Müller-Erkelenz, * in Worms, † 1945 in Berlin, Architekt
- 1879, 3. September, Adolf Kober, * in Beuthen, Oberschlesien, † 30. Dezember 1958 in New York City, Rabbiner und Mittelalterhistoriker
- 1879, 19. Dezember, Johannes van Acken, * in Goch, † 17. Mai 1937 in Berlin, römisch-katholischer Geistlicher, Initiator und erster Direktor des Caritas-Lehrinstitutes und des St. Elisabeth-Krankenhauses in Hohenlind
- 1880, 24. Januar Peter Wilhelm Millowitsch, * in Düsseldorf, † 14. Januar 1945 in Remagen, Volksschauspieler und Leiter des Millowitsch-Theaters
- 1880, 23. Oktober, Dominikus Böhm, * in Jettingen, † 6. August 1955 in Köln, Architekt (vor allem katholische Kirchenbauten) und Professor an den Kölner Werkschulen
- 1882, 14. März, Walther Lingens, * in Aachen, † 28. Januar 1940 in Düsseldorf, Polizeipräsident
- 1882, 6. Juli, Hans Marzen, * in St. Wendel, † 7. April 1924 in Köln, Landrat
- 1883, 10. Oktober, Eduard Scheler, * in Coburg, † 19. August 1964 in Köln, Architekt
- 1884, 26. März, Wilhelm Backhaus, † 5. Juli 1969, Pianist, Eingeheiratet in Kölner Familie Herzberg, bestattet auf Melaten, Straße des Familien-Wohnsitzes nach ihm benannt.
- 1885, 2. Februar, Alexander Heinrich Alef, * in Bonn, † 16. Februar 1945 im KZ Dachau, katholischer Priester
- 1885, 9. April, Elsbeth Gropp, * in Aachen, † 7. Januar 1974 in Pforzheim, Fotografin
- 1885, 19. Mai, Gustav Lampmann, * in Frankfurt am Main; † 24. August 1970 in Wiesbaden, Architekt, Baubeamter und Architekturschriftsteller
- 1885, 8. Juni Hans Peter Fischer, * in Mönchengladbach-Mitte; † 22. November 1968 in Köln, Architekt
- 1886, 6. Januar, Klara Caro, * in Berlin, † 27. September 1979 in New York, jüdische Frauenrechtlerin
- 1886, 28. Oktober Rudolf zur Bonsen, * in Fredeburg, † 18. Oktober 1952 in Grainau, Regierungspräsident und Verwaltungsjurist
- 1887, 6. Februar, Josef Frings, * in Neuss; † 17. Dezember 1978 in Köln, Erzbischof von Köln
- 1887, 20. Juni, Bernhard Deermann, * in Baccum, † 26. März 1982 in Köln, Politiker und Pädagoge
- 1887, 2. August, Goswin Frenken, * in Hottorf, † 1944 / 1945 im KZ Flossenbürg, Philologe und Literaturwissenschaftler der Universität zu Köln
- 1887, 31. August, Margarete Tietz, geb. in Berlin; gest. 26. Februar 1972 in London, Sozialfürsorgerin, Mäzenatin, Pädagogin
- 1887, 3. September, Ludwig Gies, * in München, † 27. Januar 1966 in Köln, Medailleur, Professor für Bildhauerei an den Kölner Werkschulen
- 1888, 7. Juni, Robert Grosche, * in Düren, † 21. Mai 1967 in Köln, Theologe und Domkapitular
- 1888, 29. Juli, Robert Görlinger, * in Ensheim, † 10. Februar 1954 in Köln, Politiker, Mitglied des Provinziallandtages, MdB
- 1890, 24. August, Josef Kögl, * in Sajach (Österreich); † 26. März 1968 in Köln, Architekt
- 1891, 12. Oktober, Edith Stein, * in Breslau; † 9. August 1942 im KZ Auschwitz-Birkenau, Philosophin und katholische Nonne, war Mitglied im Orden der Karmelitinnen in Köln
- 1891, 9. September, Helmuth Wirminghaus, * in Oldenburg; † 27. Mai 1968 in Köln, Architekt
- 1892, 11. Januar, Alice Haubrich-Gottschalk, geb. in Konitz; Flucht in den Tod 10. Februar 1944 in Köln, jüdische Kinderärztin, Gynäkologin
- 1892, 21. Januar, Arthur Vollstedt, * in Hamburg, † 15. November 1969, Eisschnellläufer und Trainer beim Kölner EK
- 1892, 4. September, Friedl Münzer, geboren in Wien; gestorben 13. Januar 1967 in Köln, österreichische Schauspielerin
- 1893, 19. März, Albert Wolter, * in Magdeburg; † 5. Juli 1977 in Marbach SG, Schweiz, Präsident des R.D.M.
- 1893, 23. April, Willi Busch, * in Siegen, † 10. Mai 1951 in Köln, Schauspieler
- 1894, 13. November, Otto H. Förster, * in Nürnberg, † 27. April 1975 in Köln, Kunsthistoriker und Generaldirektor der Kölner Museen sowie Direktor des Wallraf-Richartz-Museums
- 1895, 16. Februar, Robby Camphausen, * in Hildesheim, † 13. Mai 1939 in Köln, Kunstmaler
- 1895, 1. November, Max Graeff, * in Zell (Mosel), † 22. Mai 1973 in Köln, 36 Jahre Repräsentant der Firma Lindgens & Söhne in Mülheim (Köln), Jurist und Konsul von Ecuador
- 1896, 20. Februar, Heinrich Loevenich, * in Frechen; † 12. Dezember 1965 ebenda, 1933 bis 1945 Landrat des Kreises Köln
- 1896, 9. März, Werner Beinhauer, * in Neustadt an der Weinstraße, † 1. Januar 1983 in Köln, Romanist und Hispanist
- 1896, 10. Juli, Stefan Askenase, * in Lemberg/Galizien, † 18. Oktober 1985 in Köln, belgisch-polnischer Pianist
- 1896, 31. Juli, Alfred Roseno, * in Hamburg, † 29. Januar 1965 in New York, deutscher Urologe und Chirurg
- 1897, 27. April, Paulina Olga Guszalewicz, * in Prag, † 15. Januar 1965 in Köln, deutsche Pressezeichnerin
- 1899, 5. März, Margarete Lenz, * in Siegen, † 16. November 1986 in Bonn, deutsche Sozialpolitikerin der Weimarer Republik in Köln; Diplomatin in der Bundesrepublik Deutschland
- 1899, 27. März, Robert Brandes, * in Wolfenbüttel, † 5. März 1987 in Wiesbaden, 1944/1945 kommissarischer Oberbürgermeister
- 1899, 7. November, Hermann Wunderlich, * in Budweis; † 29. Oktober 1981 in Köln, Architekt und Leiter der technischen Zentrale der Kaufhof AG
- 1900, 18. Juli, Herbert Hennies, * in Breslau, † 18. Juli 1979 in Altötting, Schauspieler, Hörspielsprecher, Schriftsteller und Liedtexter, der über Jahrzehnte an Kölner Bühnen auftrat und für den NWDR bzw. WDR arbeitete.
- 1900, 2. August, Franz Marszalek, * in Breslau, † 28. Oktober 1975 in Köln, Dirigent beim WDR Rundfunkorchester Köln
- 1900, 1. September, Fritz Burgbacher, * in Mainz, † 29. Juli 1978 in Köln, Politiker und Energiewirtschaftler
- 1900, 28. November, Erich Klibansky, * in Frankfurt am Main, † 24. Juli 1942 in Blagowschtschin/Minsk, Leiter und Lehrer der „Jawne“

### 1901 bis 1950
- 1901, 2. Februar, Hans Schmitt-Rost, * in Essen; † 2. März 1978 in Köln, Publizist, Autor, Leiter des Kölner Presseamtes
- 1901, 28. Juni, Alfred Müller-Armack, * in Essen; † 16. März 1978 in Köln, Nationalökonom und Kultursoziologe
- 1902, 28. Februar, Elsa Scholten, * in Homberg, heute Ortsteil von Duisburg; † 14. Oktober 1981 in Köln, Volksschauspielerin (über 50 Jahre am Millowitsch-Theater engagiert)
- 1902, 11. Juni, Ernst Wilhelm Nay, * in Berlin; † 8. April 1968 in Köln, Maler
- 1902, 17. Juni, Wolfgang Weber, * in Leipzig; † 4. März 1985 in Köln, Fotojournalist
- 1902, 5. Juli, Els Vordemberge, geb. in Wien; gest. 25. Februar 1999 in Köln, Hörspielsprecherin und Leiterin des Kinderfunks der WERAG und des WDR
- 1902, 10. Juli, Kurt Alder, * in Königshütte (Oberschlesien); † 20. Juni 1958 in Köln, Chemiker, Nobelpreisträger (Chemie 1950)
- 1903, 16. August, Eduard Hermann, * in Steinau an der Oder; † 25. März 1964, Schauspieler und langjähriger Hörspielregisseur beim NWDR und WDR in Köln (unter anderem Regisseur der Paul-Temple-Hörspiele)
- 1904, 23. Mai, Otto Klein, * in Berdjansk (Ukraine); † 8. August 1995 in Hoya/Weser, Restaurator, Gründer der Otto-Klein-Restauratorenschule
- 1904, 17. September, Lisamaria Meirowsky, * in Graudenz; † 9. August 1942 in Auschwitz, Ärztin und Ordensfrau
- 1904, 7. Dezember, Klara Stoffels, † 11. August 1944 in Plötzensee, Zeugin Jehovas
- 1905, 8. November, Lucy Millowitsch, * in Chemnitz; † 21. Juni 1990 in Köln, Volksschauspielerin und Leiterin des Millowitsch-Theaters
- 1906, 4. November, Bernhard Günther, * in Koblenz; † 31. Oktober 1981 in Köln, Präsident der Handelskammer und Politiker
- 1910, 16. März, Wunibald Maria Brachthäuser, * in Küntrop/Sauerland; † 16. Februar 1999 in Köln, katholischer Geistlicher, 1950–1958 Provinzial des Dominikanerordens, Domprediger am Hohen Dom zu Köln
- 1911, 16. Juni, Georg Meistermann, * in Solingen; † 12. Juni 1990 in Köln, Maler und Schöpfer zahlreicher Glasfenster
- 1912, 7. Januar, Günter Wand, * in Elberfeld, heute Wuppertal; † 14. Februar 2002 in Ulmiz, Schweiz, Dirigent (unter anderem WDR-Sinfonieorchester)
- 1912, 22. April, Elisabeth Baumeister-Bühler, * in Thale; † 13. Juni 2000 in Baden-Baden, Bildhauerin, Medailleurin und erste Dombildhauerin am Kölner Dom
- 1914, 10. Mai, Karl-Heinz Lauterjung, * in Leichlingen; † 29. März 2000, Physiker
- 1918, 20. März, Bernd Alois Zimmermann, * in Bliesheim, heute Erftstadt; † 10. August 1970 in Großkönigsdorf bei Köln, Komponist
- 1918, 15. August, Ernst Rudolph, * in Gladbeck; † 14. September 1986 in Köln, Karambolagespieler (17-facher Deutscher Meister, zweifacher Vizeeuropameister), Vater von Christian Rudolph
- 1918, 12. Dezember, Arno Faust, * in Großkönigsdorf; † 5. Februar 1985 in Köln, Sänger und Zeichner, Kölner Original
- 1919, 1. Juli, Hans Bender, * in Mühlhausen; † 28. Mai 2015 in Köln, Schriftsteller und Herausgeber
- 1920, 23. Januar, Gottfried Böhm, * in Offenbach am Main; † 9. Juni 2021, Architekt
- 1921, 2. Mai Else Schmitt, * in Brühl; † 22. März 1995 in Köln, Bürgermeisterin von Köln
- 1921, 3. Mai, Henner Berzau * in Magdeburg; † 8. Januar 2008 in Köln, kölscher Mundartdichter, Liedermacher und Komponist
- 1921, 23. Mai, Erwin Grochla, * Zabrze; † 2. Juni 1986 in Köln, Betriebswirtschaftler an der Universität zu Köln
- 1921, 28. Juni, Irene Schreiber, * Köln; † 30. Dezember 2019 in Köln, Illustratorin für Kinderbücher
- 1921, 18. August, Marie Veit, * in Marburg (Lahn); † 14. Februar 2004 in Köln, Theologin
- 1922, 17. Juni, Paul Schallück, * in Warendorf; † 29. Februar 1976 in Köln, Schriftsteller
- 1922, 24. Juli, Hans-Jürgen Wischnewski * in Allenstein/Ostpreußen; † 24. Februar 2005 in Köln, Gewerkschaftsfunktionär und Politiker (SPD)
- 1923, 30. Januar, Alexandra Kassen * in Bayern, † 25. Juni 2017, Gründerin und Leiterin des Theaters Senftöpfchen
- 1925, 3. März, Friedrich Wilhelm Waffenschmidt, * in Pingsdorf bei Brühl; † 26. März 2017 in Köln, Unternehmer, Gründer von Hansa-Foto und Saturn
- 1925, 3. November, Dieter Wellershoff, * in Neuss; † Juni 2018 in Köln, Schriftsteller
- 1926, 1. Juli, Hans Werner Henze, * in Gütersloh; † 27. Oktober 2012 in Dresden, Komponist
- 1926, 4. August, Werner Koch, * in Mülheim (Ruhr); † 30. März 1992 in Köln, Schriftsteller
- 1928, 6. Januar, Astrid Gehlhoff-Claes, * in Leverkusen als Astrid Claes; † 1. Dezember 2011 in Düsseldorf, Schriftstellerin und Übersetzerin
- 1928, 9. März, Helmar Meinel, * im Vogtland, Journalist und Satiriker
- 1928, 16. August Rüdiger Göb, * in Berlin; † 21. Januar 2015, Beigeordneter für Stadtentwicklung und Statistik von 1975 bis 1987
- 1928, 22. August, Karlheinz Stockhausen, * in Mödrath bei Köln; † 5. Dezember 2007 in Kürten, Komponist
- 1928, 25. November, Heinz Ludger Uhlenküken, * in Schwerte; † 23. März 2015 in Schwerte, Stadtdirektor (1978–1993)
- 1930, 24. Januar, Ernst Hojer, * in Reichenberg; † 31. Dezember 2018 in Darmstadt, Pädagoge und Hochschullehrer; von 1972 bis 1974 Rektor der DSHK
- 1931, 24. Dezember, Mauricio Raúl Kagel, * in Buenos Aires; † 18. September 2008 in Köln, argentinisch-deutscher Komponist, Dirigent, Librettist und Regisseur
- 1932, 19. Februar, Gerhard Richter, * in Dresden, Maler, lebt und arbeitet in Köln
- 1932, 28. Oktober, Gerhart Baum, * in Dresden; † 15. Februar 2025 in Köln, Politiker (FDP), Kulturrat NRW, lebte zuletzt in Köln
- 1933, 27. Februar, Albert Caspers, * in Lissendorf; † 6. Januar 2015 in Köln, Manager (Ford) und Präsident des 1. FC Köln
- 1933, 11. Oktober, Carl-Ludwig Wolff, * in Guben; † 20. Mai 2022 in Köln, lebte von 1999 bis zu seinem Tod in Köln
- 1933, 25. Dezember, Joachim Meisner, * in Breslau; † 5. Juli 2017 in Bad Füssing, Kardinal der römisch-katholischen Kirche und von 1989 bis 2014 Erzbischof von Köln
- 1934, 23. April, Coşkun Taş, * in Aydin; † 11. November 2024 in Köln, türkischer Fußballspieler
- 1934, 5. Mai, Ingund Mewes, * in Hannover; † 18. Februar 2005 in Köln, Theaterregisseurin an einem der ersten feministischen Theater in Deutschland
- 1934, 10. Juli, Alfred Biolek, * in Freistadt; † 23. Juli 2021 in Köln, Moderator und Fernsehproduzent
- 1934, 27. November, Franz-Josef Antwerpes, * in Viersen, Politiker (SPD), Regierungspräsident a. D.
- 1935, 16. Januar, Udo Lattek, * in Bosemb, Ostpreußen; † 31. Januar 2015 in Köln, Fußballspieler- und trainer, lebte lange in Köln
- 1935, 3. September, Hans Sturm, * in Schönau; † 24. Juni 2007 in Köln, Fußballspieler, mit 15 Jahren nach Köln gezogen, langjähriger Stürmer beim 1. FC Köln
- 1935, 26. Oktober, Heiko R. Blum, * in Jena; † 27. März 2011 in Köln, Filmkritiker und Autor, lebte mit seiner Familie mehrere Jahrzehnte in Nippes
- 1937, 23. Mai, Ellen Thiemann * in Dresden; † 6. Mai 2018 in Köln, Journalistin, Autorin und Opfer der Diktatur in der DDR
- 1938, 2. Januar, Dr. Hermann Josef Roth, Studiendirektor am Gymnasium Kalk, Erforscher der gotischen Domflora, Aktivist für Denkmalpflege und Landschaftsschutz
- 1938, 21. März, Fritz Pleitgen * in Duisburg-Meiderich; † 15. September 2022 in Köln, Journalist und von 1995 bis 2007 Intendant des WDR in Köln
- 1938, 11. April, Kurt Moll, * in Buir bei Kerpen; † 5. März 2017 in Köln, Opernsänger (Bass); Hochschullehrer in Köln
- 1938, 28. September, Klara van Eyll, * in Essen, Archivarin und Direktorin des Rheinisch-Westfälischen Wirtschaftsarchiv
- 1939, 24. Juni, HA Schult, * als Hans Jürgen Schult in Parchim, Mecklenburg, Künstler der Gegenwart, lebt in Köln
- 1939, 18. Mai, Peter Grünberg, * in Pilsen, † 7. April 2018, Physiker, bis 2004 Prof. in Köln, Nobelpreisträger (Physik 2007)
- 1939, 12. November, Herbert Feser, * in Gemünden-Wernfeld; † 8. Oktober 2020 in Köln, Psychologe und Hochschullehrer
- 1939, 14. November, Carl-Heinz Rühl, * in Berlin-Kreuzberg; † 30. Dezember 2019 in Köln, Fußballspieler, -trainer und -manager
- 1940, 20. Januar, Klaus von Wrochem, bekannt als Klaus der Geiger, * in Dippoldiswalde, sozialkritischer Liedermacher
- 1940, 6. April, Rolf Dieter Brinkmann, * in Vechta; † 23. April 1975 in London, Lyriker und Erzähler, lebte von 1962 bis 1975 in Köln; nach ihm ist das Rolf-Dieter-Brinkmann-Stipendium der Stadt Köln benannt
- 1940, 9. August, Marie-Luise Marjan, * in Essen, Schauspielerin, lebt in Köln
- 1941, 13. Februar, Sigmar Polke, * in Oels, Niederschlesien; † 11. Juni 2010 in Köln, Maler und Fotograf
- 1941, 17. Juni, Hermann Rüppell, * in Berlin, Professor für Psychologie an der Universität zu Köln
- 1941, 29. Juli, Wolfgang Bittner, * in Gleiwitz, Schriftsteller, WDR-Rundfunkrat 1996–1998, lebt in Köln (seit 1989) und Göttingen
- 1941, 17. August, Evert Everts, * in Bonn, Schriftsteller und Jurist in Köln
- 1942, 5. Juli, Hannes Löhr, * in Eitorf; † 29. Februar 2016 in Köln, Fußballspieler- und trainer, lebte lange in Köln
- 1942, 1. Oktober, Günter Wallraff, * in Burscheid, Journalist und Schriftsteller, lebt in Köln
- 1942, 24. Dezember, Frieder Döring, * in Dattenfeld, Sieg, Arzt und Schriftsteller, arbeitet seit 1989 als Verleger und Herausgeber in Köln und gründete dort mit Bert Brune und Heinz Schüssler den Wolkenstein-Verlag
- 1943, Renate Dissel, † 19. Dezember 2012 in Köln, Schauspielerin, wirkte und lebte in Köln
- 1943, 15. Februar, Elke Heidenreich, * in Korbach, Schriftstellerin, Moderatorin und Journalistin, lebt in Köln
- 1943, 4. April, Bert Brune, * in Büren, Schriftsteller, lebt und arbeitet seit 1966 in Köln und gründete dort 1989 zusammen mit Frieder Döring und Heinz Schüssler den Wolkenstein-Verlag
- 1943, 11. Juli, Rolf Stommelen, * in Siegen; † 24. April 1983 in Riverside, Kalifornien, deutscher Sportwagen- und Formel-1-Rennfahrer, lebte in Köln
- 1943, 26. August, Angelika Mechtel, * in Dresden; † 8. Februar 2000 in Köln, Schriftstellerin
- 1943, 29. September, Wolfgang Overath, * in Siegburg, Fußball-Nationalspieler (Weltmeister 1974) und ehemals 2004 Präsident des 1. FC Köln
- 1943, 15. Dezember, Klaus Zumwinkel, * in Rheinberg, Manager, lebte bis Anfang 2009 in Köln
- 1944, Peter Udelhoven, Wissenschaftsjournalist und Sachbuchautor
- 1944, 15. März, Joachim Kühn, * in Leipzig, Jazz-Musiker
- 1944, 1. August, Michael Buthe, * in Sonthofen; † 15. November 1994 in Bad Godesberg, lebte und arbeitete als Maler und Bildhauer in Köln
- 1944, 19. Dezember, Heinz-Günter Prager, * in Herne/Westfalen, Bildhauer
- 1944, 24. Dezember, Reinhard Birkenstock, * Haiger-Dillbrecht; † 13. Juni 2018 in Köln, lebte und arbeitete als Rechtsanwalt und Strafverteidiger in Köln
- 1946, 19. Februar, David Slama, * in Prag; † 15. Oktober 2020, Kameramann und Professor für Kamera – Director of Photography Spielfilm an der IFS Köln
- 1946, 24. März, Rainer Popp, * in Staßfurt (Sachsen-Anhalt), Schriftsteller und ehemaliger Direktor von Radio Luxemburg; lebt und arbeitet in Köln
- 1947, 26. Juli, Georg Herold, * in Jena, Bildhauer, lebt in Köln
- 1947 oder 1953 (?), Elke Koska, Schauspielerin, Kulturmanagerin, Muse von HA Schult, lebt in Köln
- 1947, 1. September, Rainer Arke, * in Hamburg, Maler und Visualist, lebt in Köln
- 1948, 21. September, Edgar Franzmann, * in Krefeld, Journalist und Autor
- 1948, 2. Dezember, Christine Westermann, * in Erfurt, Fernsehmoderatorin, Journalistin und Autorin
- 1949, 15. Januar, Jürgen Roters, * in Coesfeld, Oberbürgermeister der Stadt Köln a. D., lebt in Köln
- 1949, 17. Mai, Hans Mahr, * in Wien, Journalist und Medienmanager, lebt in Köln

### Ab 1951
- 1951, Hannelore Hippe, * in Frankfurt am Main, Autorin und Hörfunkjournalistin
- 1951, Tanya Ury, * in London, Künstlerin
- 1951, 3. März, Günter Ollenschläger, * in Bonn-Beuel, Wissenschaftsjournalist, Hochschullehrer an der Uniklinik Köln und von 1995 bis 2014 Leiter des bis 2004 in Köln angesiedelten Ärztlichen Zentrums für Qualität in der Medizin
- 1952, Mustafa Bayram, * in Zonguldak (Türkei), Diplom-Sozialpädagoge, Lehrbeauftragter für interkulturelle Sozialarbeit an der Katholischen Hochschule Nordrhein-Westfalen, Träger des Bundesverdienstkreuzes und des Verdienstordens des Landes Nordrhein-Westfalen, lebt in Köln
- 1952, 17. September, Norbert Walter-Borjans, * in Krefeld-Uerdingen, Politiker und Bundesvorsitzender der SPD; ehem. Stadtkämmerer und Wirtschaftsdezernent der Stadt Köln
- 1953, 24. Oktober, Christoph Daum, * in Zwickau; † 24. August 2024 in Köln, Fußballtrainer; lebte zuletzt in Köln
- 1954, 6. März, Toni Schumacher, * in Düren, Fußballspieler
- 1954, 8. Oktober, Walter Dahn, * in St. Tönis, Maler, Fotograf, Tonkünstler, Hochschullehrer, lebte zuletzt in Köln
- 1955, Angelika Schmidt-Koddenberg, Soziologin und Hochschullehrerin, lebt und lehrt in Köln
- 1955, 16. Februar, Meinhard Zanger, * in Memmelsdorf/Obfr., Regisseur, Schauspieler, Dozent, Festivalleiter, Intendant; lebte von 1956 bis 1981 und von 1997 bis 2006 in Köln
- 1955, 3. November, Amy Antin, * in New York City, Singer-Songwriterin und Malerin; lebt und arbeitet seit 1990 in Köln
- 1955, 5. Mai, Jo Steinebach, * in Marburg; † 23. November 2012 in Köln, Musiker, Komponist und Produzent; lebte von 1983 bis 2012 in Köln
- 1955, 9. Oktober, Stephan Gatter, * in Gotha, Politiker (SPD), MdL von NRW
- 1956, 5. Januar, Xaõ Seffcheque, * in Graz, Österreich; † 26. Mai 2023 in Köln, Komponist und Filmautor
- 1956, 26. April, Ingolf Lück, * in Bielefeld, Schauspieler und Moderator, lebt in Köln
- 1956, 25. Mai, Mina Ahadi, * in Abhar, Iran, österreichische politische Aktivistin iranischer Herkunft, lebt seit 1996 in Köln
- 1957, 25. März, Ulrike von der Groeben, * in Mönchengladbach, Redakteurin und Moderatorin
- 1957, 17. August, Ralf Richter, * in Essen, Schauspieler
- 1957, 18. August, Harald Schmidt, * in Neu-Ulm, Schauspieler, Kabarettist und Moderator, lebt in Köln
- 1958, 7. April, Birgit Schrowange, * in Nehden, Moderatorin, lebt in Köln
- 1959, 2. Februar, Hella von Sinnen, * in Gummersbach, Komikerin und Moderatorin, lebt in Köln
- 1959, 26. Juni, Josef Mahlmeister, * in Bad Kissingen, Schriftsteller und Independent Verleger seit 26. Juni 1998 Palabros de Cologne, lebt und arbeitet in Köln
- 1960, Peter Menne, * in Unna, Szenenbildner, Bühnenbildner, lebt in Köln
- 1960, 11. April, Margarete Sorg-Rose, * in Remscheid, Komponistin, Dirigentin, Musikwissenschaftlerin, Autorin, Studium in Köln, lebt in Köln
- 1960, 8. August, Ralf König, * in Westuffeln bei Werl in Westfalen, Comic-Zeichner
- 1960, 28. September, Thomas Maria Blisniewski, * in Aachen, Kunsthistoriker und Autor
- 1960, 9. Oktober, Roswitha Haring, * in Leipzig, Schriftstellerin
- 1960, 12. Dezember, Volker Beck, * in Stuttgart, MdB aus Köln
- 1961, 28. September, Matthias W. Birkwald, * in Münster (Westfalen), MdB aus Köln
- 1962, Boaz Kaizman, * in Tel Aviv, israelischer Künstler
- 1962, Ulla van Daelen, * in Düsseldorf, Harfenistin, studierte an der Musikhochschule Köln, lebt und arbeitet seither dort
- 1962, 4. Mai, Thomas Werner, * in Kiel, Kunsthistoriker und seit 2012 Stadtkonservator in Köln
- 1962, 28. Mai, Klaus-Jürgen Deuser alias ‚Knacki Deuser‘, * in Kaiserslautern, Moderator und Comedian, lebt in Köln
- 1963, Sybille Jacqueline Schedwill, * in Heilbronn, Schauspielerin, lebt in Köln
- 1963, Cornelia Scheel, * in München, Autorin, lebt in Köln
- 1964, 5. Februar, Bernhard van Treeck, * in Kempen, Buchautor
- 1964, 11. Februar, Walter Schönenbröcher, * in Bergisch Gladbach, Künstler und Filmemacher
- 1965, 21. April, Katja Burkard, * in Marienberg, Moderatorin, lebt in Köln
- 1965, 27. Juni, Isabella Archan, * in Graz, Schauspielerin, Hörspielsprecherin und Krimiautorin, lebt in Köln
- 1965, 15. Oktober, Jenke von Wilmsdorff, * in Bonn, Fernsehjournalist, Autor und Schauspieler, lebt in Köln
- 1965, 21. Dezember, Anke Engelke, * in Montreal (Kanada), Schauspielerin und Moderatorin, lebt in Köln
- 1966, 9. Februar, Christoph Maria Herbst, * in Wuppertal, Schauspieler, lebt in Köln
- 1967, Roland Peil, * in Essen, Perkussionist (unter anderem Die Fantastischen Vier)
- 1967, 4. Mai, Haydar Zorlu, * in Mikail (Türkei), Schauspieler
- 1967, 23. Mai, Wotan Wilke Möhring, * in Detmold, Schauspieler, lebt in Köln
- 1967, 17. Juli, Achim Wagner, * in Coburg, Schriftsteller
- 1967, 7. Dezember, Arne Birkenstock, * in Siegen, Regisseur, aufgewachsen und wohnhaft in Köln
- 1969, 9. Februar, Barbara Ruscher, * in Rheinbach, Kabarettistin, lebt in Köln
- 1969, 4. März, Matthias Kahle, * in Görlitz, sechsfacher deutscher Rallyemeister, lebt in Köln
- 1969, 31. Dezember, Claudia Kleinert, * in Koblenz, Fernsehmoderatorin, aufgewachsen in Köln
- 1970, 26. August, Mark Benecke, * in Rosenheim, Kriminalbiologe und Politiker, aufgewachsen und wohnhaft in Köln
- 1970, 3. November, Michael Kämpfer, in Bonn; † 6. Dezember 2022 in Köln; ein deutscher Illustrator, freier Cartoonist, und Kölner Gothic-Shop-Betreiber
- 1971, Rhani Krija, * in Essaouira, Marokko, marokkanischer Musiker und Percussionist
- 1971, 3. Dezember, Thorsten Krämer, * in Wuppertal, Schriftsteller, Rolf-Dieter-Brinkmann-Stipendium 1997
- 1972, 4. April, Bastian Pastewka, * in Bochum, Schauspieler, lebt in Köln und Berlin
- 1972, 20. August, Robert Corvus, * in Bramsche, Autor, lebt seit 2000 in Köln
- 1972, 1. Oktober, Aleksandra Bechtel, * in Hilden, Moderatorin, lebt in Köln
- 1974, 10. Januar, Adrian Kasnitz, * in Wormditt, Schriftsteller, Rolf-Dieter-Brinkmann-Stipendium 2005
- 1975, 19. April, Tillmann Otto alias ‚Gentleman‘, * in Osnabrück, Musiker
- 1976, 28. Juni, Hans Sarpei, * in Tema, deutsch-ghanaischer Fußballspieler, aufgewachsen in Köln
- 1977, 30. März, Anna Hepp, * in Marl, deutsche Filmregisseurin, Fotografin und Künstlerin, lebt in Köln
- 1978, 18. Februar, Oliver Pocher, * in Hannover, Moderator, lebt in Köln
- 1978, 26. Februar, Tom Beck, * in Nürnberg, Schauspieler und Sänger, lebt in Köln
- 1978, 18. März, Charlotte Roche, * in High Wycombe (England), Moderatorin und Schriftstellerin, lebt in Köln
- 1978, 16. Juni, Daniel Brühl, * in Barcelona, Schauspieler, aufgewachsen in Köln
- 1978, 10. August, Oliver Petszokat, * in Berlin, Schauspieler, Sänger und Moderator
- 1978, 18. August, Daniel Hartwich, * in Frankfurt am Main, Fernsehmoderator, lebt in Köln
- 1978, 23. August, Paddy Kroetz, * in Dillenburg, Reporter und Fernsehmoderator, lebt in Köln
- 1978, 30. November, Heiko Andreas von der Gracht * in Aachen, Wirtschaftswissenschaftler, Zukunftsforscher und Autor, arbeitet in Köln
- 1979, 10. August, Claudia Bach, Regisseurin und Drehbuchautorin, studierte und arbeitet in Köln
- 1980, 1. Mai, Christopher Becker, * in Bad Münstereifel, Regisseur, lebt in Köln
- 1980, 9. Mai, Carolin Kebekus * in Bergisch Gladbach, Komikerin, Sängerin und Schauspielerin, aufgewachsen in Köln
- 1980, 27. Dezember, Nina Moghaddam * in Madrid, Fernsehmoderatorin und Webvideoproduzentin, aufgewachsen und wohnhaft in Köln
- 1981, 23. Februar, Jan Böhmermann, * in Bremen, Moderator, lebt in Köln
- 1981, 29. September, Juliane Ziegler, * in Berlin, Fernsehmoderatorin, lebt seit 2004 in Köln
- 1982, 12. September, Max Hoff, * in Troisdorf, Kanute, lebt in Köln
- 1983, 9. September, Annina Hellenthal, * in Bochum, Schauspielerin, lebt in Köln
- 1985, 4. Juni, Lukas Podolski, * in Gliwice/Polen, Fußball-Nationalspieler und ehemals Stürmer des 1. FC Köln
- 1987, 23. April, Ekaterina Leonova, * in Wolgograd/Sowjetunion (heute Russland), Tänzerin in den Sparten Standard und Latein, dreifache Siegerin mit ihren jeweiligen Promi-Partnern bei Let’s Dance (RTL)
- 1987, Florence Randrianarisoa, * in Querfurt; deutsche Ärztin, Fernsehmoderatorin und Autorin; lebt in Köln
- 1988, 27. Juni, Moritz Barkow, * in Bergisch Gladbach, Handballspieler
- 1989, 25. Oktober, Kilian Kramer, Pokerspieler
- 1990, Timey, bürgerlich Giuseppe Di Agosta, italienisch-deutscher Rapper; aufgewachsen und lebt in Köln
- 1992, 19. Oktober, Jules Schwadorf, Fußballspieler, aufgewachsen in Köln
- 1993, 13. Juli, Danny da Costa, * in Neuss, Fußballspieler, aufgewachsen in Köln
- 1995, 8. Februar Dennis Engelman, Fußballspieler
- 1995, 15. September, Cauly Oliveira Souza, * in Porto Seguro, deutsch-brasilianischer Fußballspieler, aufgewachsen in Köln
- 1996, 21. Februar, Luca Scharbenberg, *in Bielefeld, deutscher YouTuber
- 1997, 23. Februar, Benjamin Henrichs, * in Bocholt, Fußballspieler, aufgewachsen in Köln
- 1999, 10. November, Ernesto Carratala Jiménez, * in Halle (Saale), Fußballspieler, aufgewachsen in Köln
- 2002, 3. April, Dennis Gorka, Fußballspieler
- 2004, 6. Oktober, Ayman Aourir, Fußballspieler